# 九龍巴士

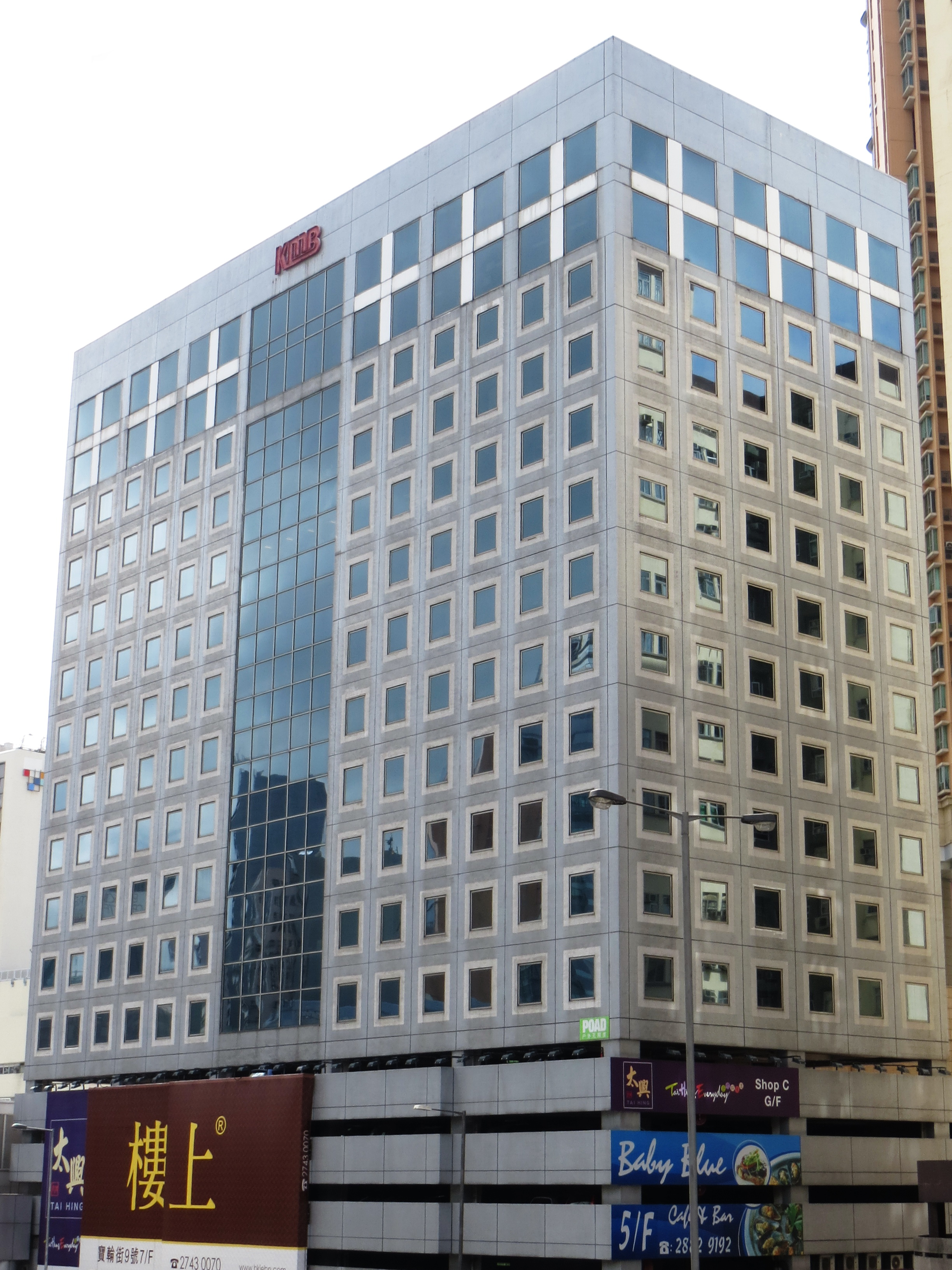
九龍巴士總部

九巴在1985年至2017年使用的舊標誌

九龍巴士（一九三三）有限公司（英語：The Kowloon Motor Bus Co. (1933) Ltd，通稱：九巴）為載通國際控股有限公司旗下，是香港首兩間專營巴士公司（另一間為已結束港島專營權之中巴），於1933年成立；主要經營九龍及新界的專營巴士服務（離島區除外），但並沒有經營來往港島範圍內的路線，唯獨港島往新界或九龍的非聯營及節日路線只有不足30條，目的地大致為元朗、上水、荃灣等地，截至2022年1月現經營402條巴士路線及共有約4000部巴士，是香港最大的專營巴士公司，同時，與龍運巴士為姊妹公司。

## 歷史

### 早期發展
九龍巴士的前身為九龍汽車有限公司，於1921年11月26日成立。當時開辦2條巴士路線：尖沙咀←→深水埗（現在的九龍巴士6號線）及尖沙咀←→九龍城（現在的九龍巴士1號線），只有9輛巴士行走2條路線。1920年代末期，九龍巴士由中美運輸公司接辦一條旺角至元朗的長途巴士線，編號為9號線（即後來的50號線），成為九巴首條服務新界路線，直至1930年代，已有80輛巴士行走總共十多條路線。
九龍巴士主要股東雷亮、雷瑞德、譚煥堂、伍時暢等，聯同五邑同鄉黃中文等，在1928年於上海創辦「上海華商公共汽車有限公司」，為上海公共租界以外、由中華民國上海特別市政府管轄的地區，並由市政府賦予路權，提供六條公車路線服務，經營範圍為閘北、江灣、真如等地，全盛時期共有46輛單層巴士，直至1937年結束。

### 1930年代
1932年5月，香港政府重整香港公共交通服務，批出2個巴士服務專利權分別為香港島以及九龍和新界，後者由九龍巴士獲當時香港政府給予專利權。
1933年4月13日，鄧肇堅、雷瑞德、雷亮、譚煥堂、吳海霖和林銘勳等人為九龍巴士建立公司架構，同時把南興巴士公司（1925年成立）、泉興巴士公司（1925年成立）和長美巴士公司（1925年成立）合併，九龍汽車（一九三三）有限公司正式成立，同年6月11日地區專利生效，九龍巴士接辦當時中華汽車及啟德汽車有限公司經營的共18條九龍及新界路線。公司成立初期，以106輛小型單層巴士行走。當時的單層巴士設有頭等軟座及二等硬座兩級。乘客如要下車，拉動車頂的粗繩子，敲響在車頭司機旁的銅鈴，司機便會在下一個巴士站停車。九龍巴士當時車廠設於旺角水渠道（今始創中心之處）。

### 1940年代
1941年12月25日，日軍佔領香港。九龍巴士當時合共營運17條路線，車隊數字更增至140輛。但後來因為被香港自動車運送會社徵用所有車輛，所以巴士服務幾乎被迫暫停，1942年10月1日，日軍重整陸上交通，因此日軍佔領香港漸久，物資亦日益匱乏，為節省燃油，有時會重整、減少站數及縮減巴士服務，甚至暫停服務等等。直至1945年二次大戰過後，九龍巴士只能維持兩條巴士線的服務。在1946年2月，九龍巴士改裝二手軍車及貨車成為載客車輛，並取消座位等級制，以求儘快恢復提供巴士服務。

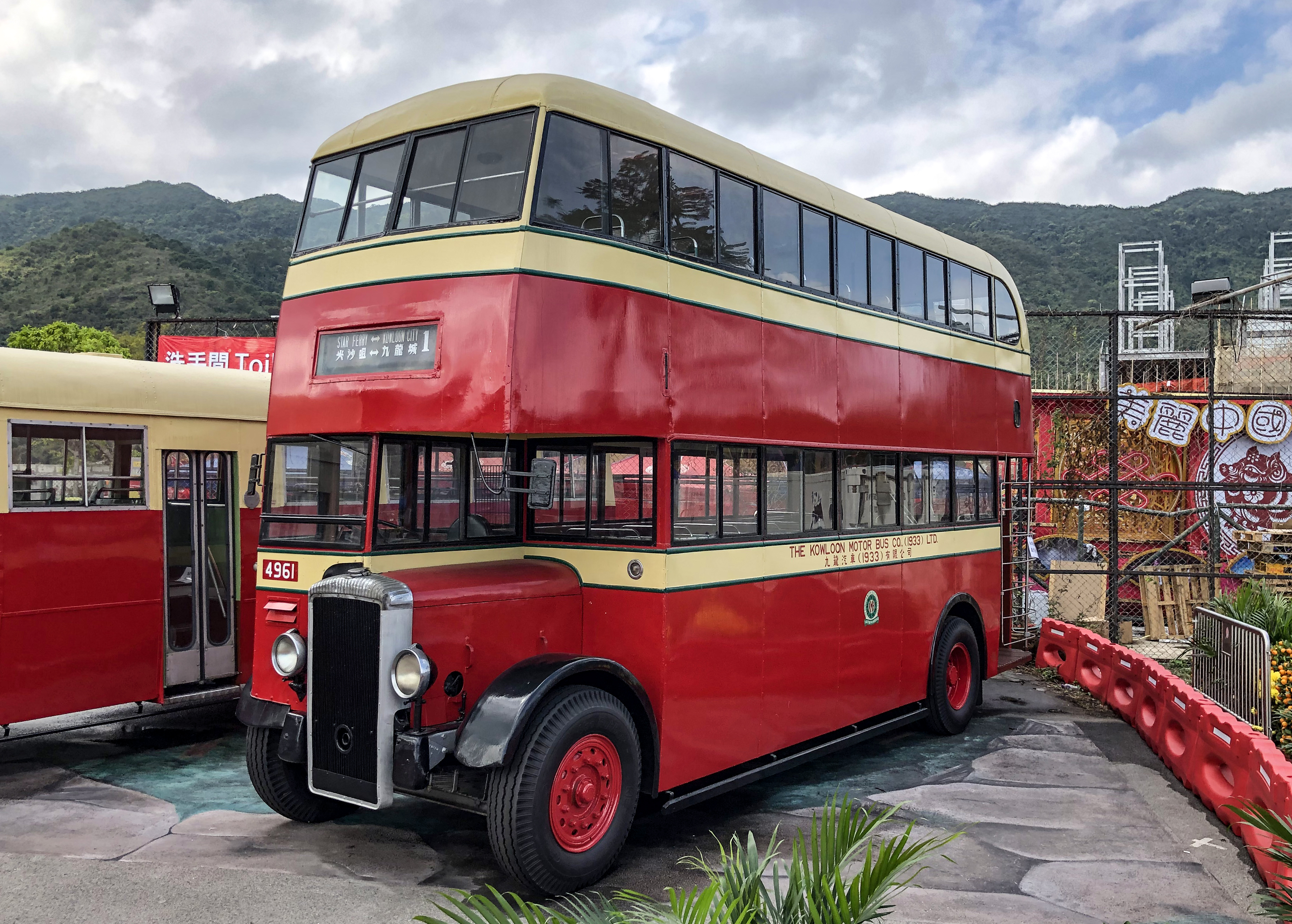
香港首款雙層巴士——九龍巴士的丹拿A型

1949年，九龍巴士率先由英國引入首批20輛載客量較高的雙層巴士——丹拿A型，以應付日益增加的客量。並為當時香港第一家巴士公司引入雙層巴士，從此香港的巴士服務趨向以雙層巴士為主力。

### 1960年代
1961年，九龍巴士股票開始在當時的香港證券交易所上市。
1962年，九龍巴士1、5、6、11、12、13線的尾班車延長至凌晨2時，配合渡輪服務，直到六七暴動才提早尾班車。
1967年六七暴動期間，由於響應中國文化大革命的左派暴力份子屢次向行駛中的巴士投擲石塊及汽油彈，不但車身受損及玻璃窗被擊碎，部分車長更因此受傷，為保障行車安全，九巴在7月起陸續為旗下巴士，於車長駕駛席前方的擋風玻璃及兩側玻璃窗外，加裝由鐵絲網製作的防護網。

### 1970年代

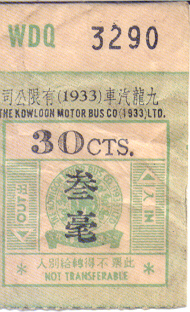
1970年代的九龍巴士車票

1972年8月，香港海底隧道正式通車，一向提供九龍及新界巴士服務之九龍巴士，亦因而首次開進香港島，及打破以往「地區專利」之傳統慣例。
同年，九龍巴士革新乘客付車資的方式。早年的巴士設有售票員和稽查員各一，在車上來回走動。售票員負責售賣車票，稽查員負責查驗乘客的車票，沒有購票的乘客要補票。同一車站上車的乘客的車資或有不同，視乎車程的長短決定。因為巴士車頭及車尾都有閘門供乘客自由上落，有些乘客上車後，在售票員還沒到來之前已經到站下車，便不用付錢買票。為了減少逃票的情況及削減人手，經過多個月的測試，自1972年起，九龍巴士正式採用一人控制模式，即在巴士車廂近駕駛室位置裝上錢箱，由司機兼任稽查員的職務，監察每位乘客是否在錢箱投入足夠的車資。此後，不論車程長短，同一車站上車的乘客須於車頭前門上車，並立刻繳付劃一的車資。
1975年，九龍巴士為吸引駕車人士改搭巴士，推出豪華巴士路線服務。九龍巴士在七、八十年代營運的豪華巴士路線，例如：200（啟德機場↔中環，後分拆為A2及A3）及201（啟德機場↔尖沙咀，後改稱A1）等，但其後各路線分別被取消或改組，只有208線一直營運至今。

### 1980年代

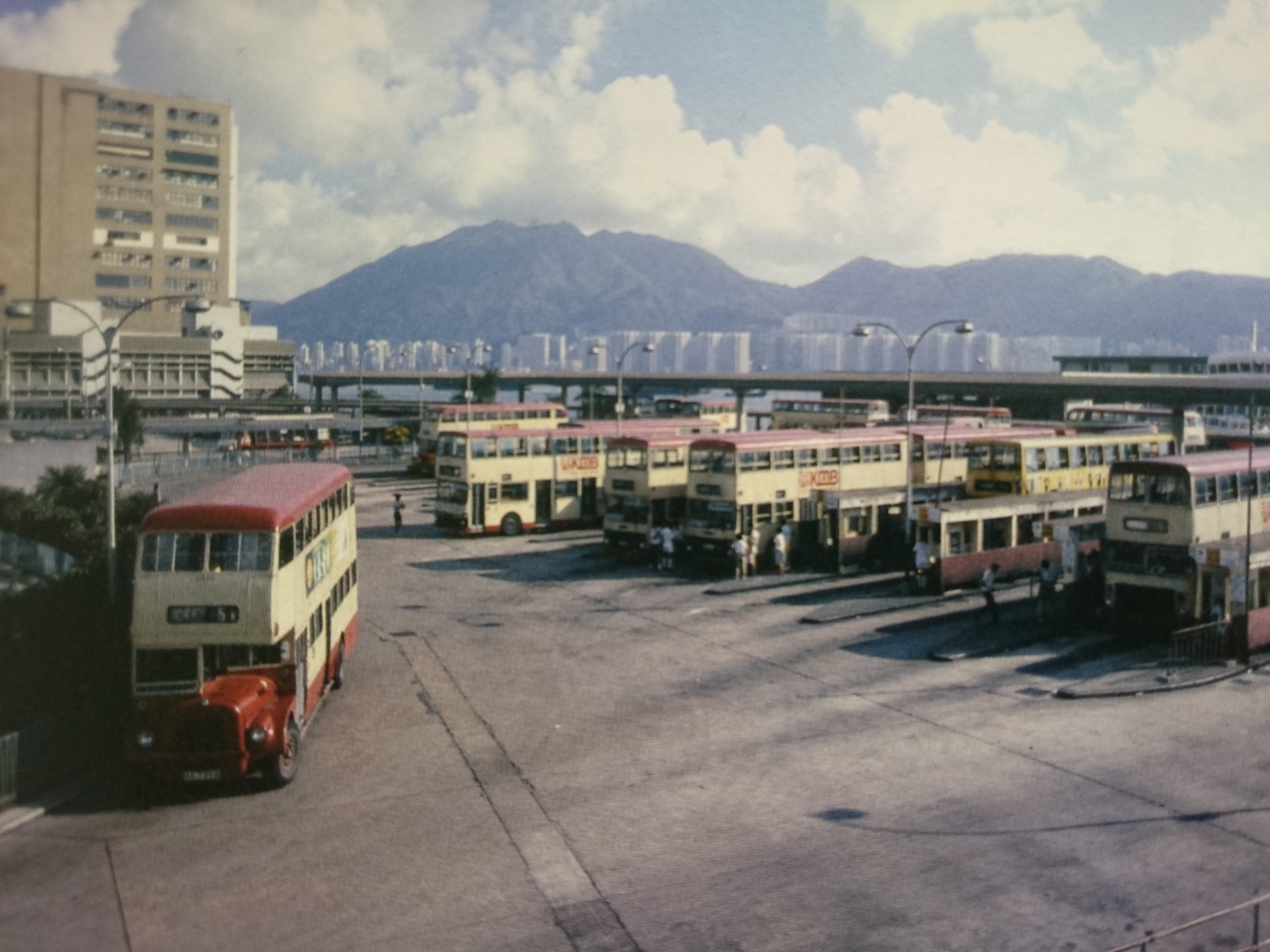
停泊於觀塘碼頭巴士總站的多部九巴巴士

1980年11月11日，新鴻基地產宣佈收購九龍巴士在股票市場內的股份，引起收購戰。11月17日，新鴻基地產收購九龍巴士成功，並持有九龍巴士共39.5%的股份。
1980年代，隨着地下鐵路通車及九廣鐵路實現電氣化，九龍巴士亦着手重組路線及提供鐵路接駁服務（即號碼以K、M字作結的路線），1989年起為方便乘客，數條以M字尾的九龍巴士路線，亦容許乘客以通用儲值票付款。同期，業務高速發展。1982年更首次開辦市區特快巴士線（即號碼以X字作結的路線）14X（已停駛，由215X及219X取代）及15X（現已改為215X），以接近點到點的行走方式，吸引更多市民選乘九龍巴士。

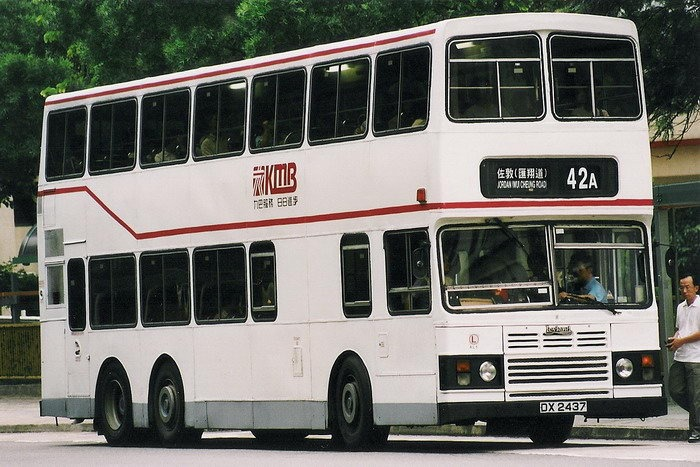
1988年九龍巴士引入全球首部試驗成功的雙層空調巴士——利蘭奧林比安11米空調巴士

經過多年與生產商合作的試驗，九龍巴士已於1988年首次引入全球首部試驗成功的雙層空調巴士——利蘭奧林比安11米空調巴士，進一步提升香港的巴士服務質素。該巴士車牌DX2437，車隊編號AL1，於2005年8月19日退役。

### 1990年代

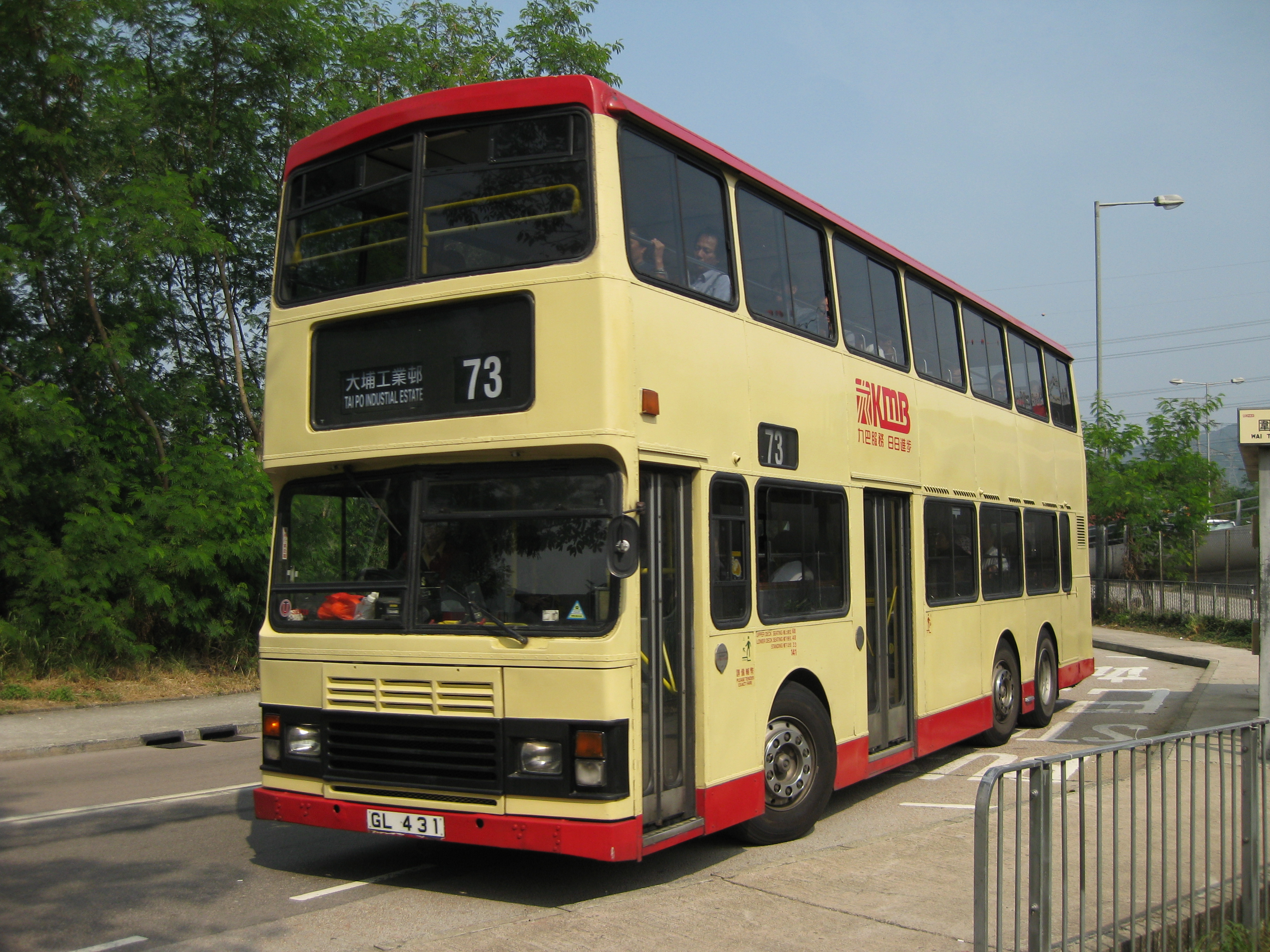
1995年，最後一批非空調巴士富豪奧林比安11米投入服務

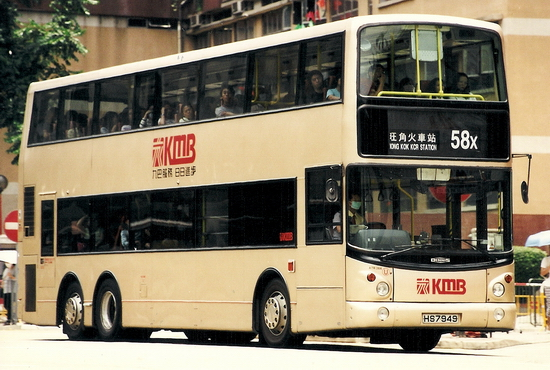
1997年，九龍巴士引入全球首款雙層超低地台巴士——丹尼士三叉戟雙層巴士

1990年1月8日，九龍巴士荔枝角新總部啟用，取代於1979年啟用、位於葵涌車廠（現九龍貿易中心）的總辦事處。
1992年，九龍巴士的公司名稱改為九龍巴士（一九三三）有限公司，同年率先引入裝上符合歐盟廢氣排放標準的歐盟一型環保引擎的巴士。
1995年，為了建立企業形象，九龍巴士開始改稱司機為「車長」，並在駕駛室旁車頂的位置加上一塊綠色塑膠牌子，寫上車長的名字及編號。同年最後一批非空調巴士——富豪奧林比安11米投入服務。
1996年，九龍巴士引入歐盟二型巴士。
1996年，九龍巴士全資附屬公司龍運巴士有限公司，獲當時香港政府批出專營權，營辦由新界（除將軍澳外）往來北大嶼山及赤鱲角新機場的巴士路線，並於翌年開始投入服務。九龍巴士同年亦引入超低地台巴士——丹尼士飛鏢單層巴士，方便傷殘人士乘搭巴士。
1997年，耗資100億港元興建的青嶼幹線正式通車，5月至6月期間吸引大量市民前往觀光。九龍巴士遂於假日特別加開兩條觀光路線X31及X32，分別由荃灣碼頭及葵芳地鐵站出發，途經青嶼幹線及北大嶼山快速公路後，在東涌東交匯處折返，不駛入東涌新市鎮，以一償市民參觀青嶼幹線「遊車河」的心願。與此同時，九龍巴士引入全球首款雙層超低地台巴士——丹尼士三叉戟雙層巴士。九龍巴士亦與其餘四大運輸機構九廣鐵路公司、地鐵公司、城巴及香港小輪聯合推出智慧卡八達通繳付系統，系統於9月1日正式啟用。同年，九龍巴士集團進行重組，九龍巴士、龍運巴士等成員公司成為一家新成立之九龍巴士控股有限公司旗下的子公司，主要股東維持不變。而九龍巴士控股已於2005年改名為載通國際控股有限公司。
1998年，九龍巴士成立全資附屬公司陽光巴士有限公司，專門提供屋村巴士（首位客户為上水蔚翠花園）、員工及學童接送專車、購物商場穿梭巴士等各種非專利巴士服務。該公司現時為香港其中一間最大的巴士租賃服務公司。同年，九龍巴士與丸紅及招商局集團組成之「新香港巴士」，合資競投中巴88條路線，但最終由新巴投得。此外，九龍巴士開始在旗下空調巴士安裝上海凱倫廣播報站系統，該系統由車長控制，在車頭的電子顯示屏顯示站名，並以粵語、英語、普通話報出站名，並於2005年開始推廣至旗下非空調巴士。
1999年，九龍巴士曾經與商業電台合作，在巴士上安裝收音機設施，播放商業二台節目，後期則改播香港電台第二台節目。

### 2000年代

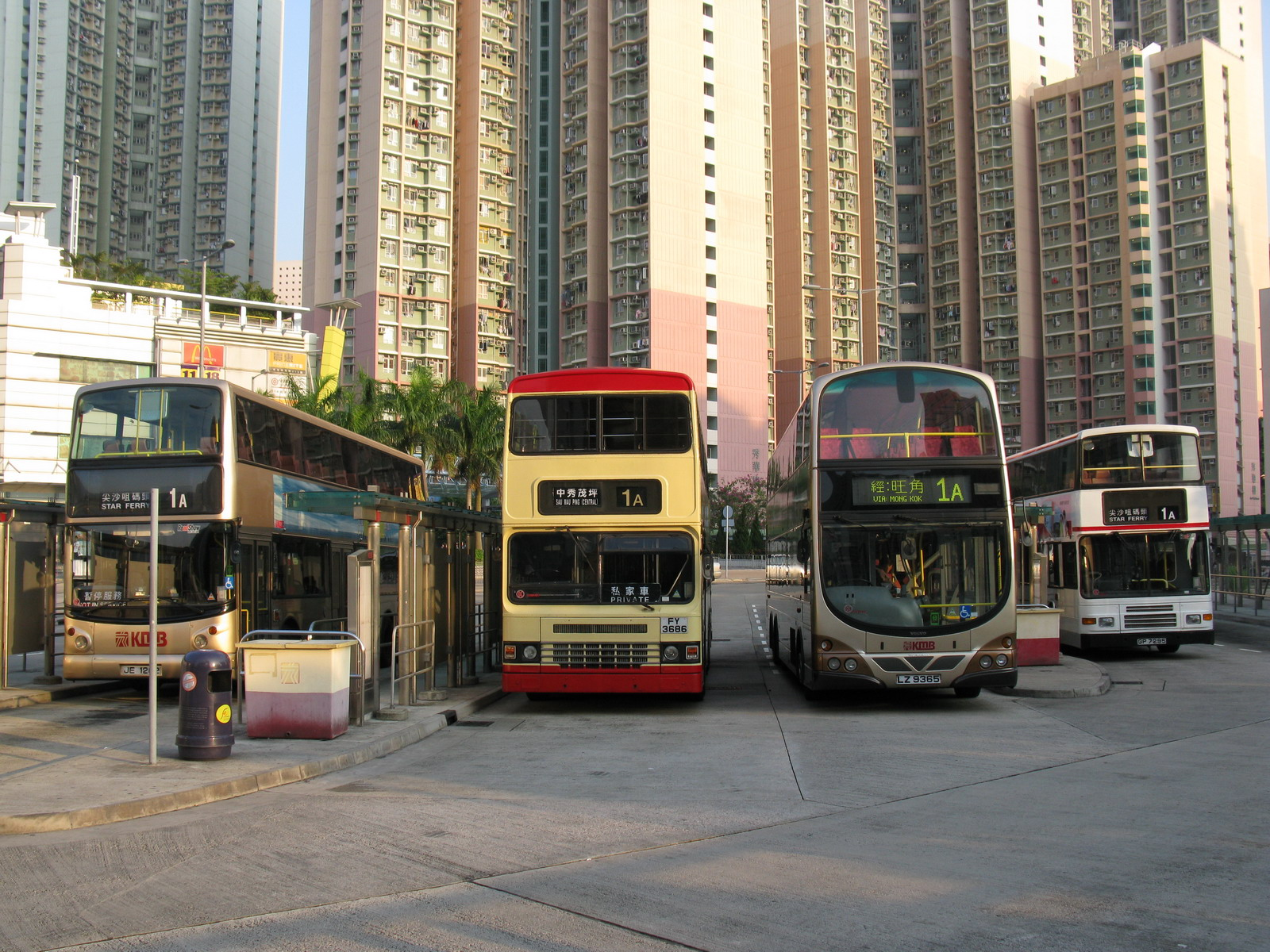
九龍巴士四款不同時期的巴士正停泊於中秀茂坪巴士總站

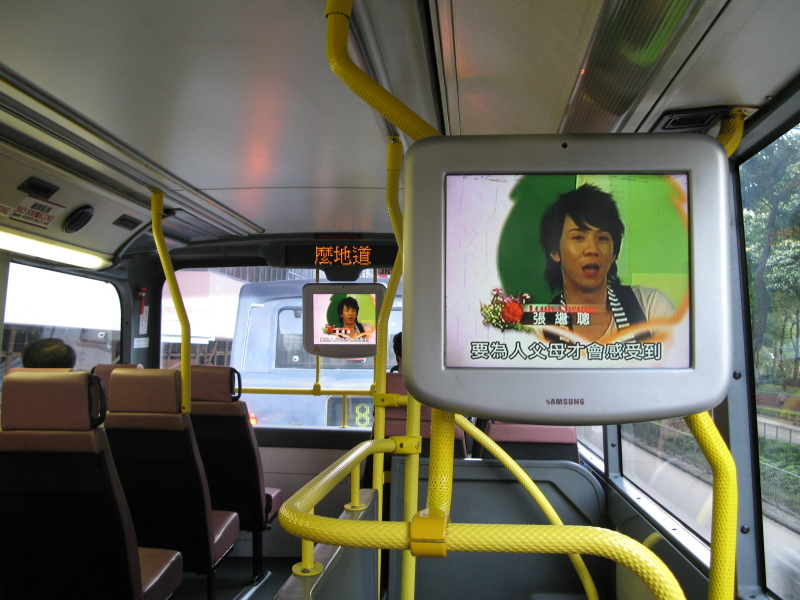
2000年，九龍巴士引入「路訊通」系統；但有乘客指出電視節目聲量過大，造成騷擾。到2017年6月停播

2000年，使用智能卡「八達通」繳付車資已經非常普遍，九龍巴士已於同年4月完成為整個車隊裝上八達通卡使用器。同年11月25日，九龍巴士率先引入「路訊通」系統（前稱「資訊娛樂共同睇」），乘客可透過已安裝在車上的電視屏幕，收看資訊及娛樂節目；但亦有乘客指出電視節目聲量過大，造成騷擾；「路訊通」已於2017年6月停播，現時只播放廣告和巴士站（無聲音）。
2001年，九巴沙田車廠於11月取得ISO 14001品質證書—環保管理體系，成為香港巴士運輸業內首間獲得此殊榮的車廠。
2002年，九龍巴士再次通過ISO品質認證，成功將所有ISO 9001:1994證書升級至ISO 9001:2000版本。九龍巴士同年10月獲得《福布斯》（Forbes）雜誌頒發美國以外地區「200家營業額10億美元以下的傑出企業」殊榮。
2002年10月，九龍巴士並於藍田站巴士總站內的42C線月台，興建全港首個空調候車亭。該候車亭採用透明強化玻璃密封設計，並裝有恆溫式空調系統，由獨立系統供應鮮風，讓乘客在空氣清新、寧靜舒適的環境下等候巴士。亭內裝設了一組多媒體資訊系統，裝設了一組電子屏幕顯示屏，詳細列出下一班巴士的開車時間、路線與票價等資料。
2003年9月，九龍巴士並於尖沙咀廣東道新港中心外裝設全港第一個數碼巴士站，該巴士站配備電腦螢幕，提供交通及旅遊資訊；同年11月，九龍巴士新荔枝角車廠取得ISO 14001品質證書。
2005年8月19日，九龍巴士首部試驗成功及以白色為車身顏色的雙層空調巴士（車隊編號AL1）退役，並獲九龍巴士保留。
2006年5月，九龍巴士引入配新款歐盟四型引擎的巴士，車牌號碼分別是MJ2927（車隊編號ATEU1）及MF5119（車隊編號AVD1，原車牌為LJ7006）。

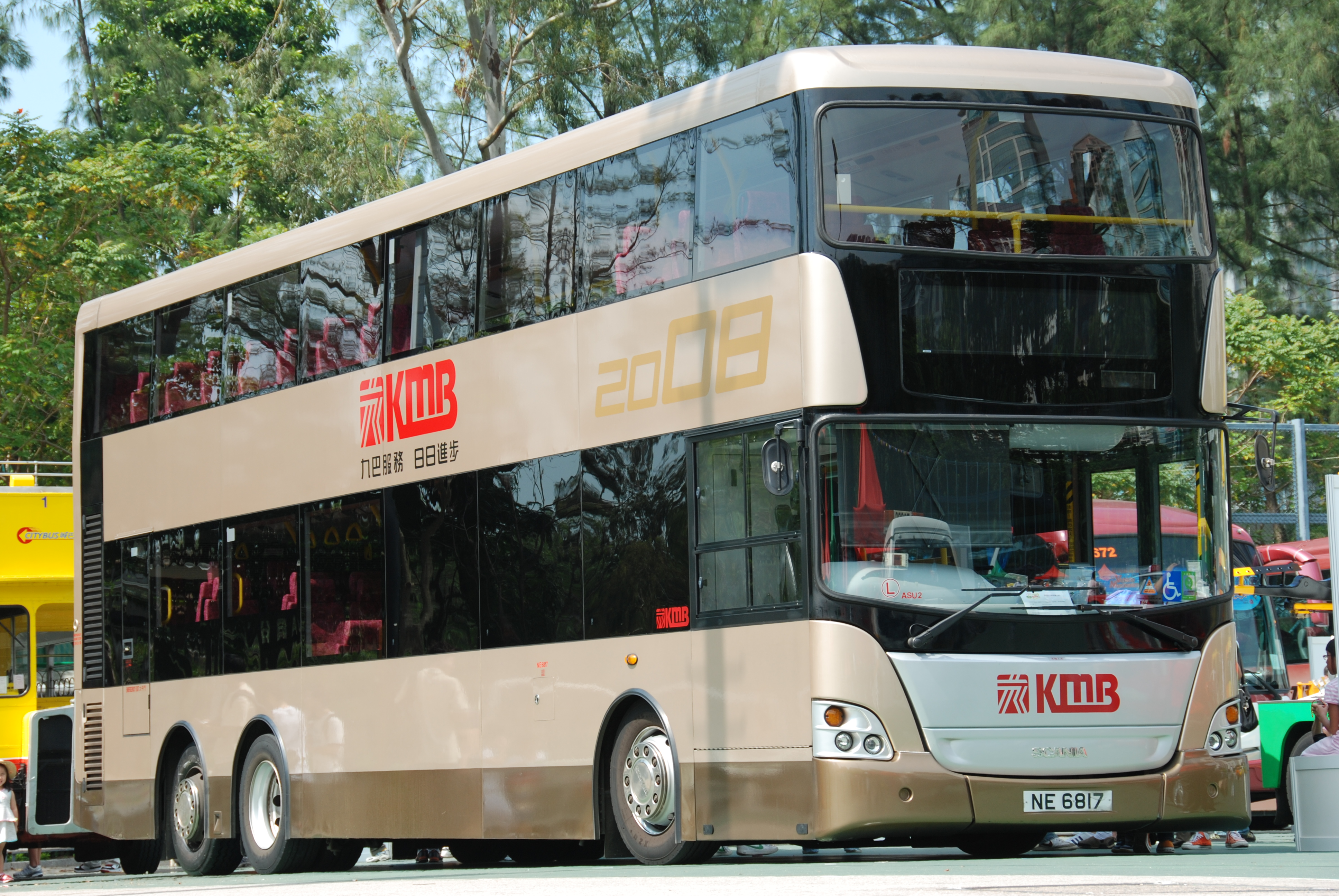
2007年2月，九龍巴士引入第三款歐盟四型巴士，型號為斯堪尼亞K310UD

2007年2月，九龍巴士引入第三款歐盟四型巴士，型號為斯堪尼亞K310UD（前稱Scania K95UD6x2），車牌號碼為MT6551（車隊編號ASU1）。巴士於8月23日投入服務。當時此車行走來往天瑞至佐敦渡華路的69X線，以測試其行走快速公路時的表現（於2012年3月歸還予斯堪尼亞汽車）。
2007年12月，九龍巴士推出近年來最大規模的轉乘優惠，涉及七組共21條路線，覆蓋範圍包括西九龍、尖沙咀、荃灣區、深井、葵青區、沙田區、大埔區、元朗區、洪水橋、屯門區及北區，至此，九龍巴士已經有68組不同的轉乘優惠，共涉及258條路線。另外為配合兩鐵合併，九龍巴士更改旗下位於兩鐵車站的巴士站站名，一律為某某鐵路站，共有約300個巴士站受影響，為近期最大規模的站名改動。截止2009年9月為止，全數使用電牌的巴士均已更改為某某鐵路站，惟極少數使用膠牌的巴士仍沿用某某火車站或某某地鐵站的舊膠牌（近期取消鐵路兩字）。
2008年6月8日，九龍巴士獲香港行政會議批准，當日起加價4.5%，比申請加幅9%大幅削減一半，而過海隧道巴士路線（不論獨營或聯營）也同樣加價。
2008年11月24日，經過政府和多個區議會多年來的討論，九龍巴士正式公佈70號線會於同年12月7日起停辦。70號的最後一班車於12月7日凌晨0時45分由上水開往佐敦匯翔道，結束40年的服務（註：由1968年1月27日至1973年7月16日，路線編號為19號、由1973年7月16日起，路線編號為70）。
2009年2月，九龍巴士引入第一輛歐盟四型單層巴士，型號為斯堪尼亞K230UB，巴士於2月中抵港，並於4月出牌，於5月投入服務。首輛巴士車牌號碼為NT8619（車隊編號ASB1）。是批訂購為20輛10.6米、10輛12米。現時該批車已全數出牌，並已分配到各廠服務。當中一輛改配歐盟五型引擎，車隊編號定為ASCU1。
2009年3月，九龍巴士把為編號ATEU1的歐盟四型環保引擎巴士換上歐盟五型環保引擎，締造更清新的環境。
2009年11月，九龍巴士從引入一輛亞歷山大丹尼士Enviro 400雙層巴士，屬於香港第一款歐盟五型兩軸的空調環保巴士，該車已於2009年11月22日到港，並於2010年1月18日登記車牌（車牌號碼為PC4053，車隊編號為ATSE1），並於2010年2月投入服務。
2009年12月，九龍巴士開始在市區試用夜光水晶巴士站柱，並更改路線資料紙（乳豬紙）格式。

### 2010年代
2010年7月，九龍巴士引入全港首部超級電容巴士gBus作實地測試，為香港的公共運輸發展開拓新的領域，該車已於2010年9月到港，測試期間gBus將往返美孚及荔枝角車廠行走，進行全面測試。
2010年11月，九龍巴士與城巴合辦的機場博覽館特快X1路線正式投入服務，是繼1997年後再次有九龍巴士路線以專利巴士營運模式為東涌居民和博覽館活動提供不停站直達服務。但該路線為每月提供不定期固定班次，有別於同樣駛經機場博覽館而提供頻密固定班次且較便宜的S1路線，全程只需3.5元，比X1路線少付2.3元。
2010年12月，九龍巴士為前線約8,500名外勤員工（包括車務督察、站長及車長等）換上全新設計的冬季制服，以清新時尚的形象令人耳目一新的綠色為主調，繼續為市民提供優質可靠的巴士服務。
2011年3月，九龍巴士及流動軟件科技（香港）有限公司合作開發九巴龍運智能手機應用程式於蘋果公司App Store應用程式商店發佈。
2011年5月15日，九龍巴士獲香港行政會議批准，當日起加價3.6%，比2010年7月30日申請時的加幅8.6%削減超過一半，獨營過海隧道巴士路線亦會加價（聯營則維持不變）。
2011年7月19日，九龍巴士在記者會上表示，受到燃油價格高企、載客量持續下跌、鐵路網絡擴展及重組路線遇上重大障礙等因素影響，六成巴士線處於虧蝕，九龍巴士預計上半年度的業績將會錄得虧損，其母公司載通國際亦發出盈利警告。九龍巴士建議政府成立票價穩定基金，減少避免把成本轉嫁乘客。在該年度，九龍巴士的每日平均載客量為256萬人次，較2010年下跌1.1%。載客量下跌，主要是由於鐵路網絡不斷擴展，與九龍巴士服務範圍內的多條巴士線重疊，吸納了更多乘客流向鐵路服務。這情況導致巴士的使用量日漸下降，及國際油價顯著上升，錄得虧損的巴士路線數目亦不斷增加。
2012年4月26日，九龍巴士引進續航力強一倍的新一代gBus²超級電容巴士來港進行實地測驗，gBus²由青年汽車集團（Youngman）設於浙江金華的車廠製造，並計劃開辦兩條全新巴士路線，九龍巴士已於2012年3月底向政府提交建議，由超級電容巴士行走一條全新5M路線。該路線為一條往返坪石巴士總站與啟東道的循環路線，共有4個巴士站，並會於坪石及啟東道兩邊車站設置充電站。如項目獲批，最快可於2013年中投入服務。九龍巴士另建議超級電容巴士在單軌電車未完成之前行走啟德發展區，建議中路線連接觀塘開源道、啟德發展區與九龍灣站，來回程均設12個巴士站，其中4個車站將設置充電站。
2012年5月8日深夜，全香港最後一批非空調巴士完成歷史任務，九龍巴士最後一批非空調巴士有兩種型號，包括丹尼士巨龍11米及富豪奧林比安11米，分別於1994年及1995年起引入香港，全盛時期分別有370部及30部。這些非空調巴士曾經是1990年代九龍巴士車隊的主力，每天接載不少市民上班上學，見證著香港巴士服務的轉變和進步。這些巴士的特點包括紅色車頂、奶黃色車身、褐色的座椅、可開關的車窗，司機位的風扇及下層車尾的車窗等。當晚5A、16、93K、98A共4條仍設有非空調巴士掛牌車的路線獲加派非空調巴士行走|以讓大眾送別，其中全港最後一班熱狗——16線的最後熱狗班次更多達8輛熱狗執行。翌日，九龍巴士所有巴士路線全面更改為提供具有空調系統的巴士服務。
2012年8月5日，根據長者及合資格殘疾人士公共交通票價優惠計劃，年滿65歲長者使用長者或個人八達通及合資格殘疾人士使用「殘疾人士身分」個人八達通，每程收費只需HK$2。
2012年12月底，九龍巴士投資10億港元，引進370部新一代E500歐盟五型雙層巴士，分別可以減省1成燃油及碳排放，除了驅動及空氣調節系統改良外，各部件的總重量比較舊款的E500輕700公斤。該批新巴士的底盤亦預留了空間，以預備於日後安裝上處於測試階段的歐盟六型引擎。車廂設計亦有改良，新車上層車廂座位比較寬闊，下層車尾座位安裝了扶手及改良了坐墊設計，上下層間改為採用新式方形樓梯，每梯級的闊度一致，左右兩邊均有扶手；由於採用新式方形樓梯設計，令到上下層車廂可以多安裝一排座位，即全巴士載客量達136名乘客，比較同型號舊巴士多載11至12名乘客。此外，車廂燈光採用發光二極管（即LED）。首輛E500巴士已於2013年2月2日付運到港，其餘將陸續付運，主要行走往返新界往市區的長途路線。首部於同年4月23日出牌，並於4月30日首航58X線。
2013年，九龍巴士舉行九巴情載80年，是為紀念九龍巴士創立八十週年的一連串官方活動。
2013年10月26日，龍運巴士和九龍巴士首次設立八達通轉乘優惠。乘搭任何九巴路線於屯門公路轉車站轉乘龍運E33線往機場方向，可獲$4轉乘優惠。
踏入2014年，九龍巴士配置「3+2」座位格式的巴士，因車齡、舒適度問題而逐漸被淘汰。2014年6月25日，九龍巴士安排最後三輛配置「3+2」座位格式的丹尼士巨龍巴士（車隊編號ADS143-145，GV1553、GV1753、GV6074），分別於晚上約九時先後執行由九龍塘鐵路站開往穗禾苑的80M線班次。九龍巴士當晚特意為「3+2」座位巴士舉行歡送儀式，吸引逾百名巴士迷及市民到場拍照留念，以及乘搭最後一程「3+2」巴士。三輛巴士抵達穗禾苑後稍作停留，供巴士迷拍攝後便回廠，九龍巴士亦意味著的「3+2」座位巴士正式退出載客行列，全數改為「2+2」座位巴士，九龍巴士其中ADS143（GV1553）獲得保留。
2015年初，九龍巴士在官方網頁及手機應用程式推出到站時間預報的試驗服務，服務包含廿多條路線。至3月中，此服務更推展可在逾百條路線使用。在6月尾，九龍巴士的巴士到站時間預報更推出了2.8版本並把此服務推展至更多路線，又把預報時間的方式由xx:xx改為xx分鐘（後到達）。
2015年9月5日，再多79條路線提供到站時間預報，共350條路線可以使用此功能。
2015年9月21日，九龍巴士首部設有低地台設備及首部以香檳金色為車身顏色的雙層巴士（車隊編號ATR1）退役，並獲九龍巴士保留。
2015年12月31日，到站預報系統全面擴展至九龍巴士旗下所有獨營路線（包括龍運巴士所有路線，但不包括聯營路線及名義上由九龍巴士營運的港鐵接駁巴士）。
2016年3月5日，九龍巴士於尖沙咀文化中心對出的空地舉辦「九巴與你 穿越今昔」活動，展出三輛古董巴士及一輛新巴士，並安排兩輛開蓬陽光巴士供市民乘搭。
2016年3月下旬，九龍巴士推出了2.9.0版本的應用程式，希望可以提升巴士預計到站時間的準確性。

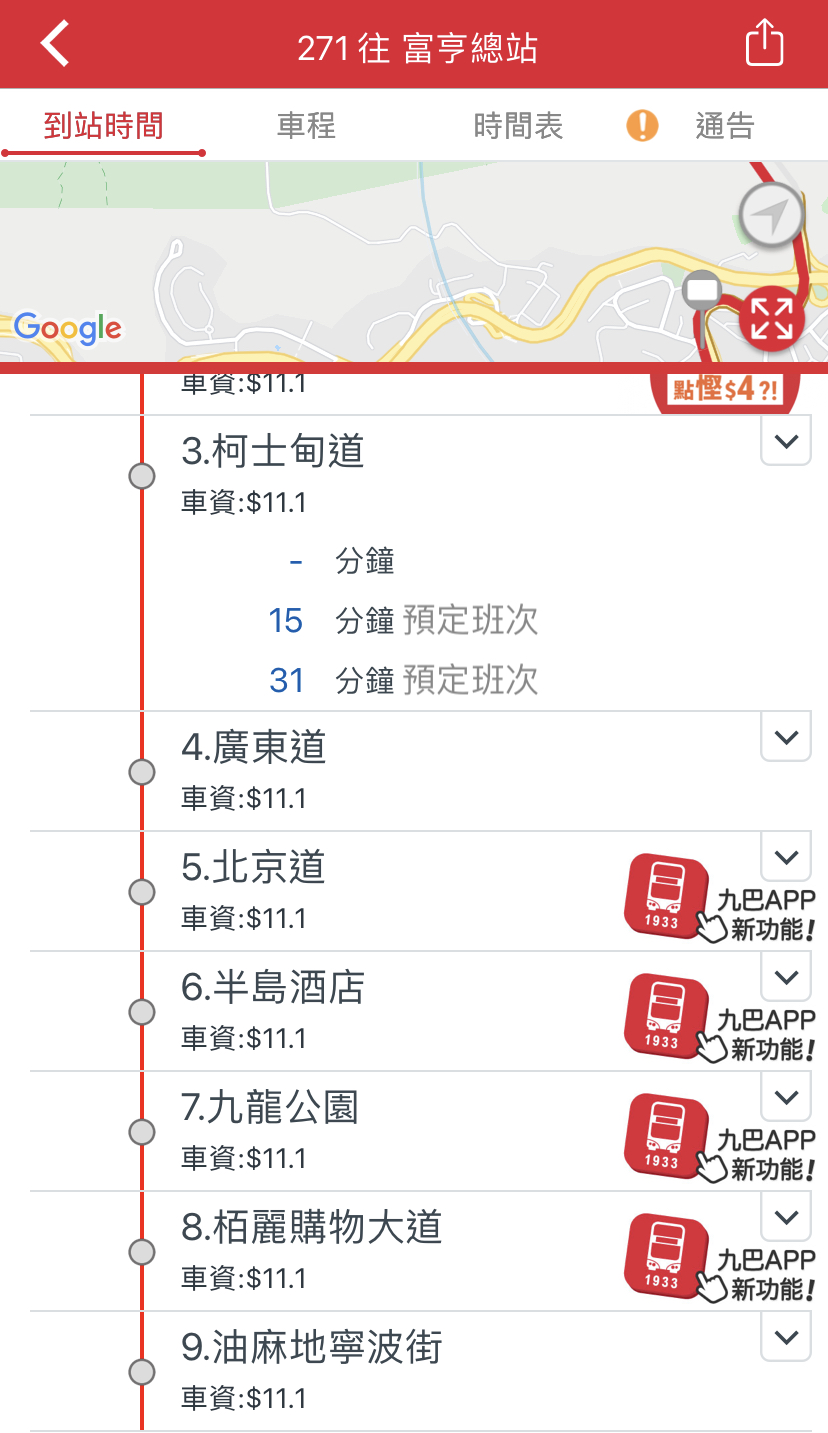
九龍巴士手機應用程式App 1933預計到站時間頁面

2016年3月28日，九龍巴士在多條聯營路線試行巴士（九巴）到站時間預報服務。2016年8月底，九龍巴士首次向所有現職及退休員工派發自製九巴月餅，歡度中秋。2016年9月26日，九龍巴士及龍運巴士推出全新版本的手機應用程式，提供所有巴士路線預計到站時間。
2016年11月5日，九龍巴士按照2006年與政府協議按可加可減機制須以票價優惠回贈乘客，推出為期約3個月（至2017年1月31日止）的短期票價優惠包括「獨營路線即日回程車資8折」。
2016年11月19日，九龍巴士與龍運巴士推出龍運機場巴士路線與九龍巴士路線八達通轉乘優惠計劃。乘搭任何一條九龍巴士路線（不論方向）轉乘往機場方向的龍運機場巴士路線；或乘搭往新界方向的龍運機場巴士路線轉乘任何一條九龍巴士路線（不論方向），即可享有$6.0折扣優惠，或減免接駁龍運機場巴士路線之一程九龍巴字路線車資，以較低者為準。此優惠不適用於聯營路線、假日旅遊路線、非常規特別路線、馬場路線及港鐵接駁巴士路線。
2017年5月1日，九龍巴士按照2006年與政府協議按可加可減機制須以票價優惠回贈乘客，推出兩項為期2個月的短期票價優惠包括「獨營路線單程車資95折」（優惠不適用於小童或長者）。

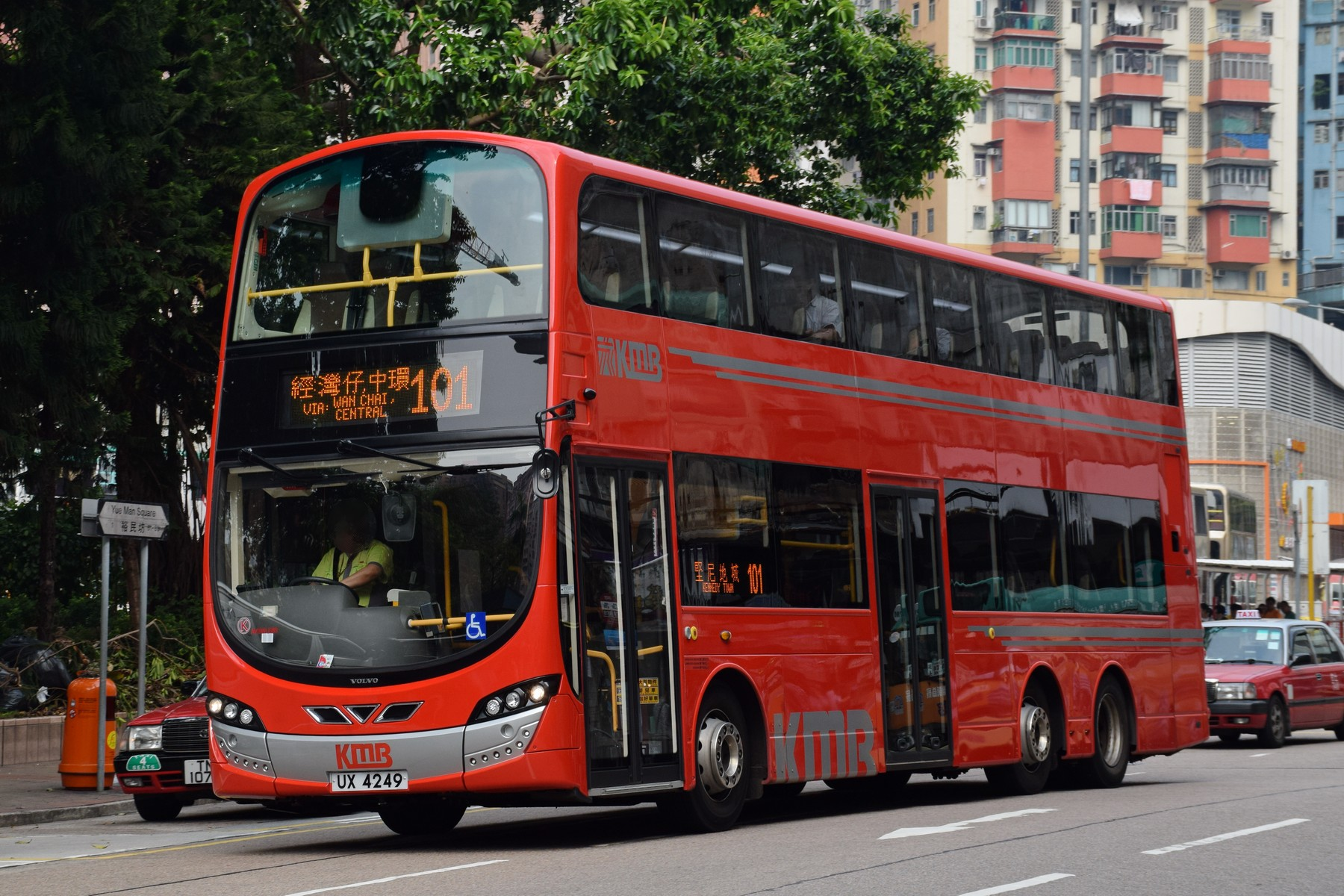
2017年新一代「城市脈搏」車身塗裝的巴士

2017年5月5日，九龍巴士推出全新車隊塗裝概念，並宣布將企業口號由「九巴服務 日日進步」更新至「城市脈搏」，該車隊已於2017年6月運抵本港。2017年5月15日，九龍巴士首部歐盟六型雙層巴士出牌，型號為富豪B8L，車牌號碼為UU8290（車隊編號AVBWL1）。2017年6月30日起，安裝在車上的電視屏幕路訊通不會再次為九龍巴士代理巴士電視業務，路訊網同日起停止提供新節目。
2017年7月6日，九龍巴士最後一部丹尼士巨龍9.9米巴士，在晚上8時行走8號線作告別班次，其後回廠退役，九龍巴士同時亦標誌着所有白色車身的巴士已退出載客行列，而且九龍巴士開始進入全低地台時代。
2017年12月1日，九龍巴士按照2006年與政府協議按可加可減機制須以票價優惠回贈乘客，推出為期1個月（至12月31日止）的短期票價優惠包括「獨營路線即日回程車資8折」。
2018年2月9日，九龍巴士宣佈獲運輸署批准由3月起推出月票，售價780元。月票每日限搭10程，可用於逾400條路線票，令用月票的隧巴乘客，候車時間可能增加。乘客可以到30個設於巴士總站的月票銷售機，使用八達通購買月票。月票會附載於八達通卡內，乘客搭車只需用同一張八達通卡拍卡即可。
2018年3月1日，九龍巴士推出九巴月票，便利乘搭巴士的上班人士。
2019年3月22日，九龍巴士首部配Wright Eclipse Gemini 3和MCV EvoSeti車身歐盟六型雙層巴士出牌，型號為富豪B8L，車牌號碼為WA4799（車隊編號V6B1）及WA756（車隊編號AVBML1）。
2019年8月6日，早上10時起，手機應用程式「App1933」、九龍巴士官網和巴士站顯示屏，開始提供所有聯營過海路線的新世界第一巴士與城巴到站時間預報資料。

### 2020年代

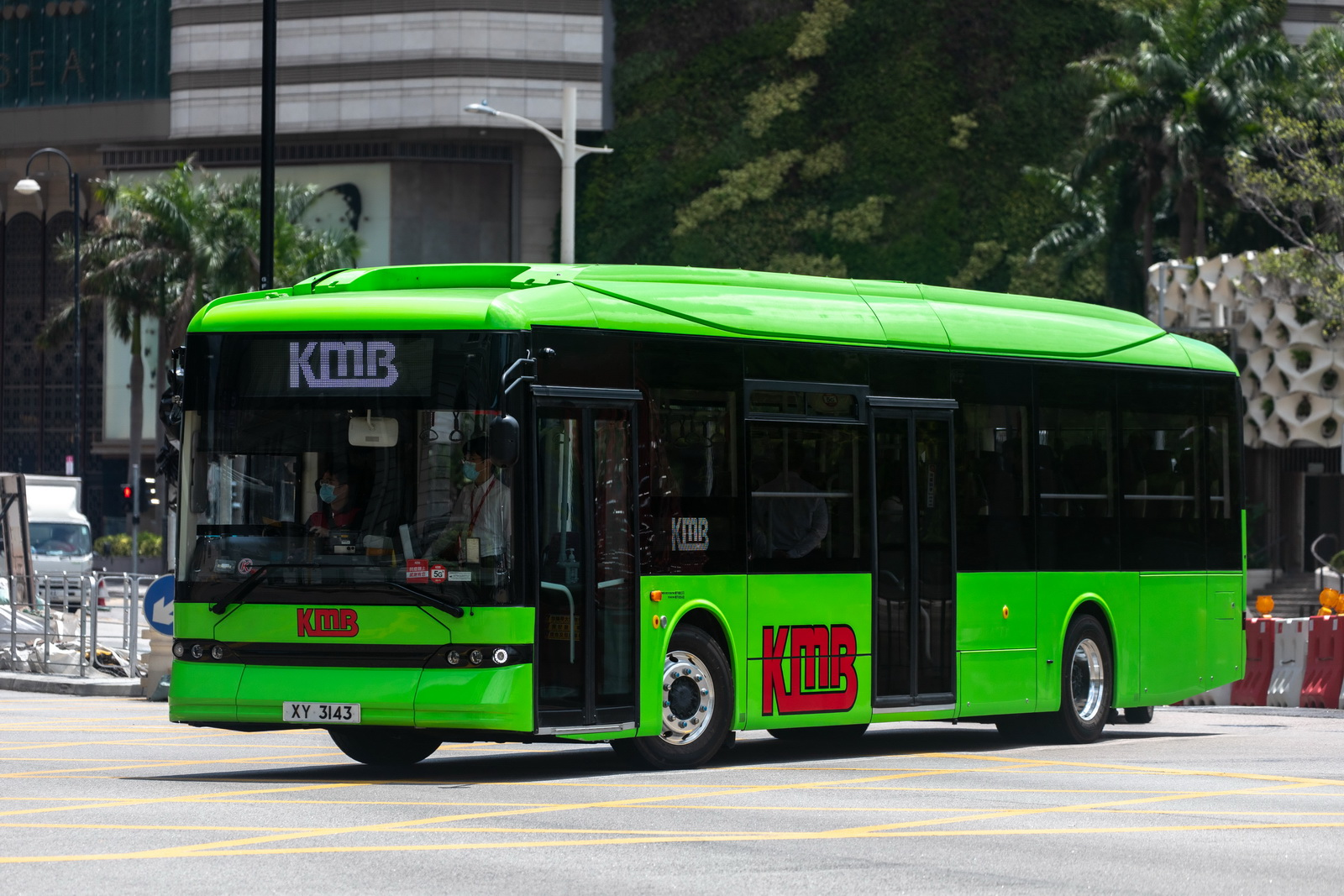
2022年4月26日，比亞迪單層電動巴士投入服務

受2019冠狀病毒病疫情影響，市民出行人數大減，九龍巴士在2020年2月指乘客量減少3至4成，公司縮減巴士班次1至2成，票務收入亦縮減，但暫未有計劃裁員或減薪。另外，九龍巴士與龍運巴士與本地科研公司合作，用已獲得國際認證的「納米光觸媒」為部份車隊進行醫學級消毒，是香港首次有鐡路公司以外的運輸機構引入有關技術。當車廂內的座椅、扶手及其他表面被噴上納米光觸媒後均形成消毒保護膜，會持續釋放電子並產生有殺滅效能的活性氧，而活性氧即時在物件表面進行消毒、殺菌和分解污染物。即使斷絕光源後，仍可繼續運作8小時，一次噴灑能維持3個月，九龍巴士旗下4000多架巴士會陸續採用該技術。九龍巴士亦在巴士加設酒精搓手液供乘客使用，亦在上車處加設消毒地毯。
2020年3月，為進一步加強應對2019冠狀病毒病疫情的威脅，九龍巴士宣佈為旗下200部雙層巴士上、下層各加裝兩個橫趟式通風車窗，乘客可自由選擇開窗以增加空氣流通。車窗通風口長約59厘米，闊16厘米，並貼有提示，提醒乘客不要將手伸出窗外，經改裝車窗的雙層巴士會行駛載客量較高的市區巴士線，未來視乎乘客反應決定是否加裝更多通風車窗，通風車窗參考了倫敦等地巴士的設計。通風車窗在5月中開始一度封上，至7月初重開。
同年6月底，因應2019冠狀病毒病疫情持續，九龍巴士推出第二波防疫措施，包括在全港4個地點設口罩自動售賣機供乘客購買，這些口罩由載通國際自行製造。九龍巴士並採取措施加強車廂清潔，如增加在車廂內放置消毒潔手啫喱、更換3,000部巴士上車位置的消毒地毯、完成超過200部雙層巴士車窗改裝工程以及展開第二輪以「納米光觸媒」技術消毒巴士車廂工程。其他措施還包括在多個轉車站和巴士總站排隊位置設置60部酒精消毒搓手液機，以稀釋漂白水及消毒藥水清潔車廂、清潔冷氣隔塵網、加設車廂廣播和在顯示屏幕打出字句提醒乘客配戴口罩和注意衞生。公司自行製造的口罩最高日產量有10萬個，至8月時，九龍巴士指出鑑於市面口罩供應趨穩定，公司決定透過相關社福團體向4類弱勢社群，包括劏房住戶、無家者、殘障及智障人士，每月捐贈20萬個口罩，直至疫情緩和為止。
2021年2月7日，九龍巴士部分路線和富裕小輪今起啟用AlipayHK等移動支付。
2021年12月中，九龍巴士手機應用程式「APP1933」增加新大嶼山巴士的到站時間預報。
2022年1月2日，九龍巴士聯營過海線獲運輸署批准加價。
2022年2月13日，九龍巴士全線啟用「e度嘟」電子支付系統，乘客可使用配備感應式支付功能的信用卡、流動電子錢包或掃瞄二維碼乘車，全面實現無現金的支付方式，亦涵蓋九龍巴士/龍運巴士路線所有轉乘優惠及區域性短途分段收費，但不支援公共交通費用補貼計劃和公共交通票價優惠計劃。
2022年2月27日，根據優化後之長者及合資格殘疾人士公共交通票價優惠計劃，60-64歲香港居民使用「樂悠咭」，每程收費只需HK$2。
2022年4月26日，九龍巴士公佈16部由比亞迪生產的B12A 12.1米新一代純電動單層巴士投入服務，車身採用「電光綠」（Electric Green）塗裝，配以紅色「KMB」大字標誌，該批電動單層巴士載客量可達到81人，只須一小時四十分鐘便可完全充電，充電後可行駛約200公里，率先行走來往荔枝角及尖沙嘴碼頭的6號線。同時，九龍巴士公佈向中國比亞迪和英國亞歷山大丹尼士兩間巴士製造商，購入合共52輛電動雙層巴士，預計明年付運。

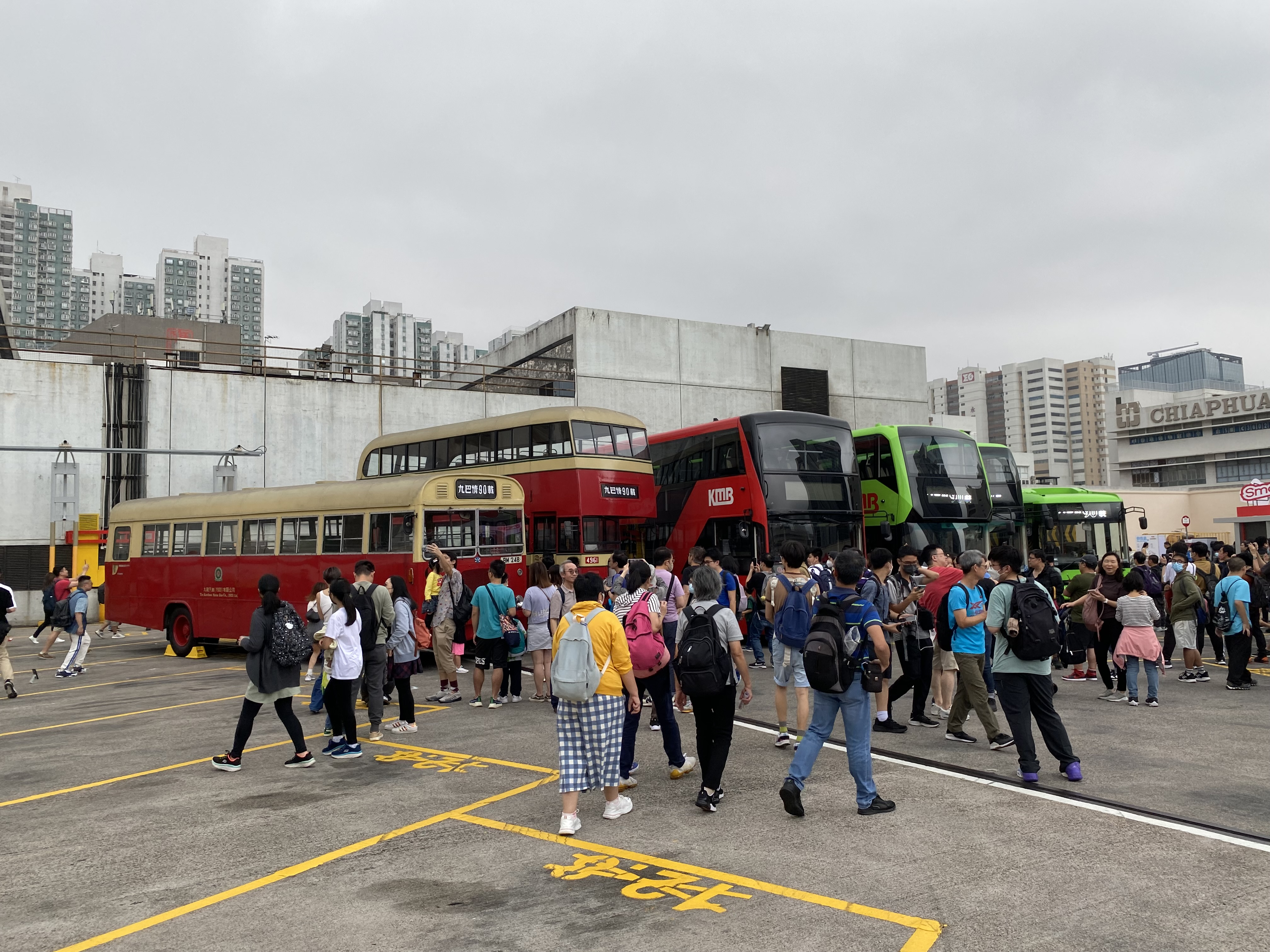
2023年4月22日，九巴在沙田車廠舉行90周年嘉年華活動

2023年4月22日，九巴在沙田車廠舉行90周年嘉年華活動，展出多部古董巴士和首次展示公司第二部雙層電動巴士，英國亞歷山大丹尼士Enviro500EV。嘉年華吸引逾萬名市民入場。
2023年6月18日，九巴獲香港行政會議批准，加價3.9%。
2024年8月25日，根據優化後之長者及合資格殘疾人士公共交通票價優惠計劃，60歲或以上香港居民（包括合資格殘疾人士）必須使用「樂悠咭」，方可享有每程HK$2優惠票價。
2024年9月，原任車務總監關智偉榮休。車務總監一職由關翠蘭接任，為首名非由車務職系中升任之車務總監。關翠蘭原任之安全總監一職由簡迪文（Martin CADMAN）接任。
2025年6月，九巴營運商載通（062）財務總監梁祖德在接受專訪時表示，假日期間的載客量較平日減少約30%，公司正面臨較大的營運壓力。目前他們正著手縮減車隊規模，未來可能採取「退役兩部車再購買一部」的策略。

## 管理層
- 董事會主席︰梁乃鵬
- 董事會副主席︰陳祖澤
- 董事總經理︰李澤昌
- 行政總監︰郭柏聰
- 安全總監︰簡迪文
- 商務總監︰唐東明
- 財政總監︰梁祖德
- 車務總監︰郭嘉銓
- 公司秘書︰梁灝然
- 資訊科技部主管：李志雄
- 車務策劃部主管：梁領彥
- 傳訊及公共事務部主管：林子豪
- 人力資源部主管︰呂鳳娟、鄭傳偉
- 職員關係及福利服務部主管︰嚴詠嫻

### 職工會
九龍巴士設有6個職工會，分別有28851人的左派工聯會屬會汽車交通運輸業總工會九龍巴士分會（俗稱「汽總」／「紅簿」，登記編號：220）、約1939人的右派工團屬會九龍巴士職工總會（俗稱「巴總」／「白簿」，登記編號：280）以及不屬大型勞工團體的九巴僱員工會（俗稱「金簿」，登記編號：1295）及九巴職員權益工會（俗稱「藍簿」，登記編號：1313）分別約有924和400名會員。不過有工會代表批評九巴多年來只與兩個建制派背景的工會（汽總和巴總）溝通，令其他工會及部分不屬工會的車長不滿。

## 車隊

### 車隊列表
截至2025年8月8日，九龍巴士擁有服役中的載客巴士數目為3992輛，是全球最大型的私營公共巴士公司之一，全數為可供輪椅使用者乘搭的低地台空調巴士。
- 雙層巴士：3851部
- 單層巴士：141部

### 現役車隊

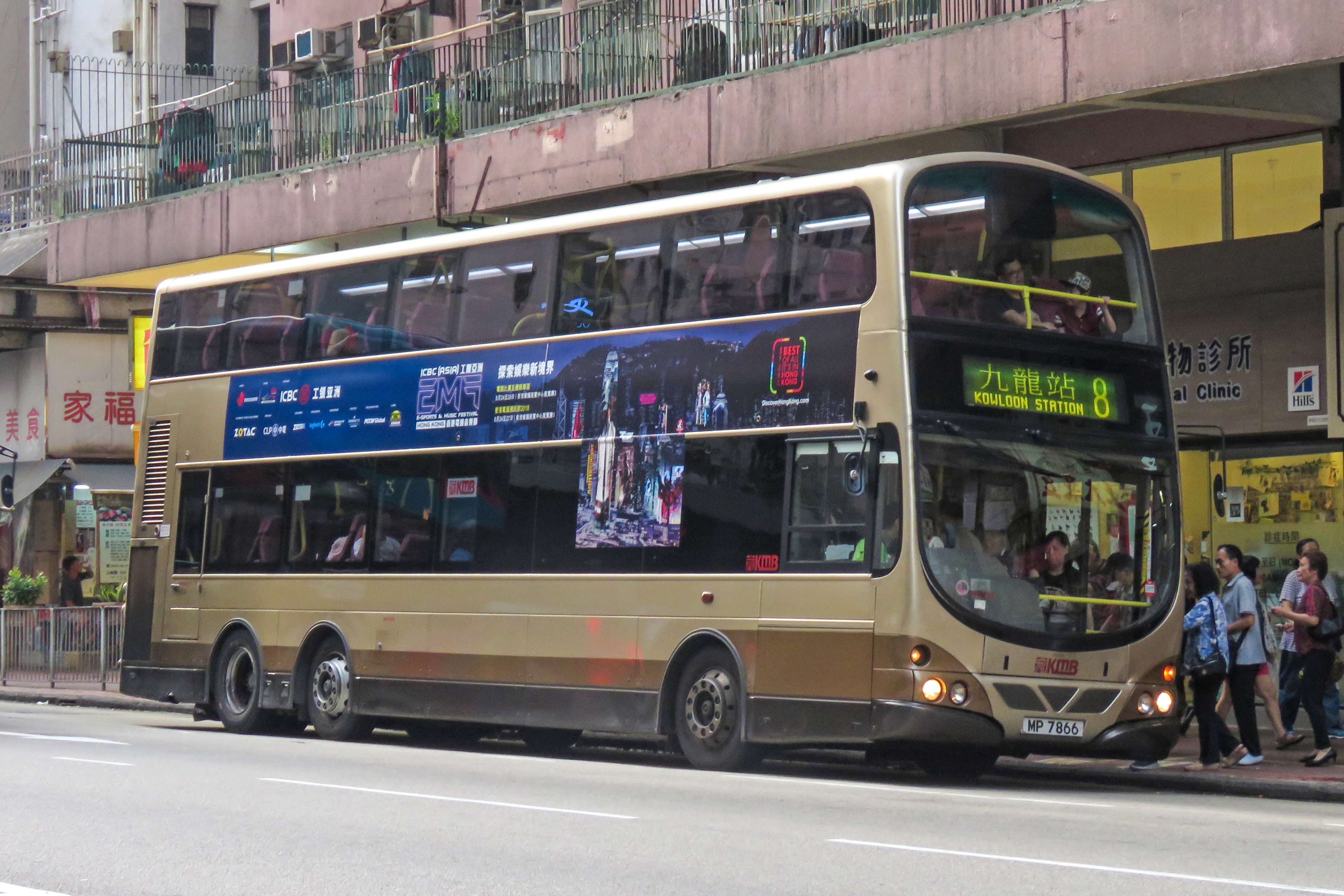
配Wright Eclipse Gemini一型車身的富豪B9TL（AVBW, 已退役）
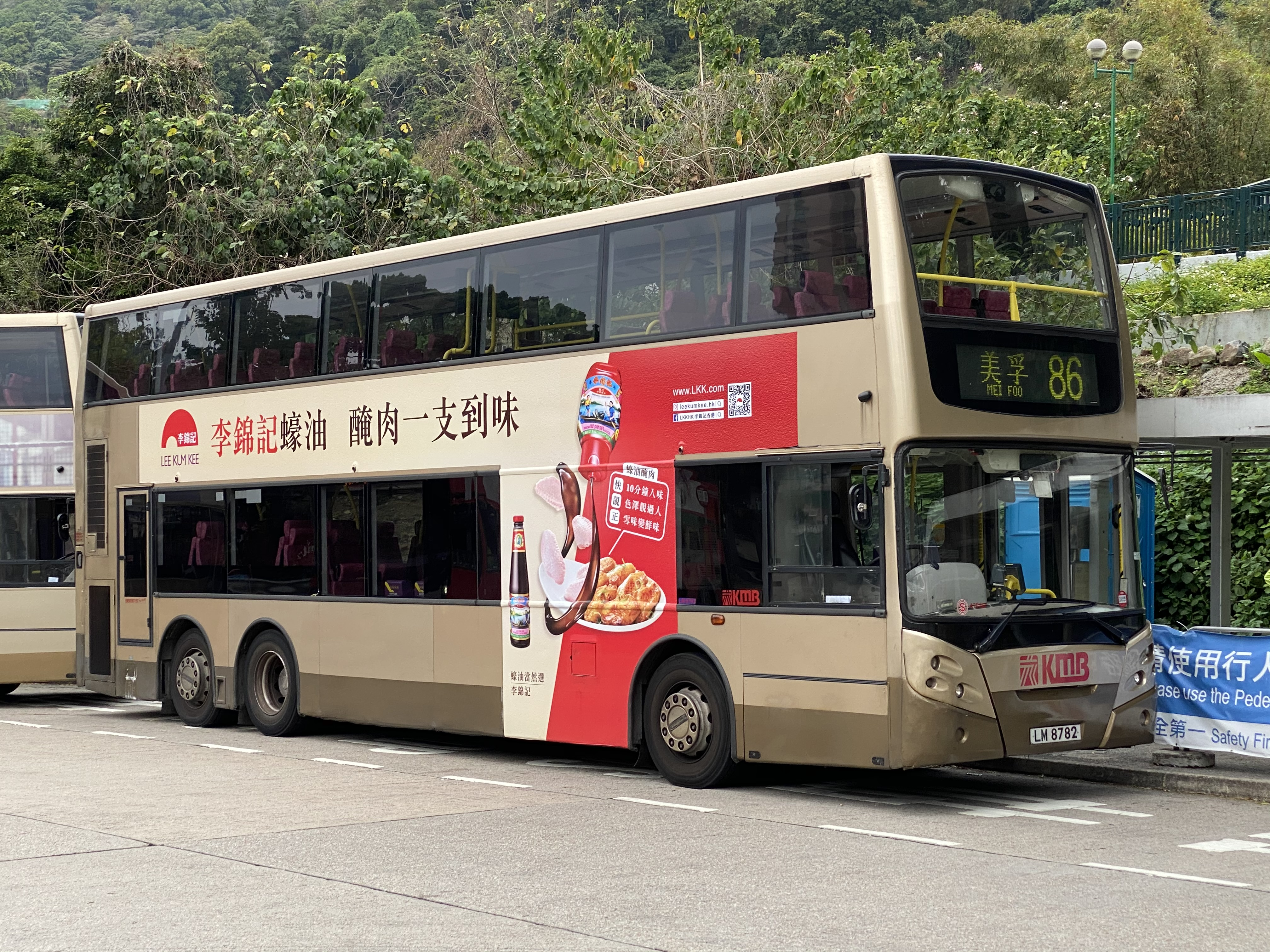
Enviro 500 12米（ATE（已退役）、ATEE、ATEU）
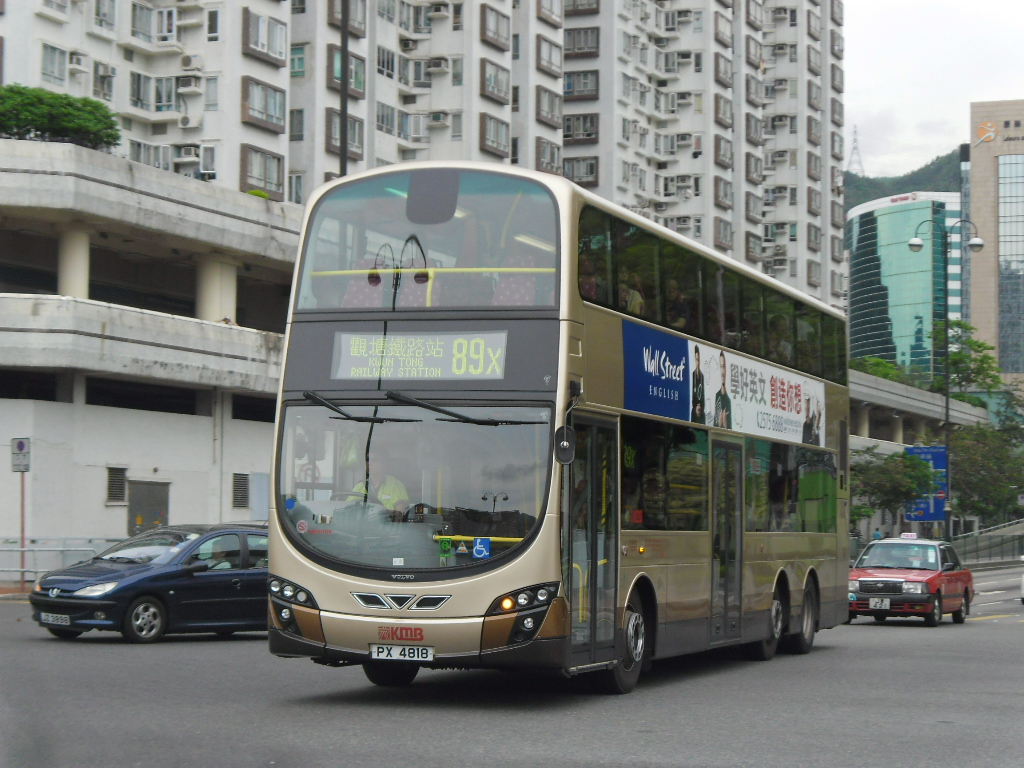
配Wright Eclipse Gemini二型車身的富豪B9TL 12米（AVBWU）
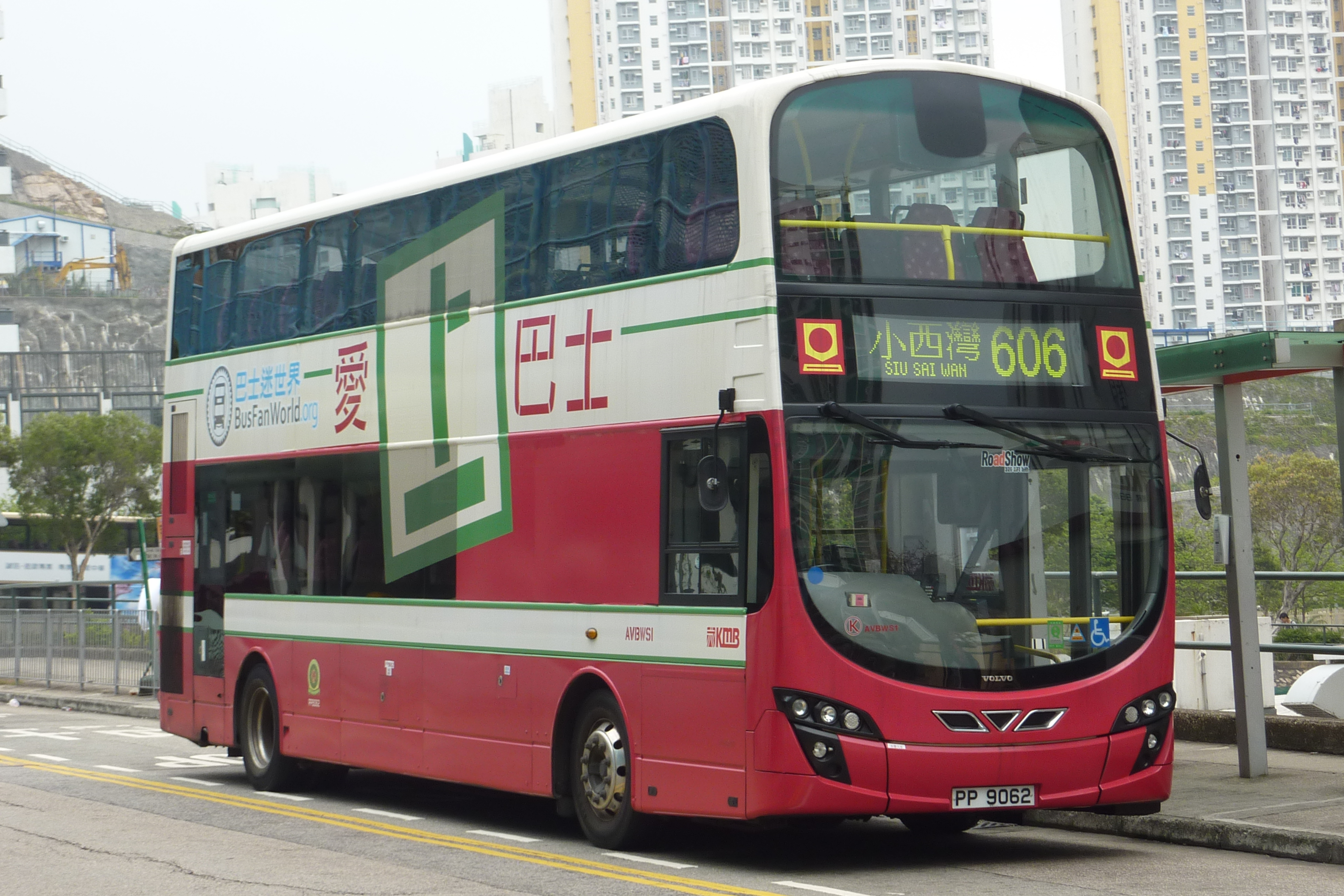
配Wright Eclipse Gemini二型車身的富豪B9TL 10.6米（AVBWS）
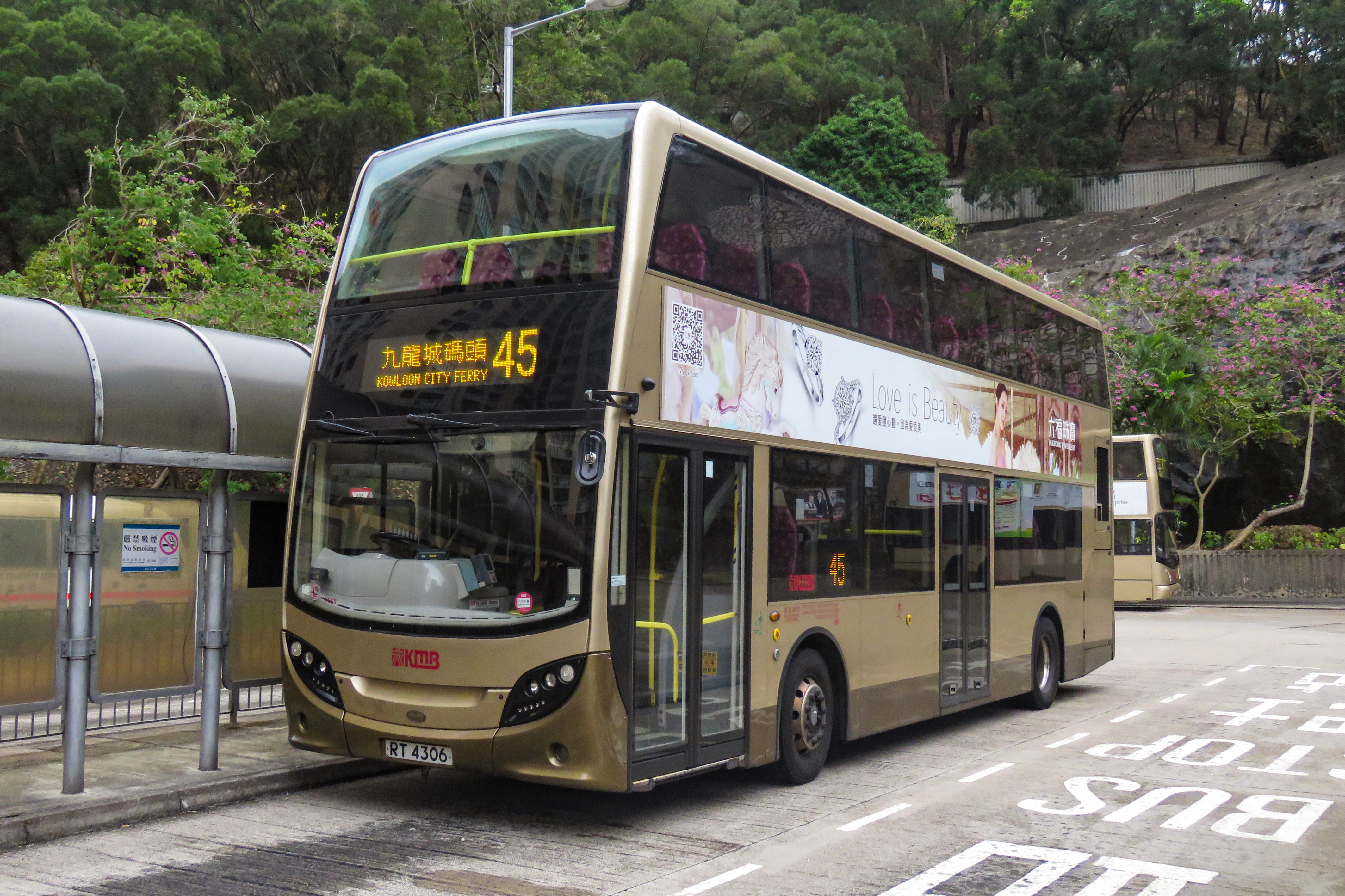
Enviro 400（ATSE）
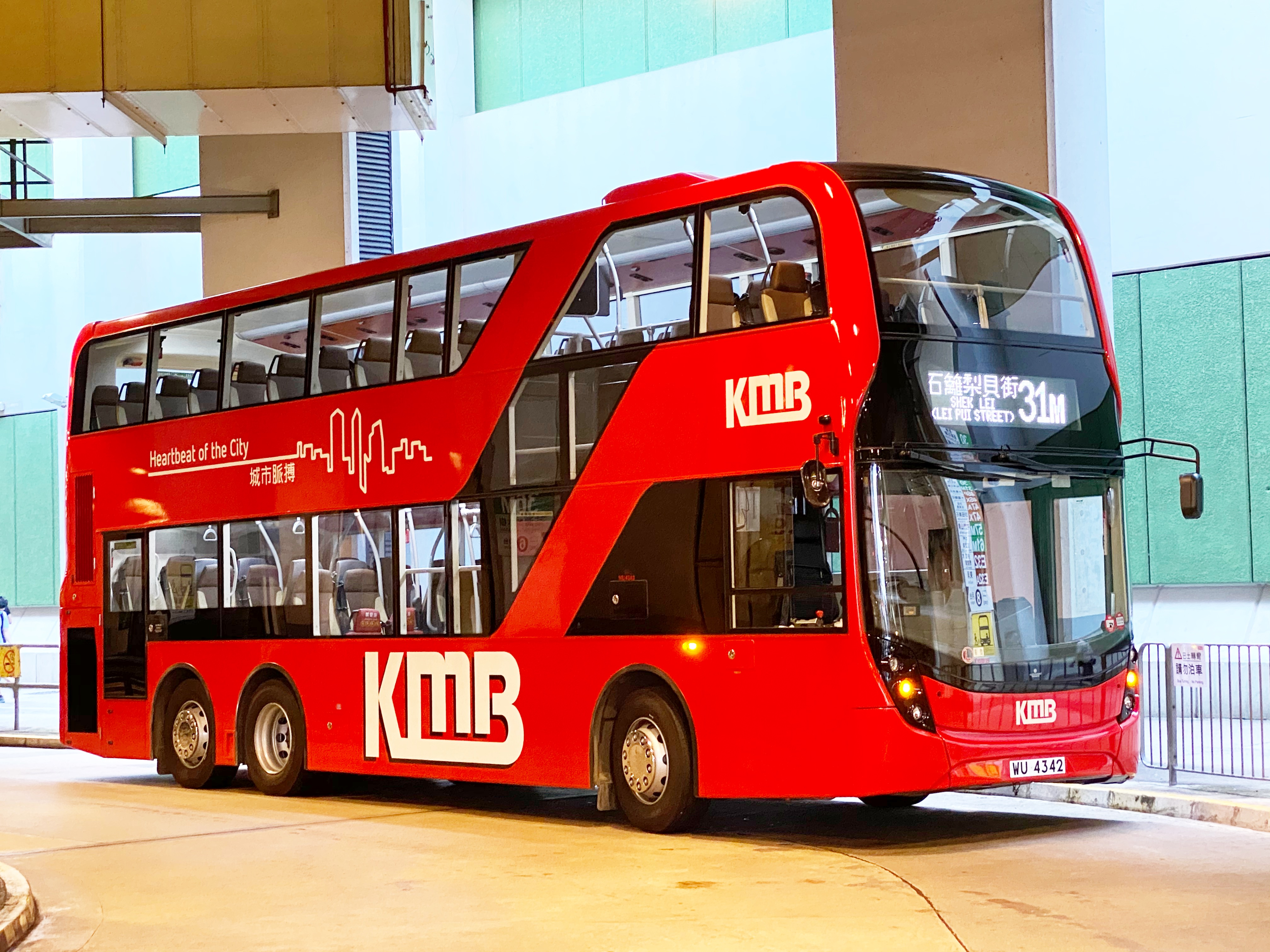
Enviro 500 MMC 11.3米（E6M）
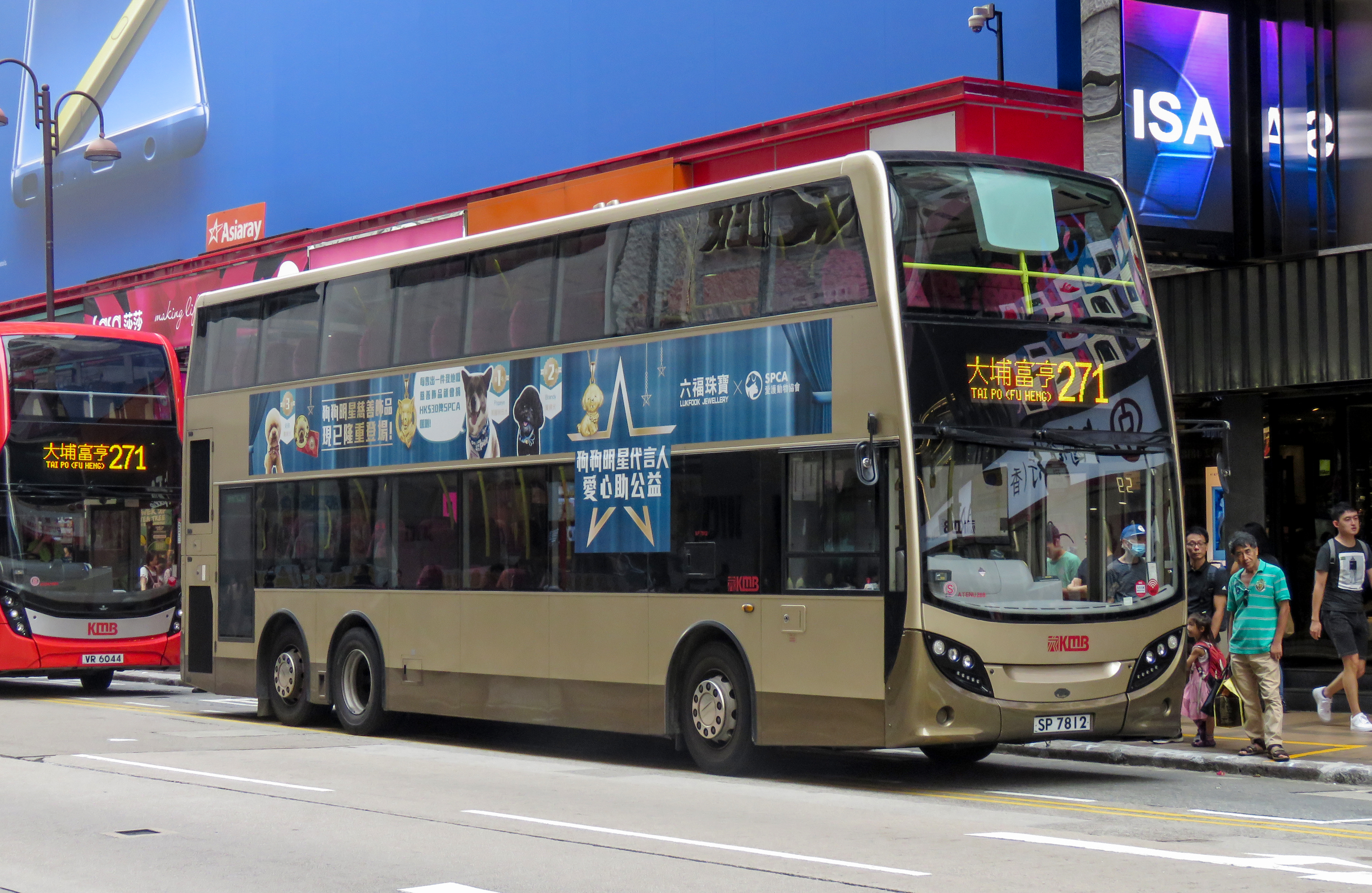
採用第一代車身的Enviro 500 MMC 12米（ATENU）
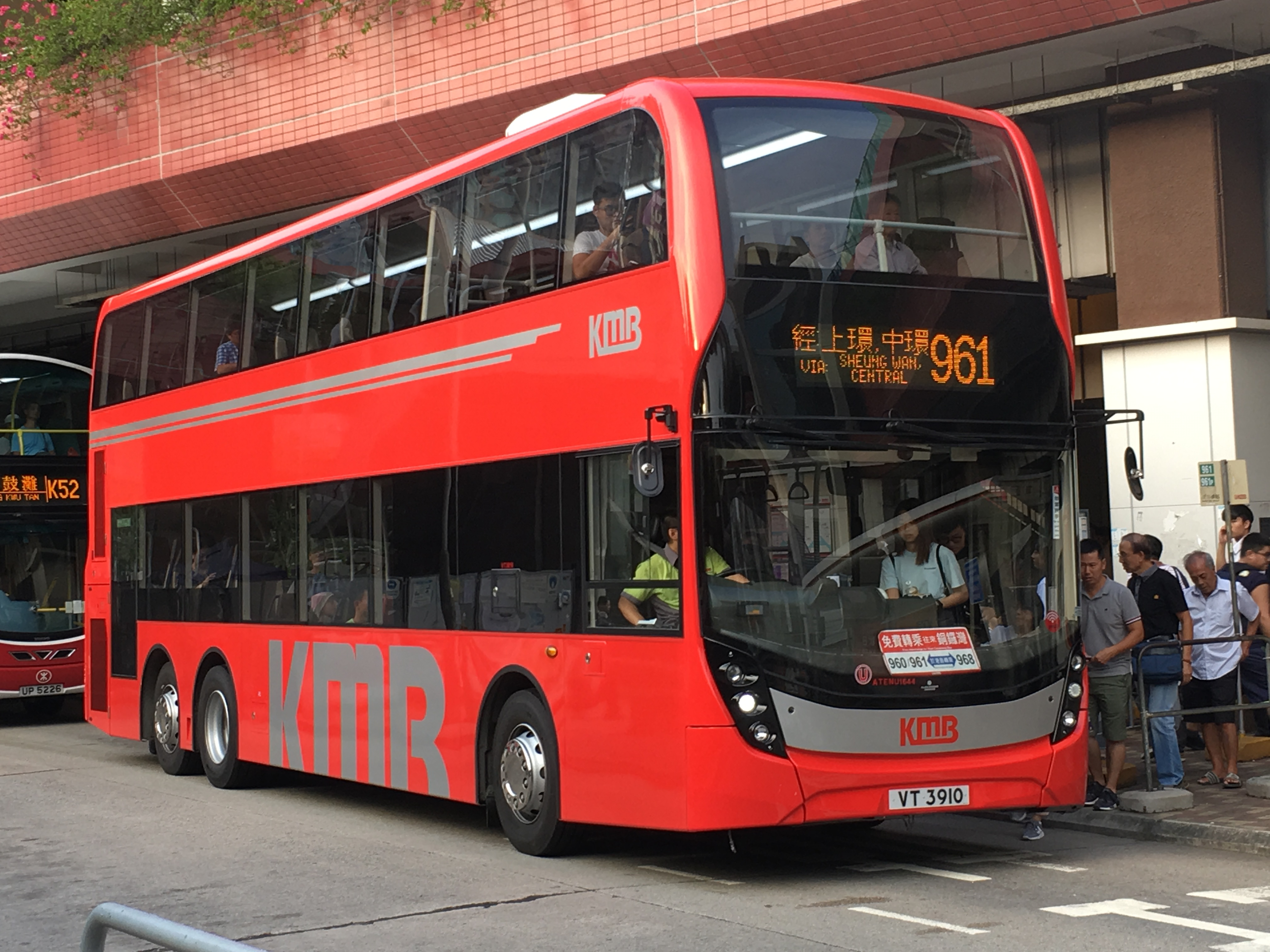
採用Facelift車身的Enviro 500 MMC 12米（ATENU）
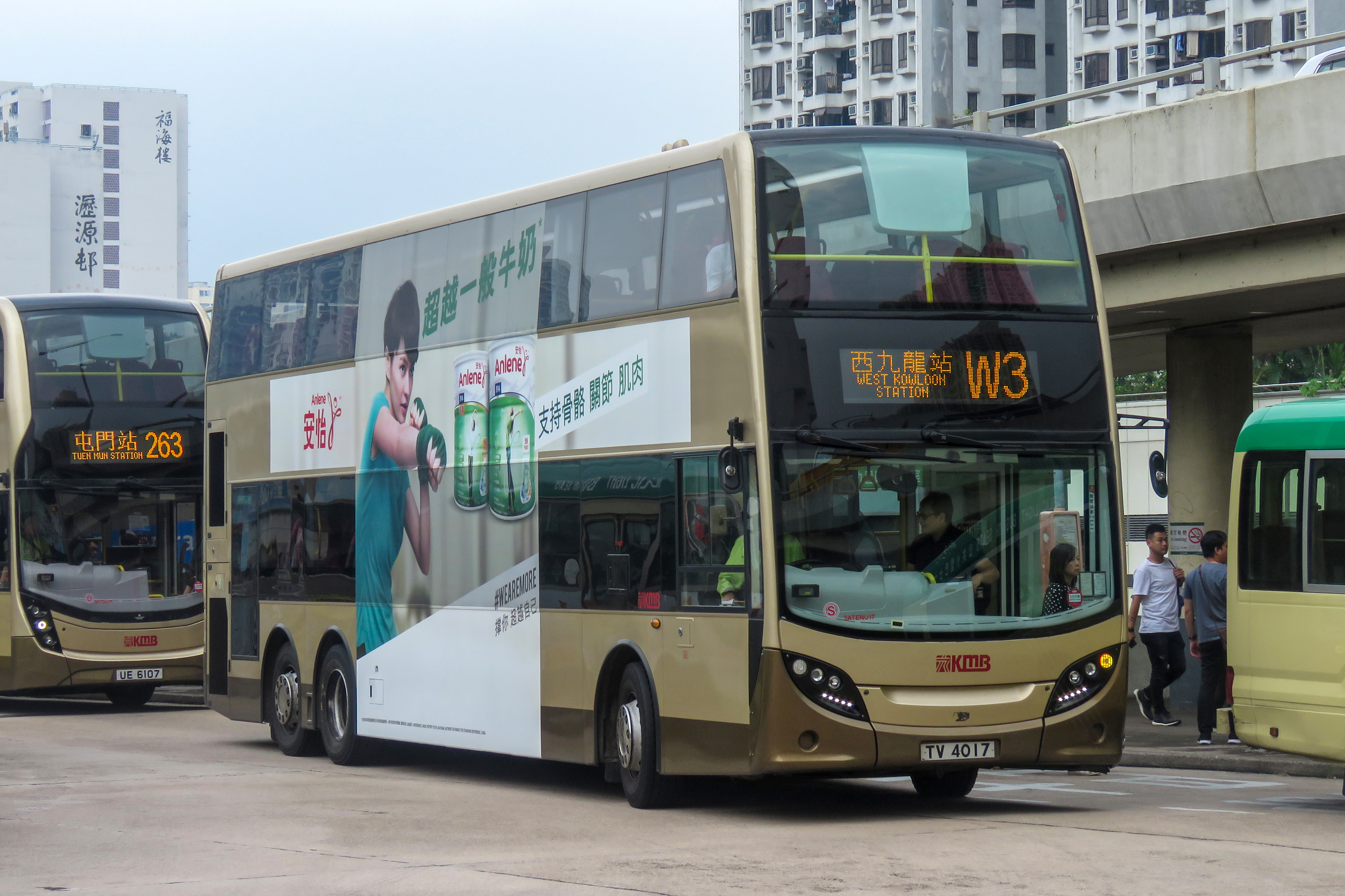
採用第一代車身的Enviro 500 MMC 12.8米（3ATENU）
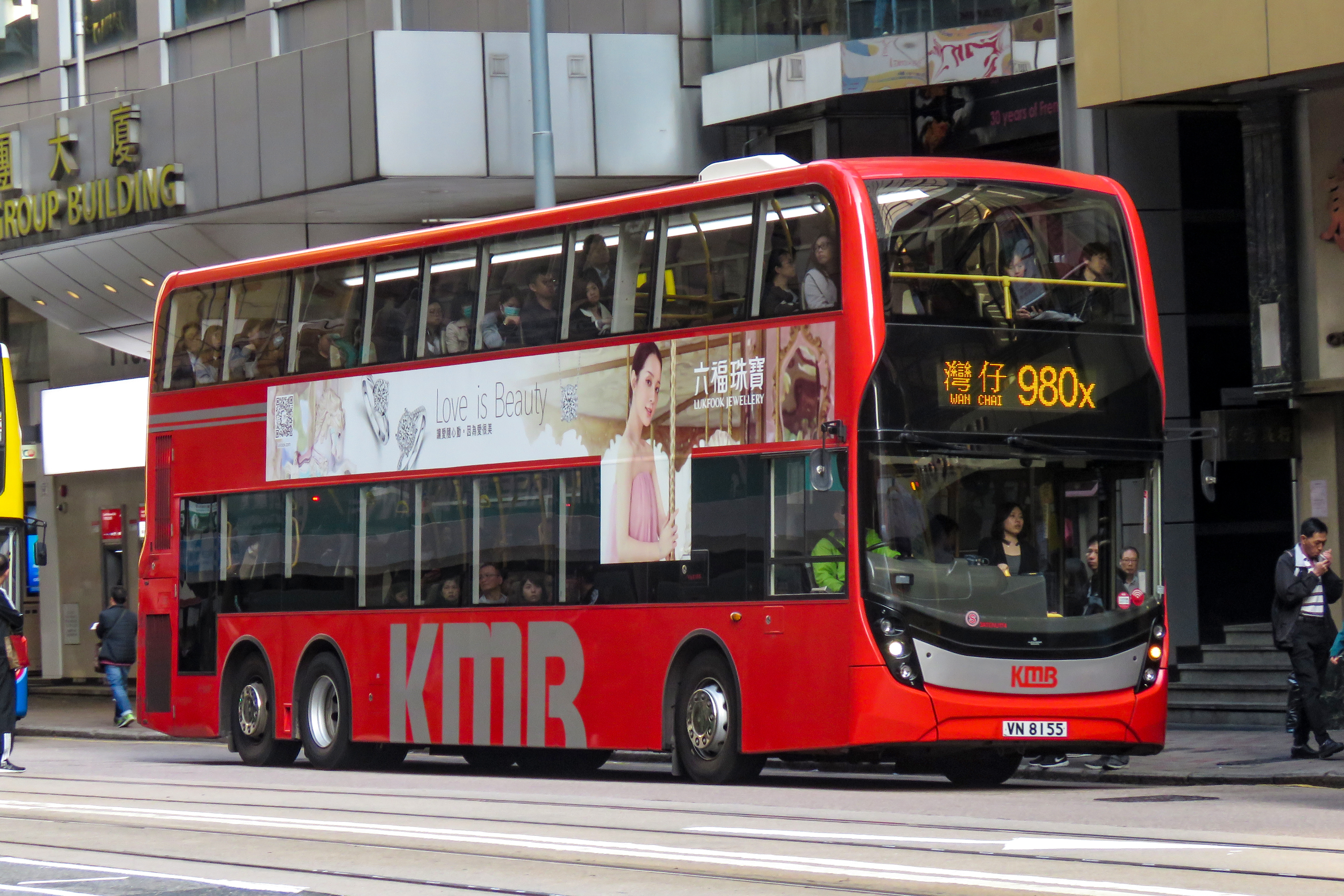
採用Facelift車身的Enviro 500 MMC 12.8米（3ATENU）
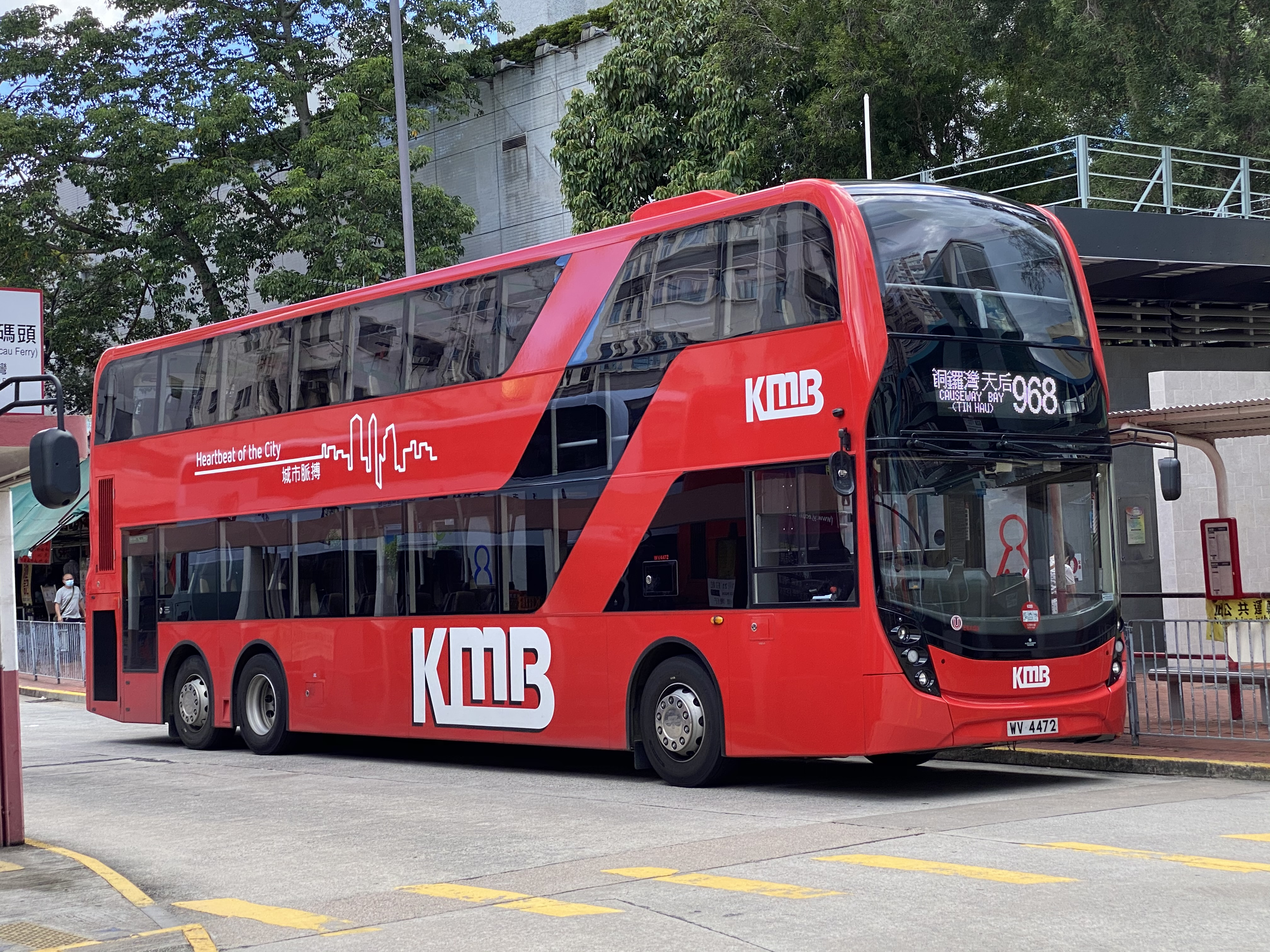
採用Facelift車身的歐盟六型 Enviro 500 MMC 12.8米 (E6X)
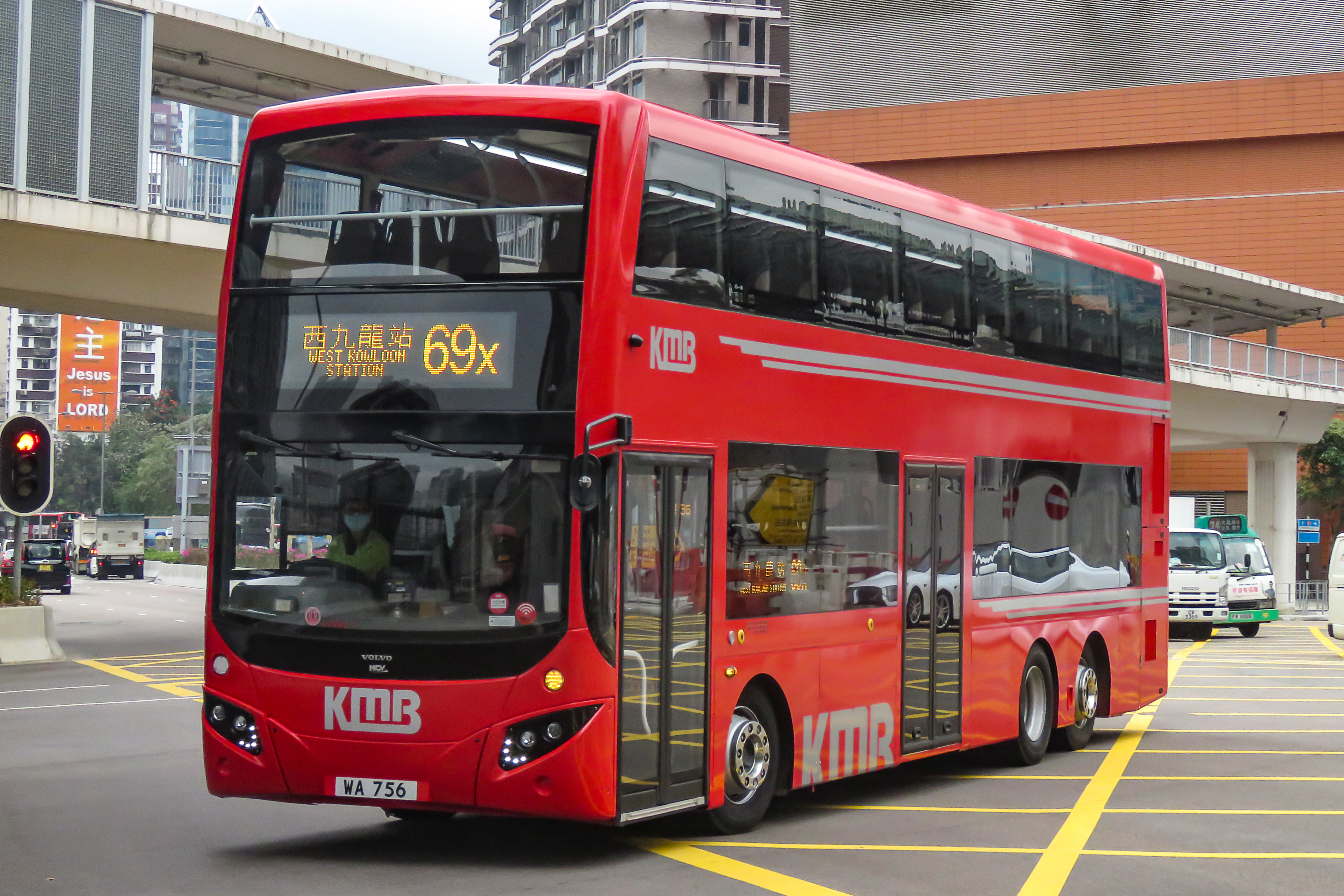
配MCV EvoSeti車身的富豪B8L （AVBML）
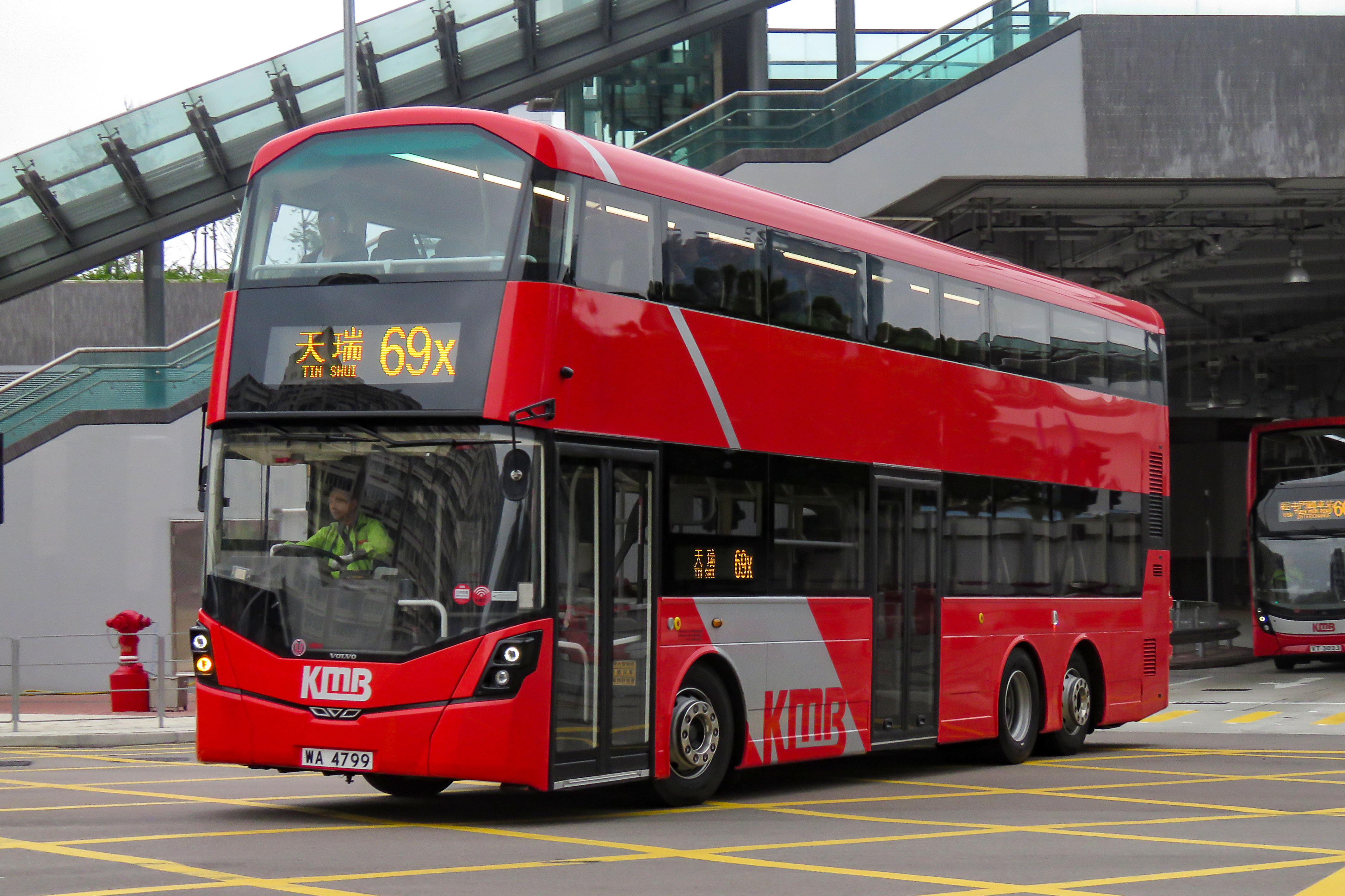
配Wright Eclipse Gemini 3車身的富豪B8L 12米（V6B、V6P）
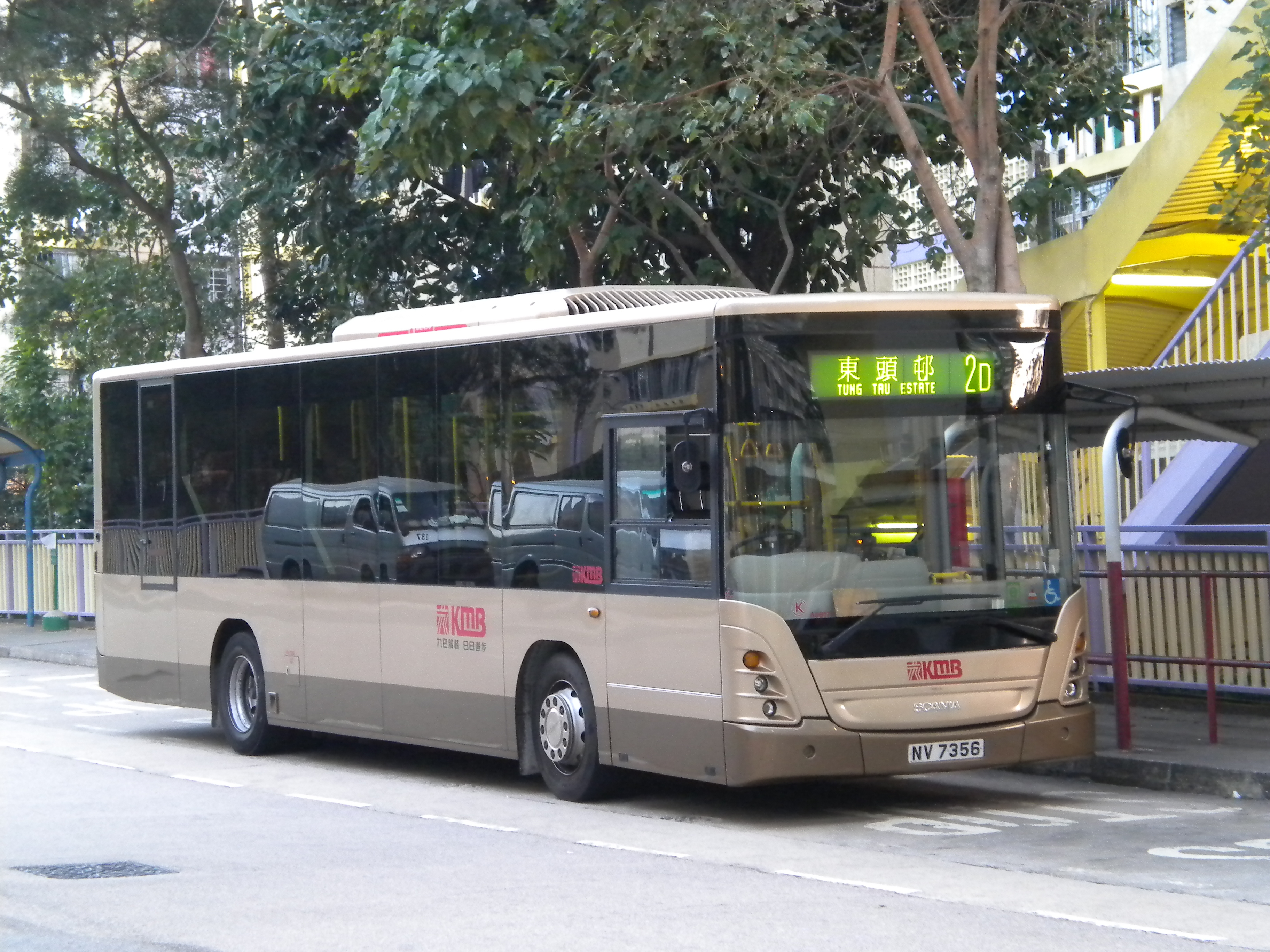
斯堪尼亞K230UB 10.6米（ASB）
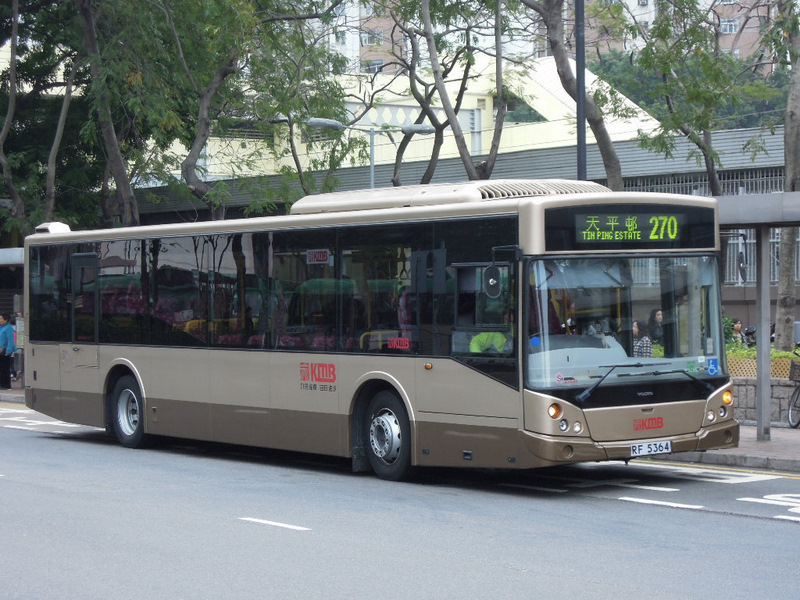
富豪B7RLE（AVC）
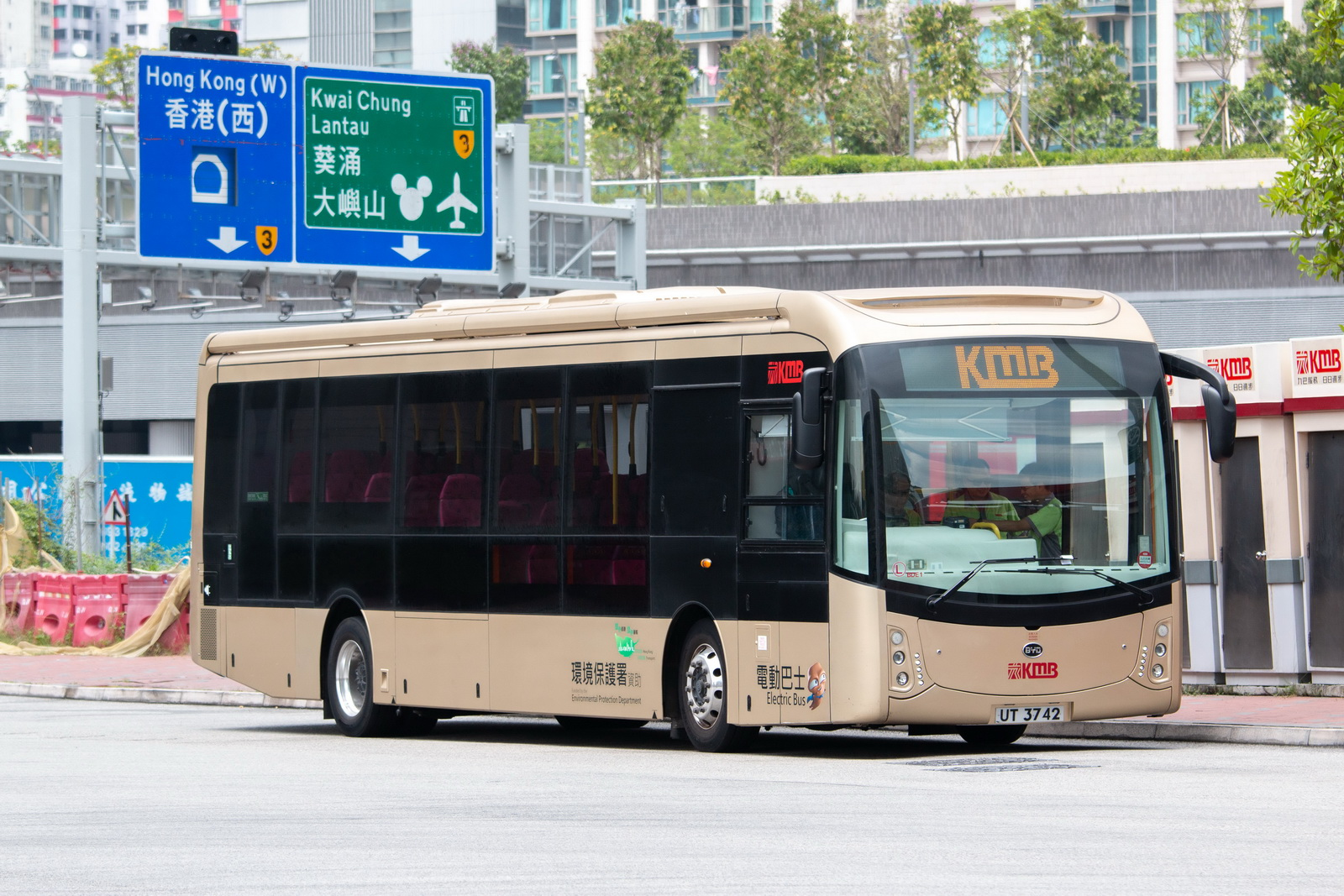
比亞迪K9R（BDE）

### 退役車隊

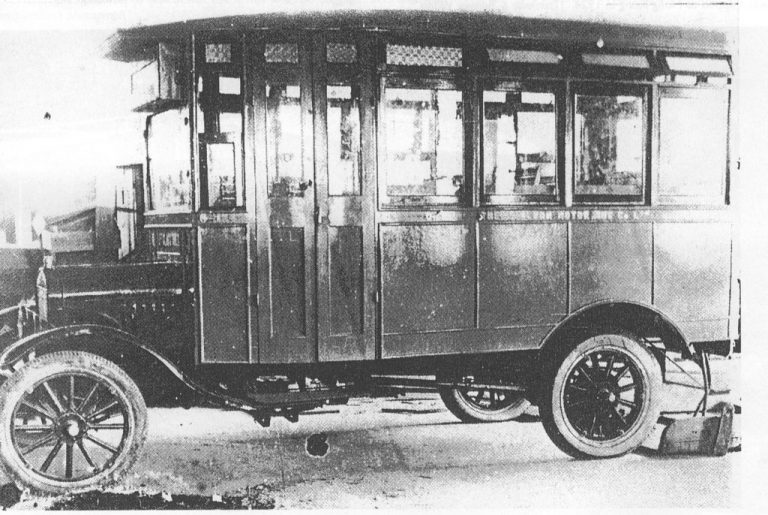
福特T
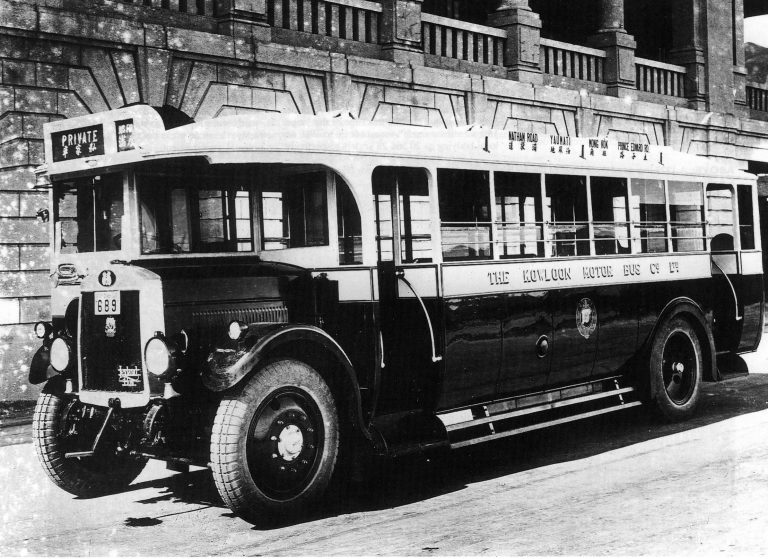
利蘭獅子
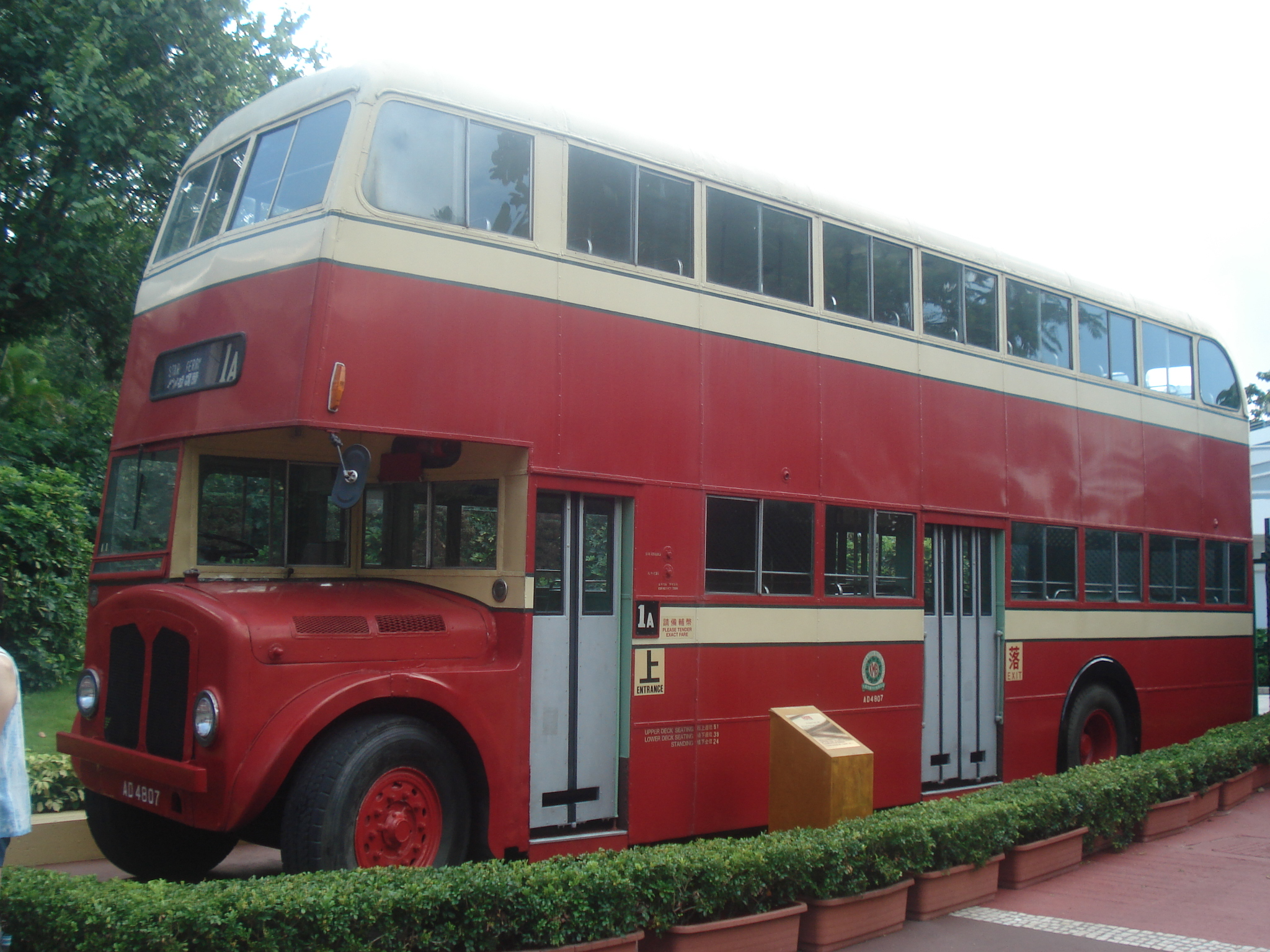
AEC Regent五型巴士，九龍巴士於1963年開始購入以應付日益龐大的載客需求
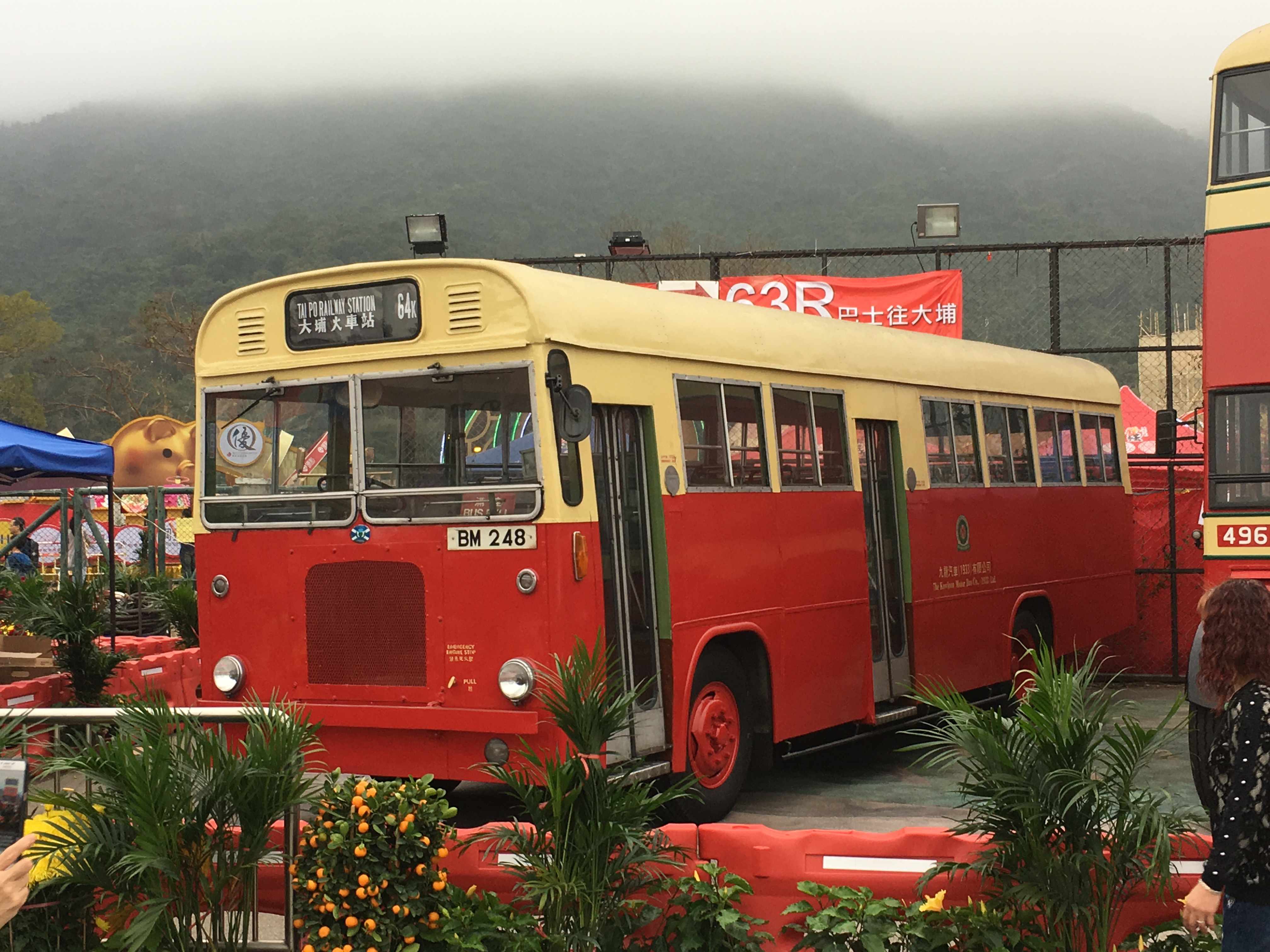
九龍巴士被保存的亞比安維京
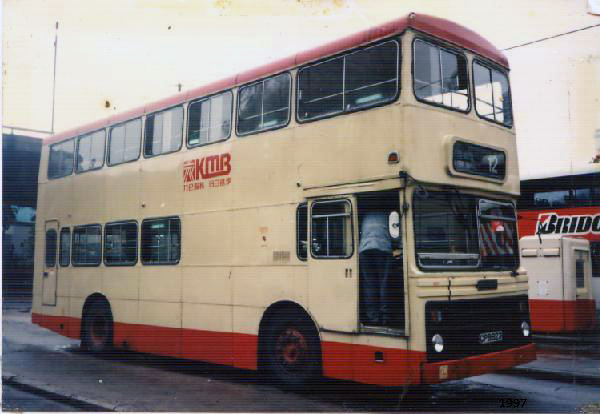
配都普車身的丹尼士喝采型
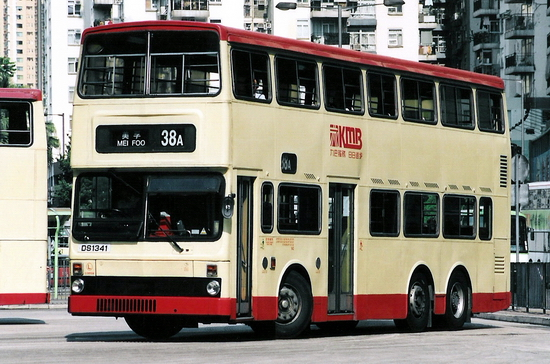
都城嘉慕威曼都城非空調十一米，以爬坡能力卓著見稱，而當最後一部巴士S3M233（EH8559）已於2007年5月10日除牌退役後，象徵都城嘉慕車系全面撤出香港專利巴士車隊，「都城皇朝」亦告落幕
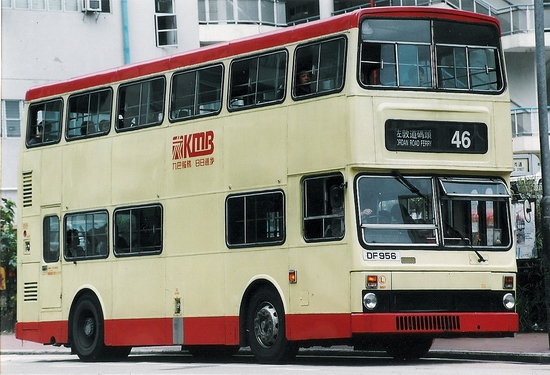
都城嘉慕威曼都城9.7米，至今唯一一款長時間爬上荃錦公路服務大帽山的雙層巴士
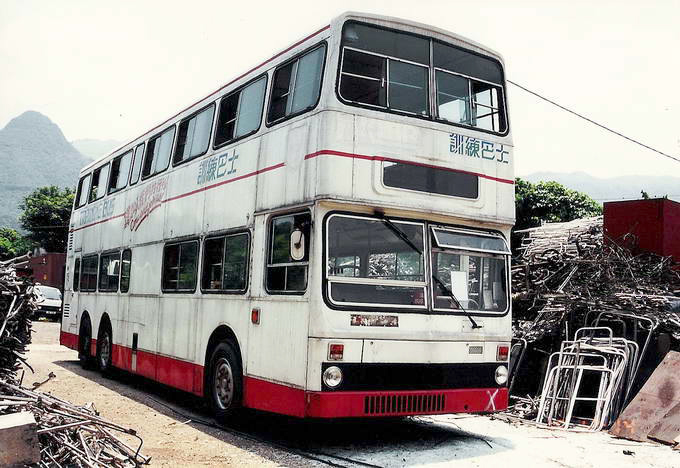
都城嘉慕威曼都城12米，這輛車（車牌編號CN870）在1981年是九龍巴士第一輛12米巴士，後期被改裝成訓練巴士
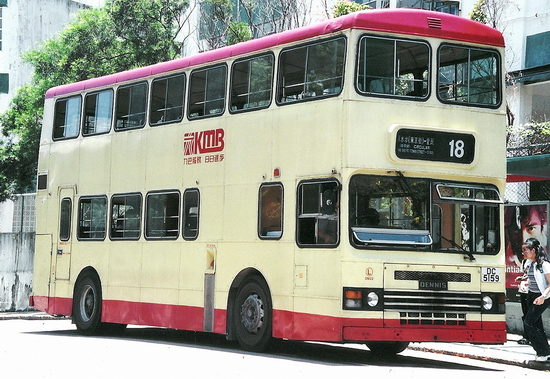
丹尼士統治者
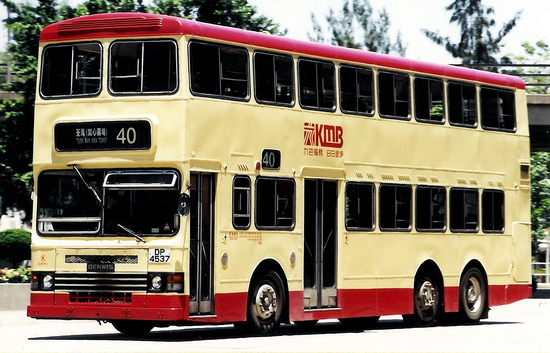
丹尼士巨龍十一米非空調
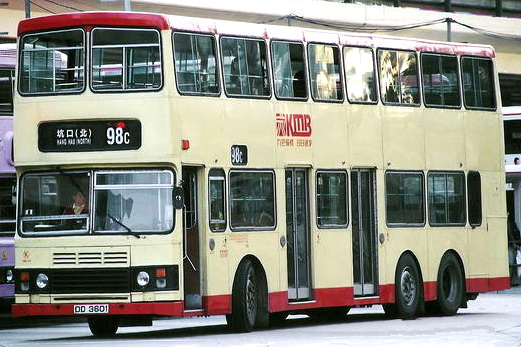
利蘭奧林比安12米非空調巴士
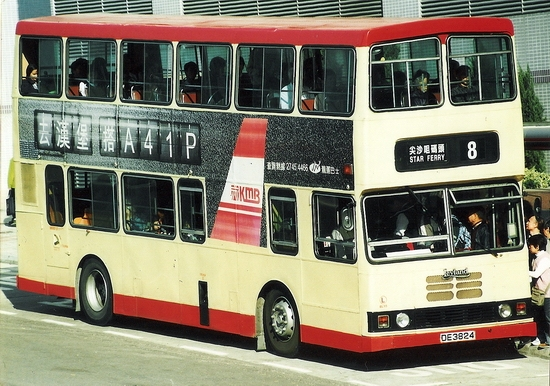
利蘭奧林比安9.5米
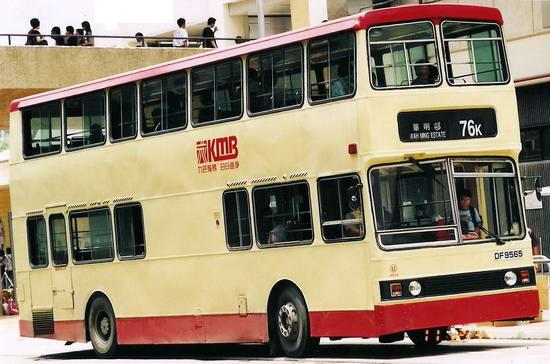
平治O305巴士，平治O305在起步、上斜及在大直路的表現均相當突出，被譽為「車皇」
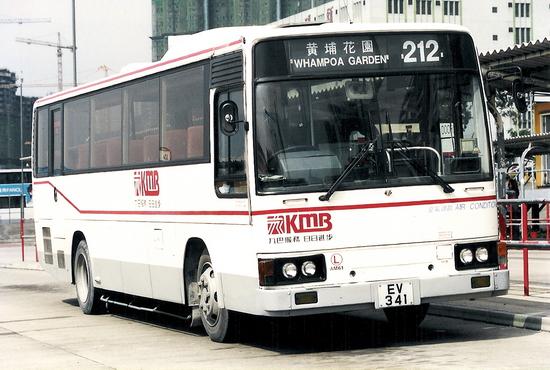
三菱 Mitsubishi Fuso MK117J
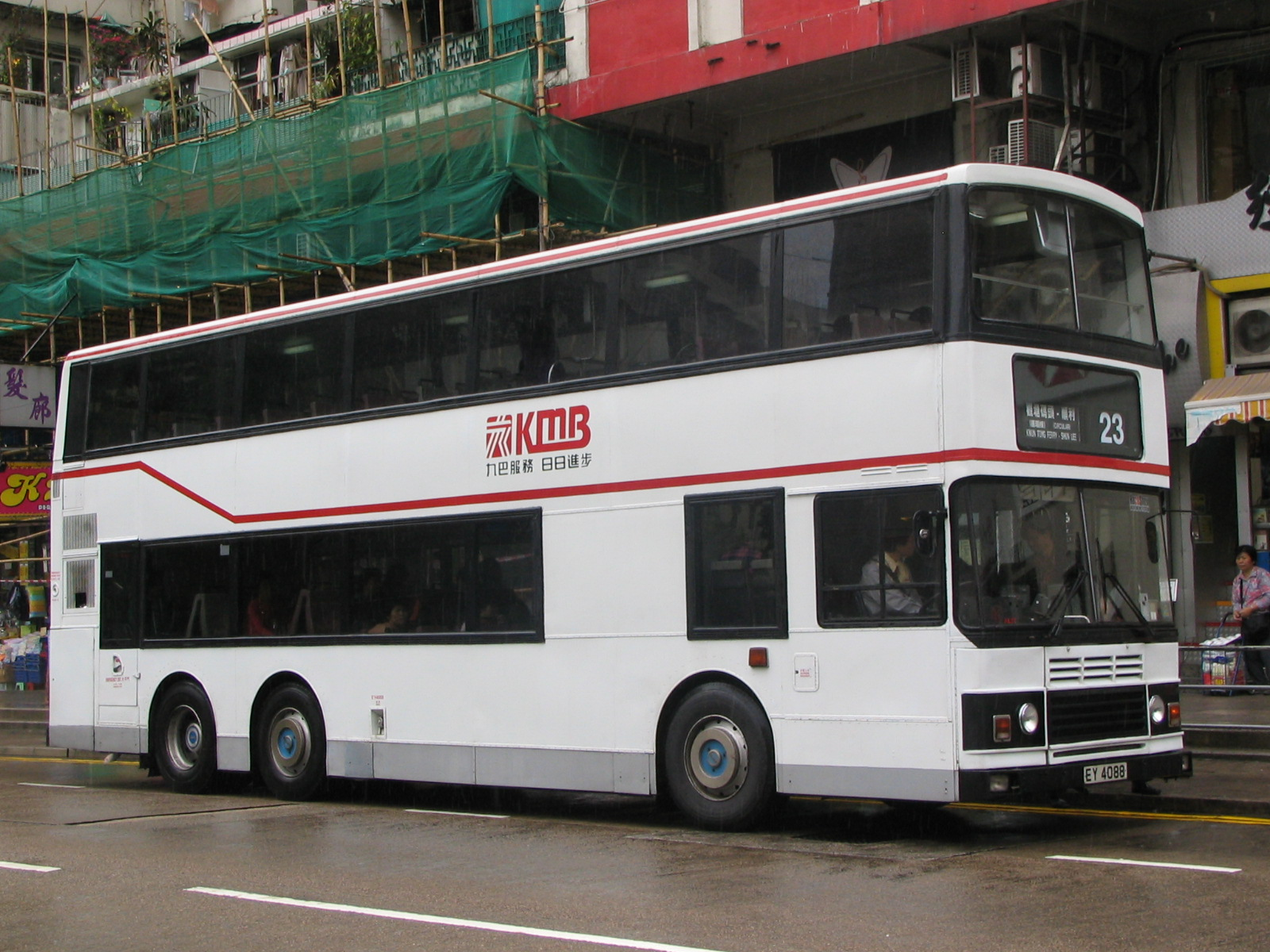
利蘭奧林比安空調十一米
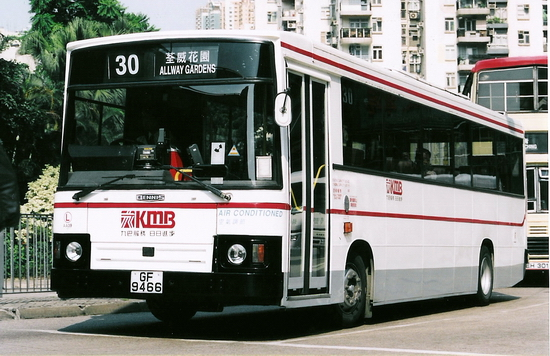
配都普車身的丹尼士飛鏢
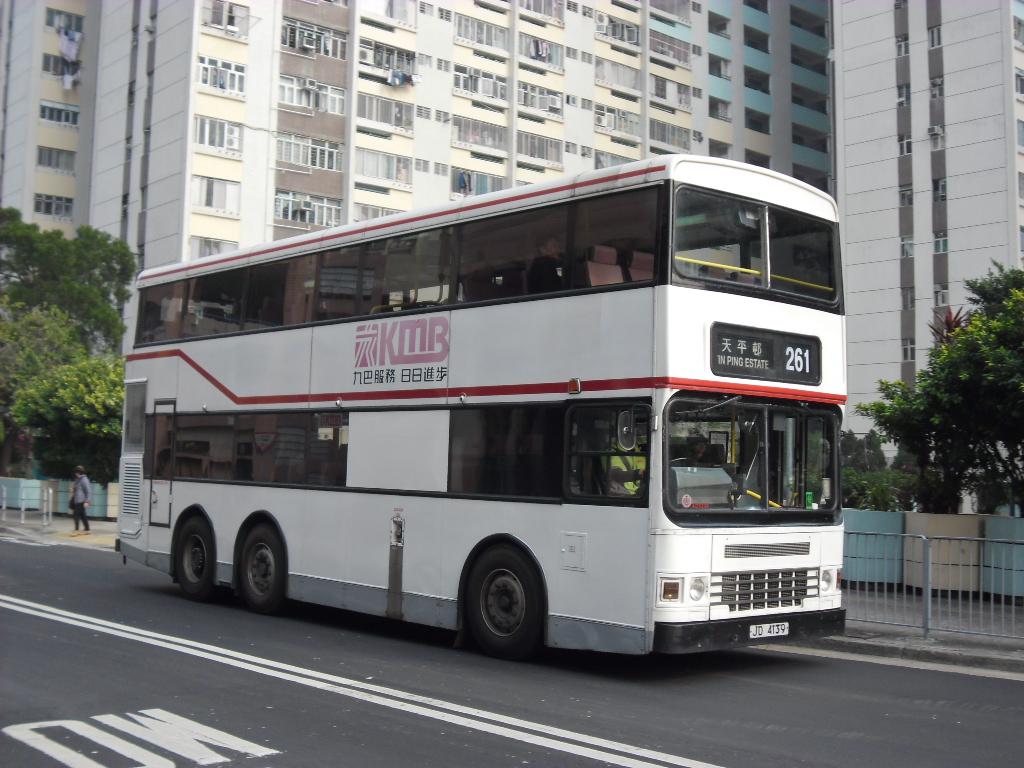
丹尼士巨龍9.9米，為最後一批的非低地台空調雙層巴士
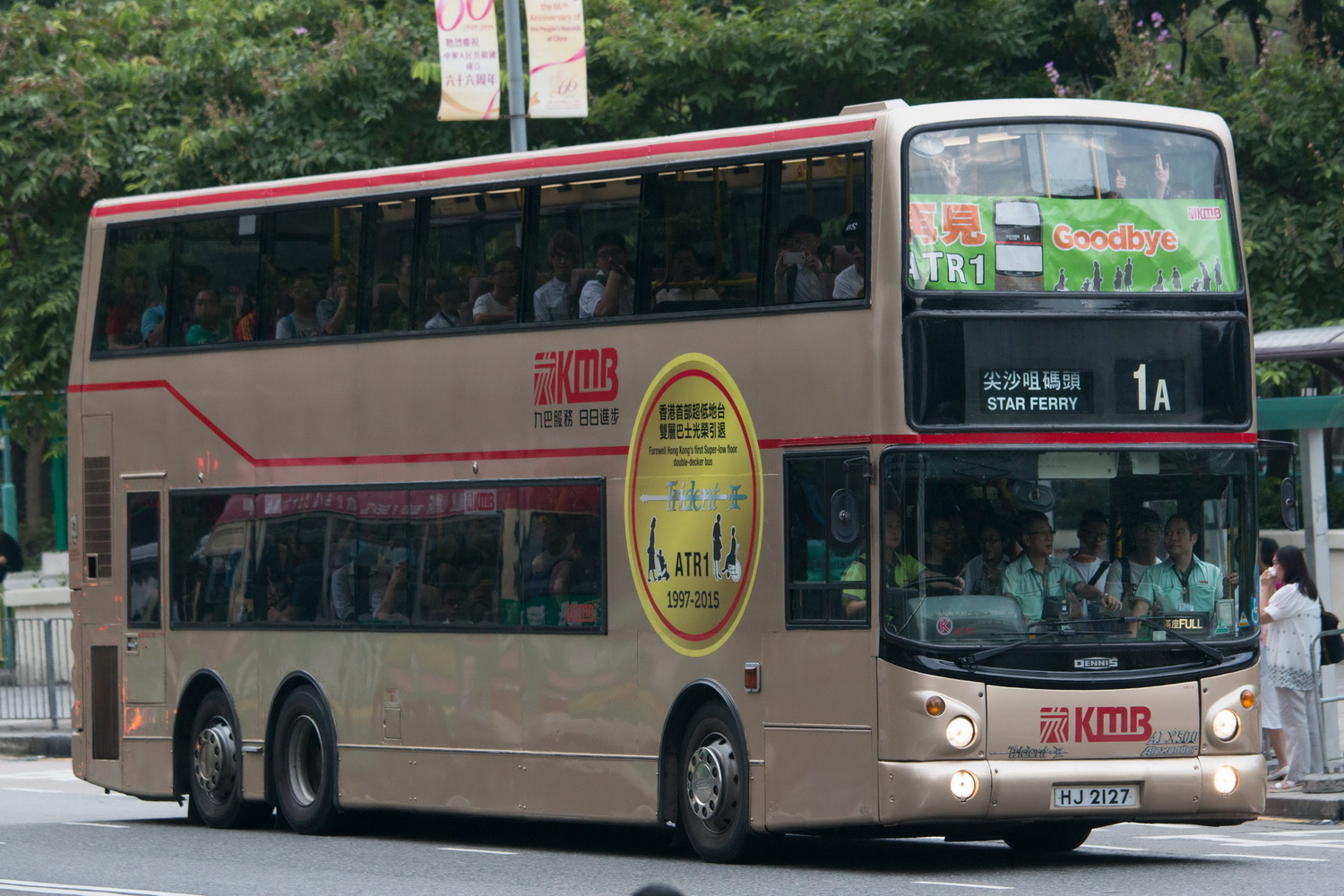
配亞歷山大ALX500車身的丹尼士三叉戟12米 樣板車（ATR1），為全港首款雙層超低地台巴士
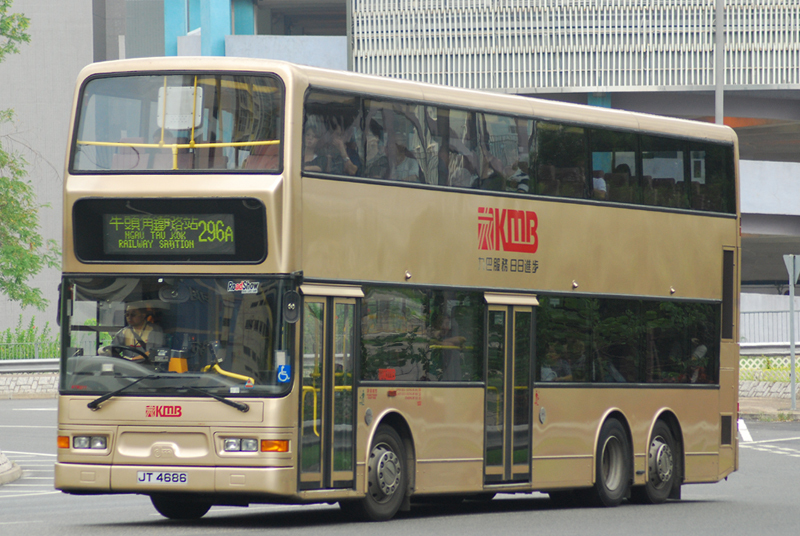
配都普DM5000車身的丹尼士三叉戟 12米（ATR277）
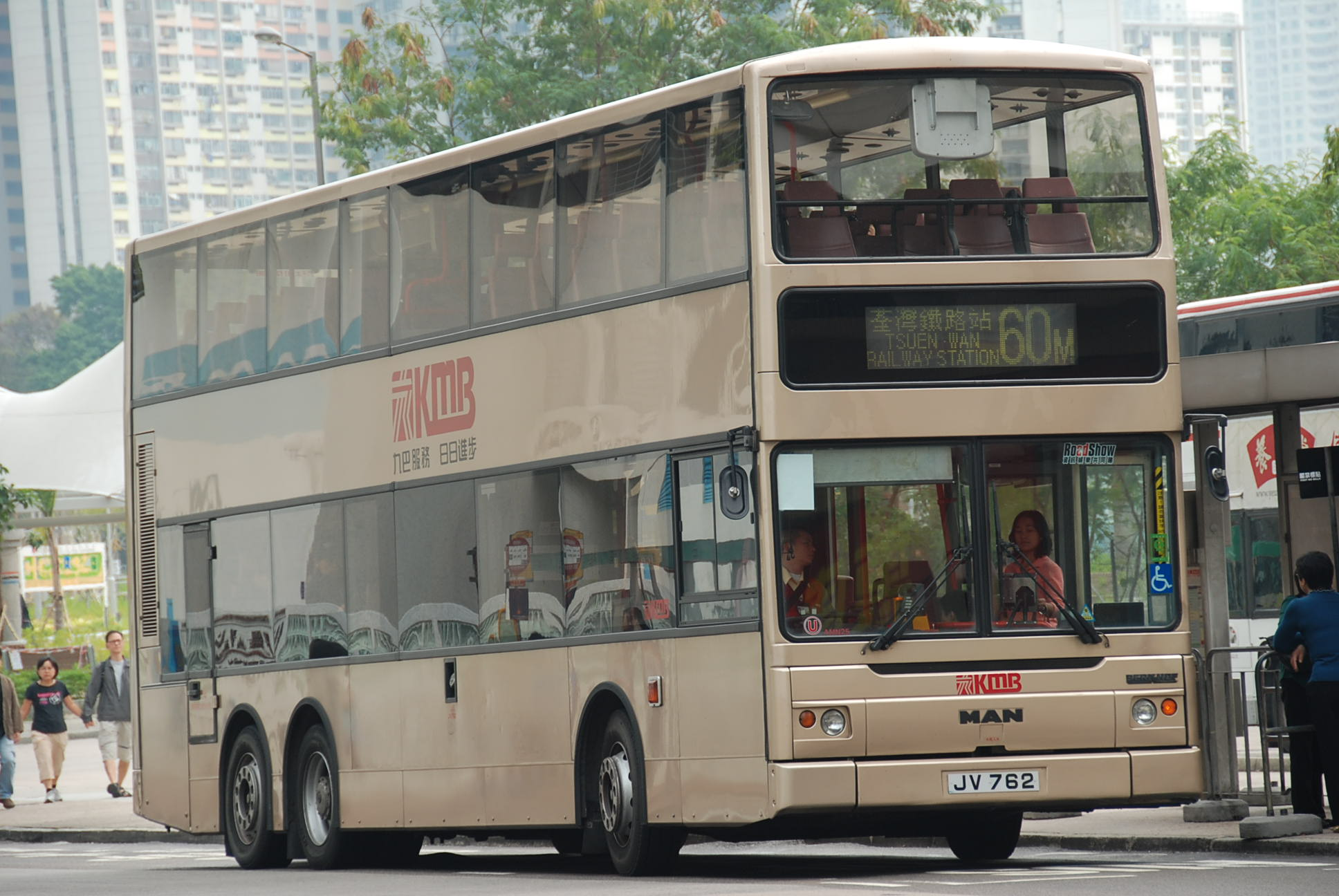
配Berkhof車身的猛獅24.310
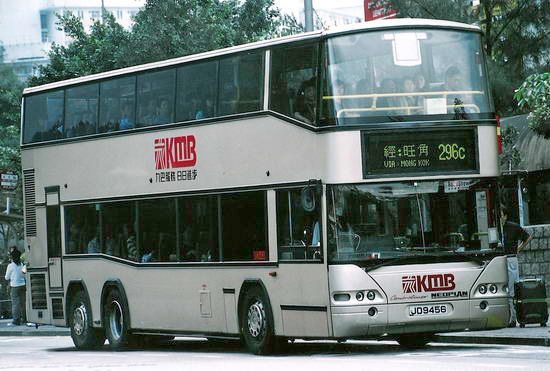
Neoplan Centroliner N4026/3
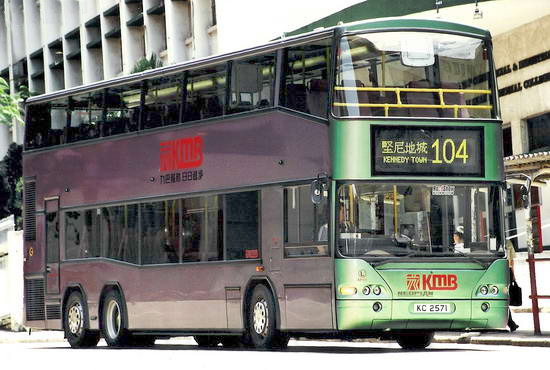
髹上「綠悠悠巴士」色彩的Neoplan Centroliner N4426，九龍巴士已於2001年為了宣傳引入歐盟三期排放標準的巴士
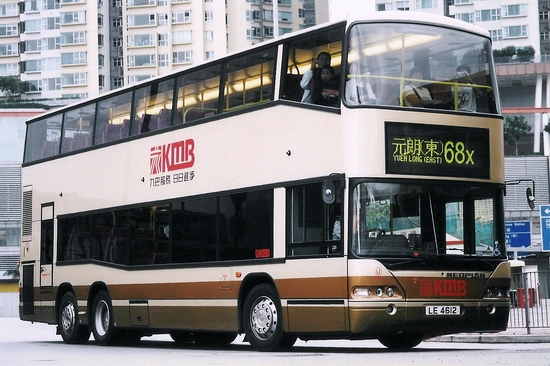
Neoman A34
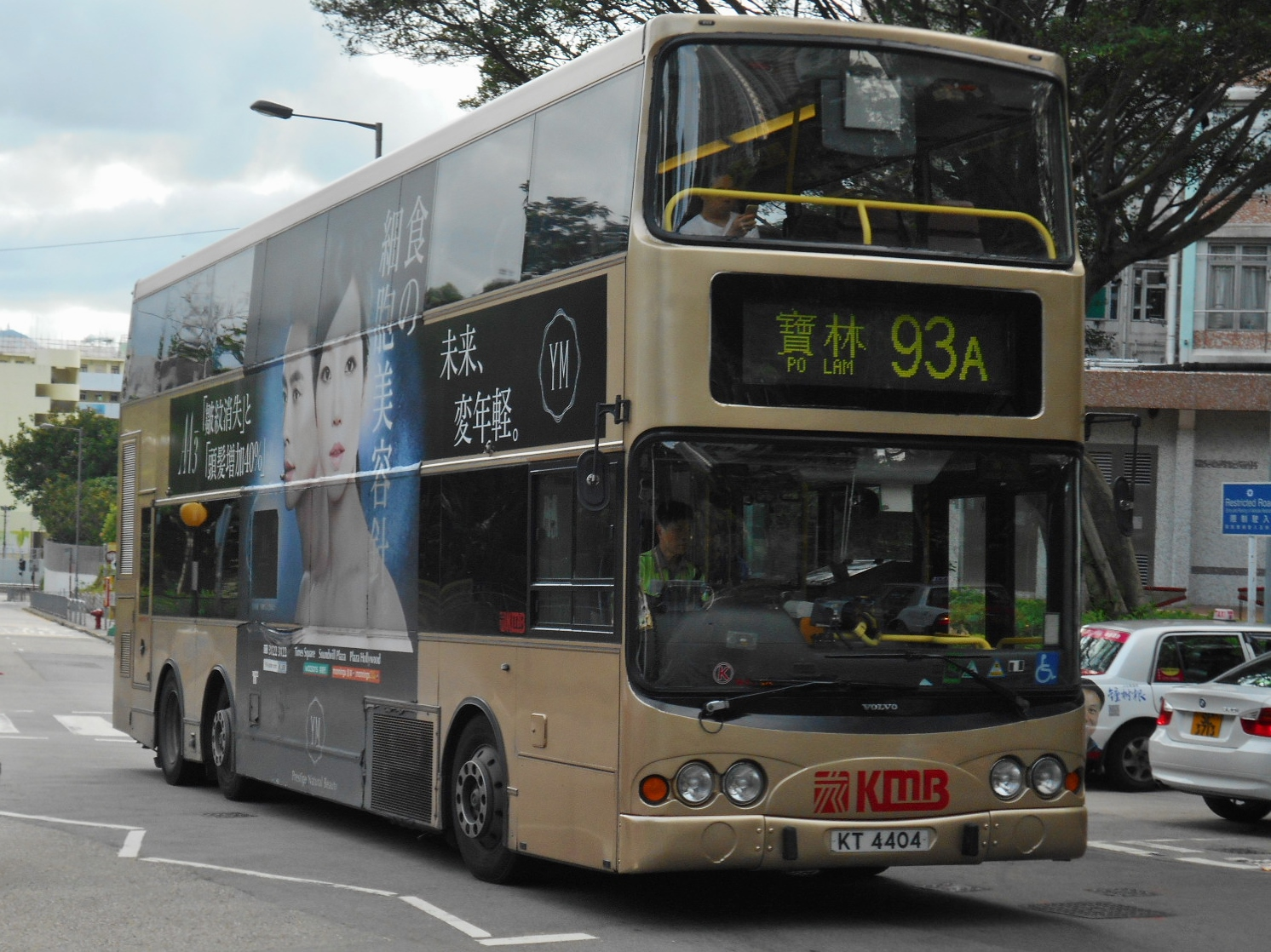
配傲群車身的富豪超級奧林比安12米（3ASV）
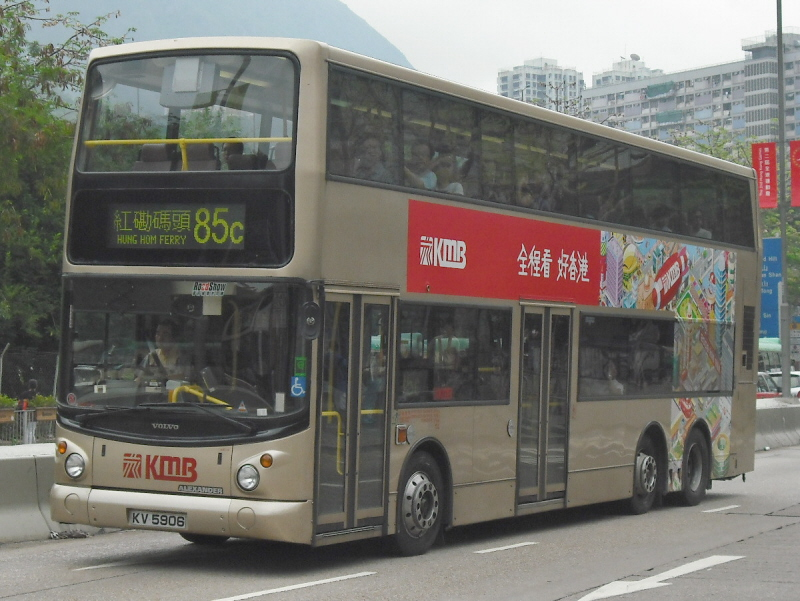
配亞歷山大ALX500車身的富豪超級奧林比安12米（3ASV）
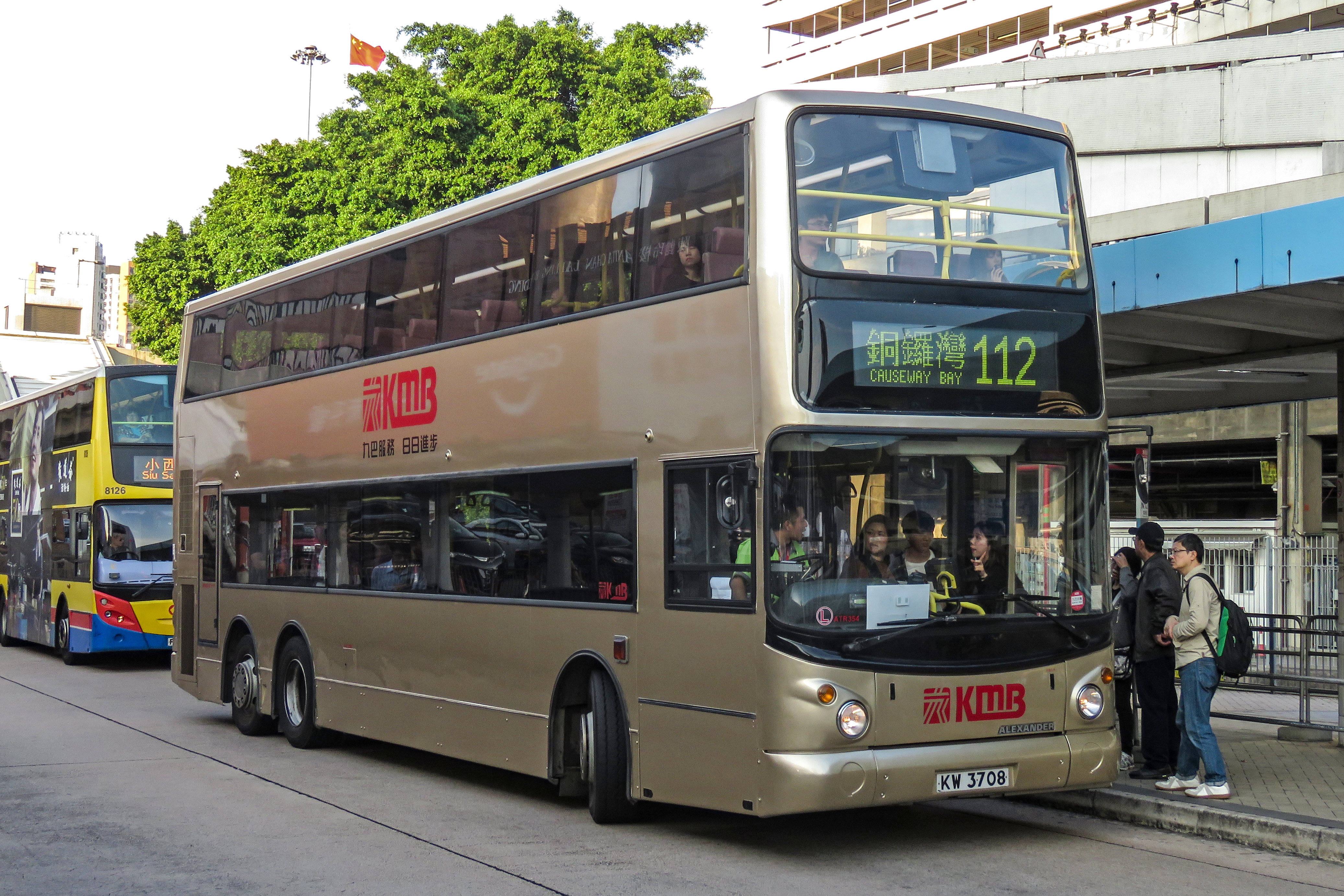
配亞歷山大ALX500車身的丹尼士三叉戟12米 （ATR）
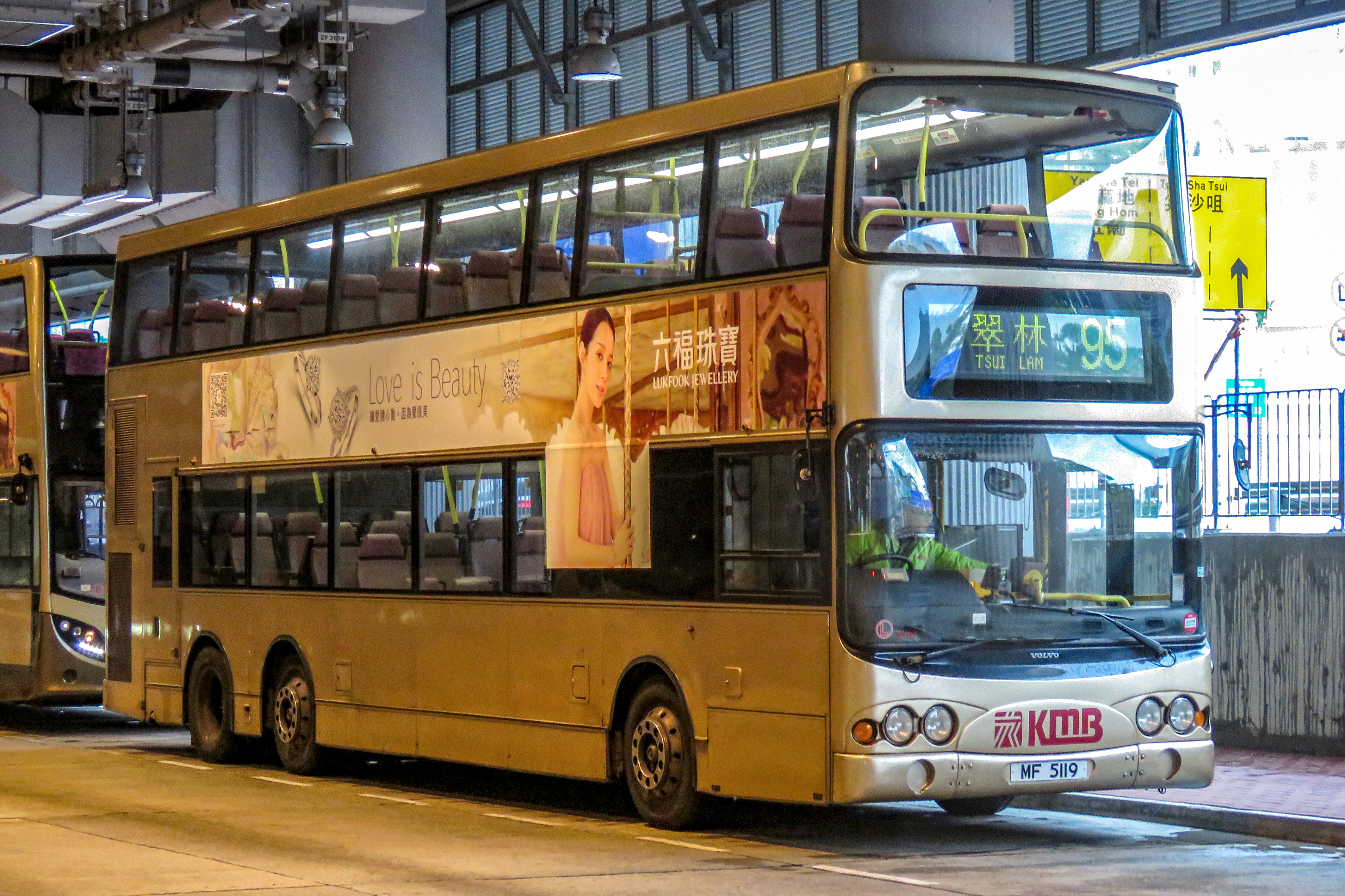
配傲群車身的富豪B9TL（AVD）
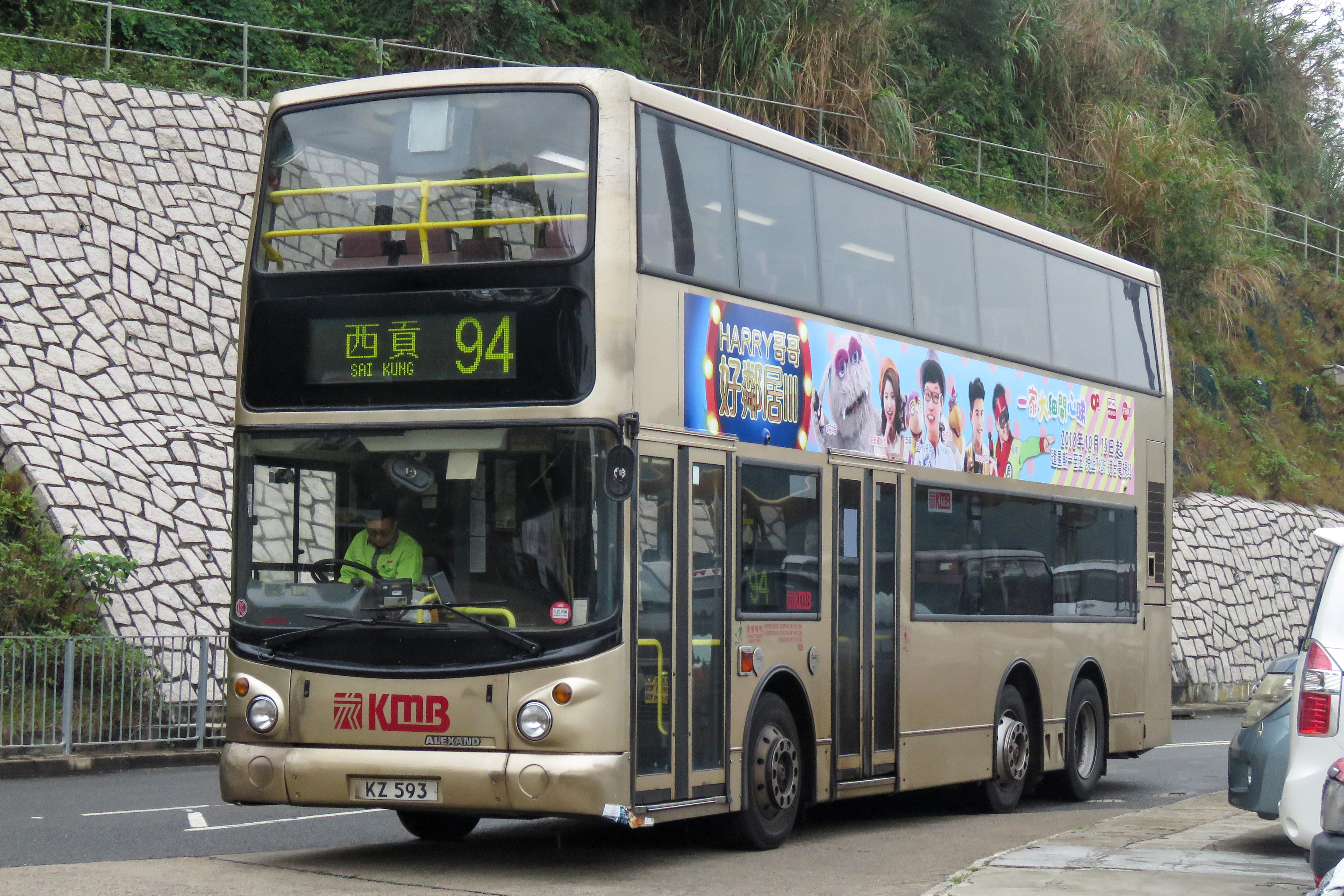
配亞歷山大ALX500車身的富豪超級奧林比安10.6米（ASV）

## 車廠

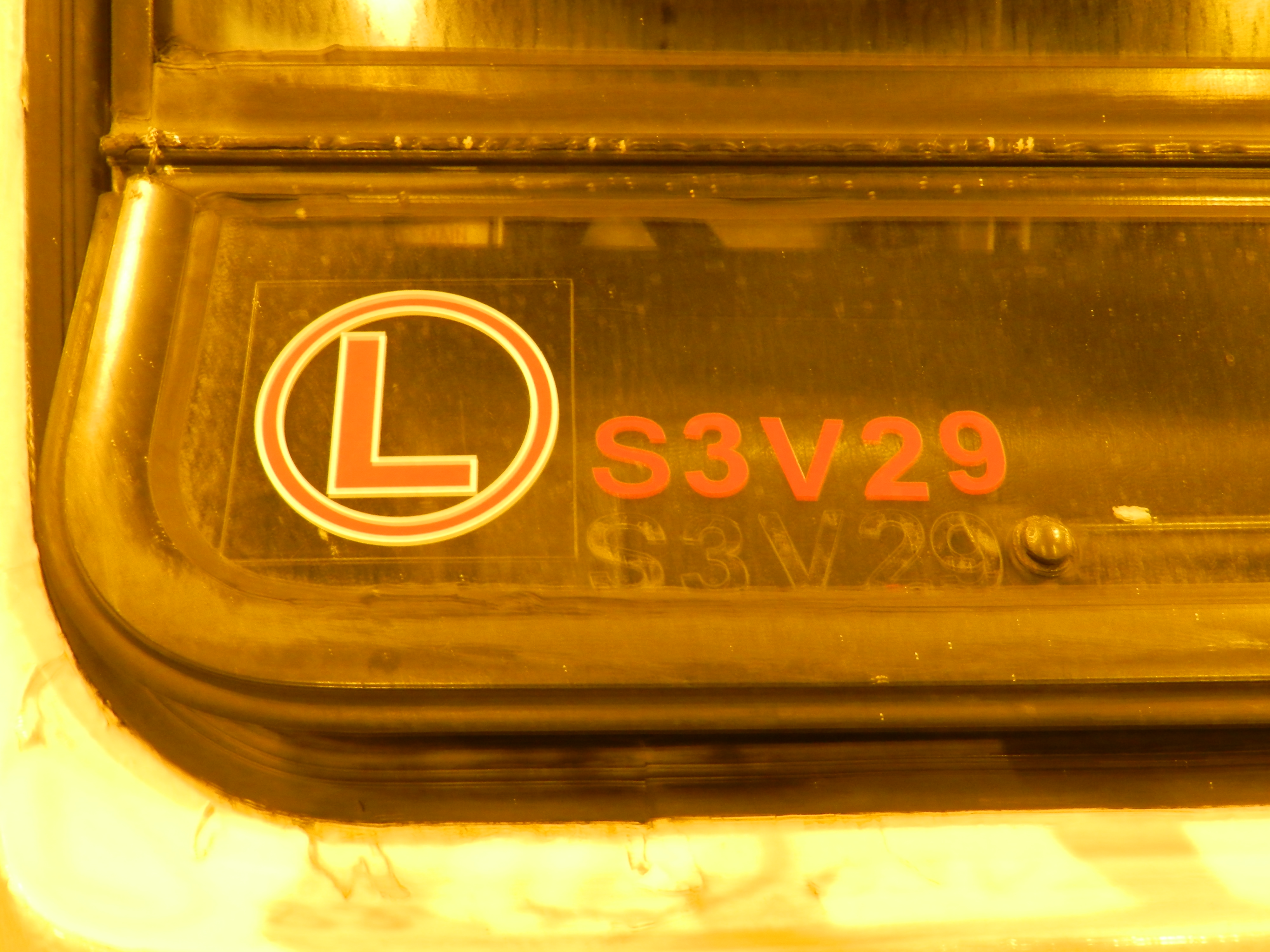
九巴荔枝角車廠貼紙

九龍巴士為方便分配及管理旗下車隊，故把車隊分配位處九龍及新界的4個車廠，並以不同的英文字母（K、L、S、U）區分。九龍巴士把分別這些廠房的貼紙張貼於巴士左前方的玻璃。九龍巴士車廠的分類為：
- K：九龍灣車廠（KBD-KB），分廠為將軍澳車廠（KBD-TKO）
- L：荔枝角車廠（LCKD-LCK），分廠為青衣車廠（LCKD-TSYI）
- S[46]：沙田車廠（STD-ST），分廠為大埔車廠（STD-TP）及新上水石湖墟車廠（STD-SHUI）
- U[47]：屯門車廠（TMD-TM），分廠為元朗車廠（TMD-YL）

除此之外，九龍巴士設立屯門總修中心，主要為現役巴士進行中修（年驗）和大修。另外，九龍巴士設立若干停車場及加油站，包括月輪街車廠、大埔車廠、天水圍車廠、屯門南車廠和火炭車廠。

### 已廢棄的九龍巴士車廠
- 九巴觀塘車廠：由九龍灣車廠取代，A、B廠分別重建為創紀之城一期及The Millennity。[48]
- 九巴深水埗營盤街車廠：由於車廠後方曾有一間仙樂戲院，因此被稱為「仙樂廠」。
- 上水石湖墟車廠（STD-SWH）：2024年9月1日被新上水石湖墟車廠取代。

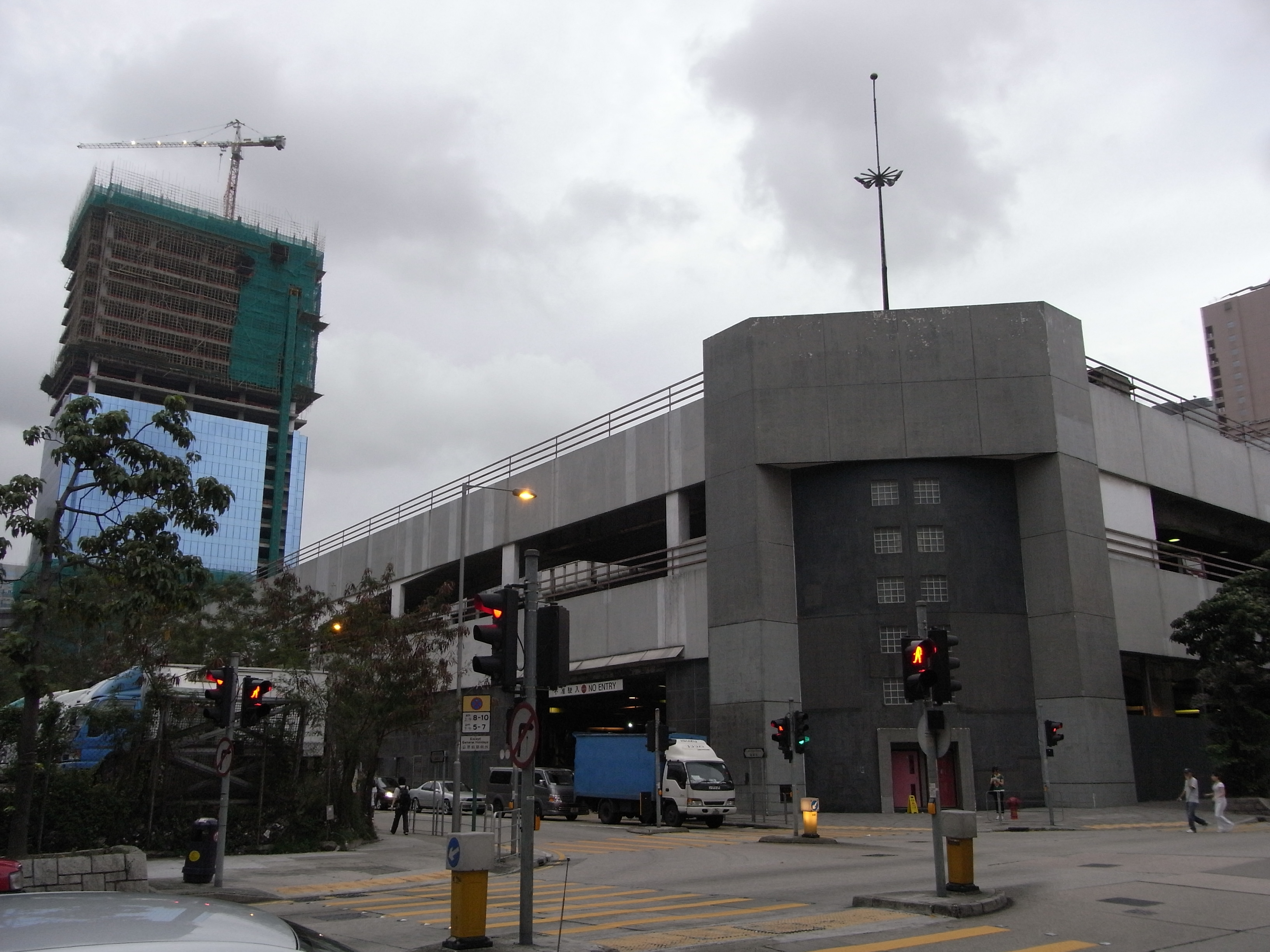
九龍灣車廠
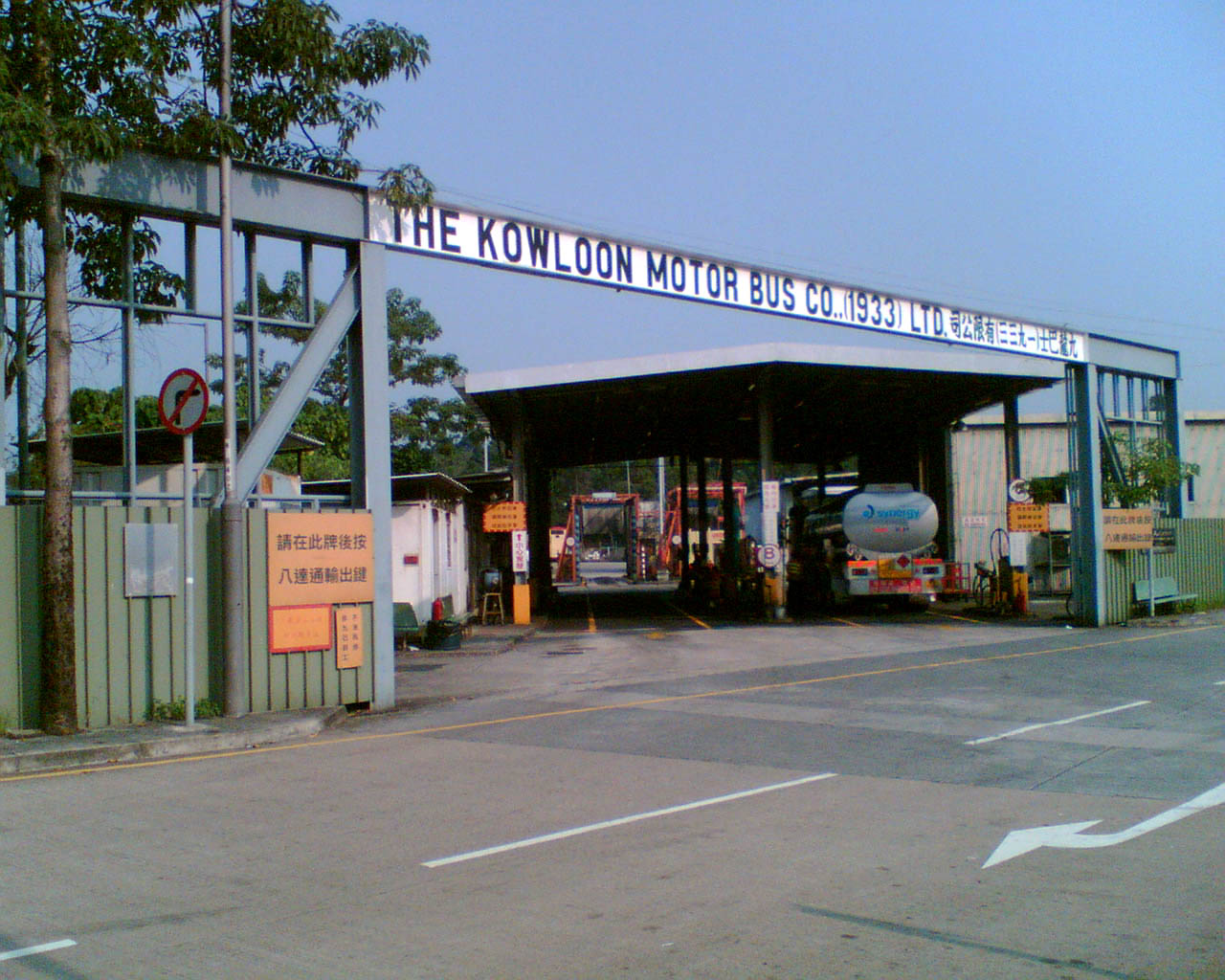
上水車廠
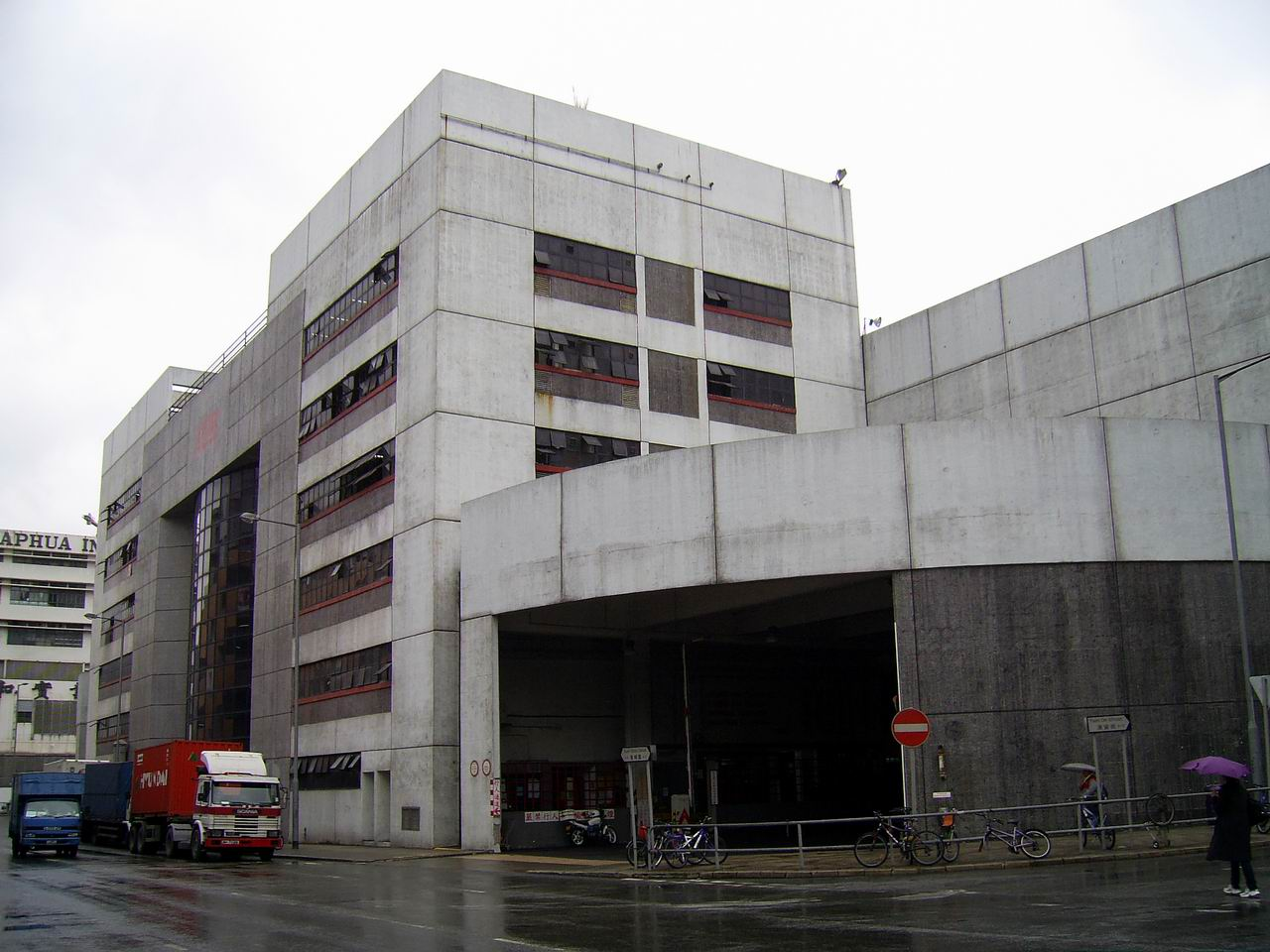
小瀝源的沙田車廠

## 巴士站

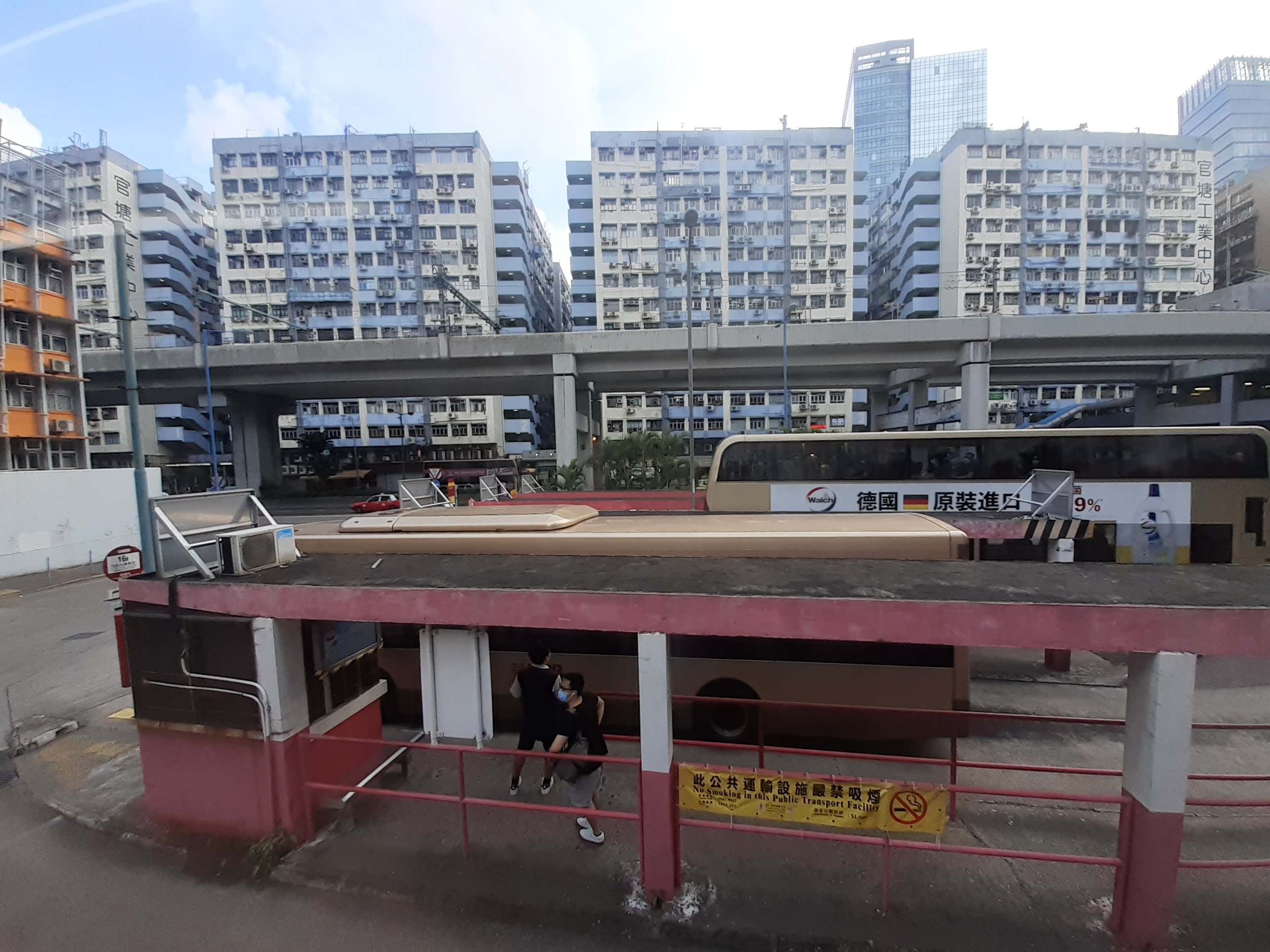
髹上紅白油漆的混凝土巴士站
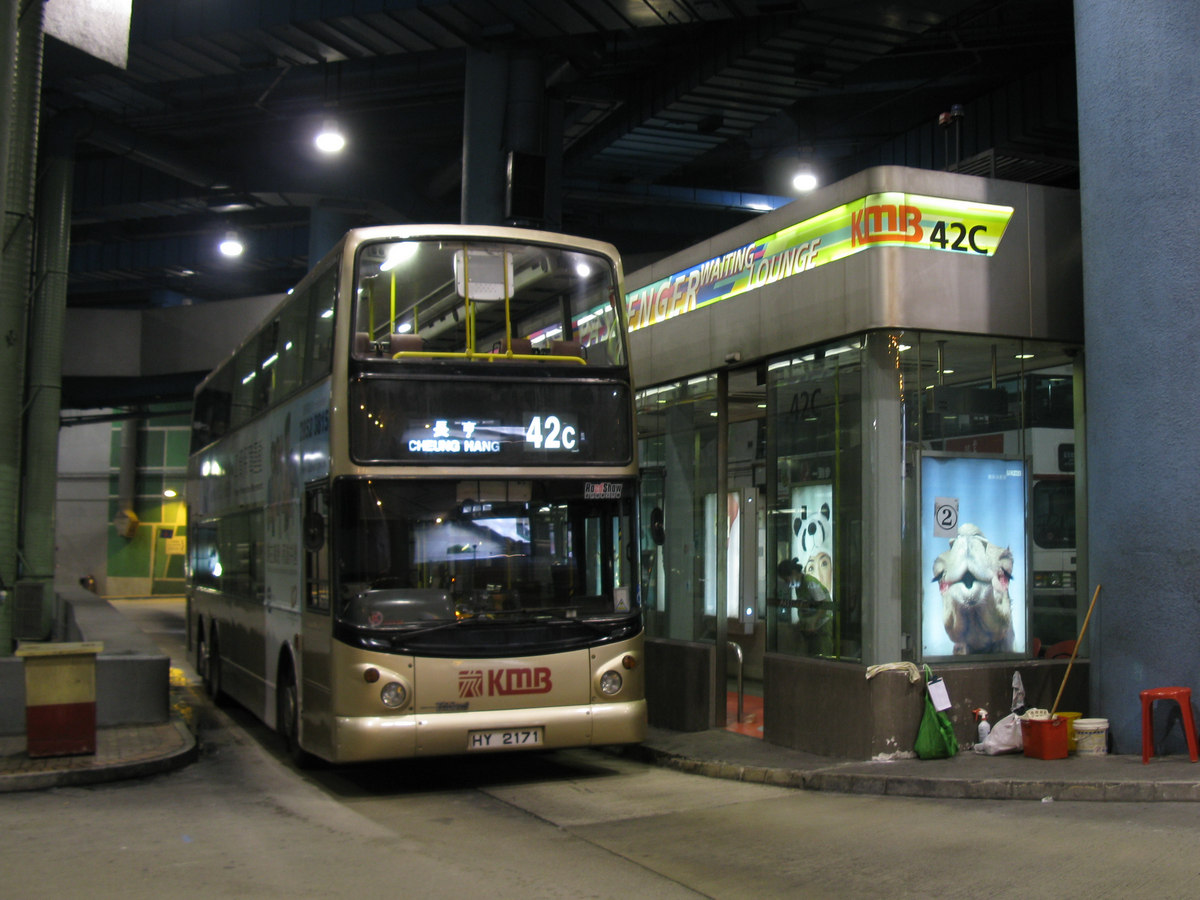
藍田公共運輸交匯處的空調候車室

## 爭議事件

### 資深員工被解僱
2017年10月，有前員工指九龍巴士自2015年起陸續有年資長及薪金高的員工被辭退，每隔一兩個星期就有2至3個。前員工質疑解僱原因為借口，實際只想盡早辭退資深員工，避免將來公司要支付高額的退休金，預防財政造成壓力。九龍巴士回覆《香港01》查詢時表示員工調動是恆常運作，不會評論個別個案。

### 勞資爭議
2018年2月24日，才剛組成4天的「月薪車長大聯盟」因不滿調整車長薪酬計算方法並發起罷駛，呼籲車長於晚上8時（UTC+8）停車並響號10秒。發起人葉蔚琳約8時駕駛234X號路線巴士，在尖沙咀東（麼地道）巴士總站出口處停下，按響號約10秒，霸佔了出口其中一條行車線，兩輛尾隨巴士響應停駛。惟只有尖東巴士總站5部巴士的車長響應參與，其他地區未有響應。葉蔚琳承認行動失敗，但無後悔，表示會到禮賓府外通宵靜坐抗議。而在工業行動前，九龍巴士傍晚向員工發出通告，提醒車長「必須遵守公司既定指引及交通規則」，如有任何違反工作指引的行為，公司「定必作嚴厲紀律處分」。
而九龍巴士新、舊制車長向來都是「同工不同酬」，而在九龍巴士調整薪酬架構後，無論1999年前入職的日薪車長、2004年前入職的月薪車長，還是2004年後入職的月薪車長超時補水都會按年資調高，惟方案將獎金撥入底薪，2004年前入職月薪車長的雙糧變相增約5,000元，2004年後入職的月薪車長由於沒有雙糧，在薪酬調整方案下受惠有限。而九巴不同的工會背景對薪酬調整方案都持有不同意見。

### 派更系統發生故障
2019年2月19日凌晨約4時，公司電腦派更系統發生故障，而車廠內有逾百多名車長排隊等候派更，引致不少巴士路線出現延誤，到早上返工繁忙時間多個巴士站出現候車人潮，屯門公路轉車站更一度有逾千名乘客排隊候車，不過九龍巴士及運輸署未有向外發出任何預警或公告。到早上約8時45分左右，服務回復正常。同年9月16日，派更系統再次發生故障。

### 表態支持《港區國安法》爭議
九巴營運總監關智偉代表運輸界支持《港區國安法》，唯另一家含有中資背景營運商城巴至今沒有任何表態，網民紛紛表示罷搭九巴但反而大讚城巴才是真正服務大眾市民巴士企業，九巴發言人表示會尊重乘客選乘交通工具決定。

### 男子按下巴士車身緊急按鈕
2024年12月25日約晚上10時，網上流傳一段影片顯示在尖沙咀彌敦道近北京道和重慶大廈對開，有一名男子在彌敦道狂奔行車線，從後追趕前往屯門的260X路線巴士，期間疑2次按下巴士車頭緊急用的太平門掣，企圖截停巴士，更繞到車長位置並以粗言穢語指罵車長，其後自行離去。警務人員經翻查閉路電視及深入調查後，於12月28日下午約5時在屯門區以涉嫌「在公眾地方行為不檢」罪名拘捕一名21歲本地男子。運輸署表示，非常關注並嚴厲譴責事件，指有關行為不但影響行駛中的巴士和車上司機和乘客安全，也為個人和其他道路使用者帶來危險，會向有關專營巴士營辦商跟進。

## 足球隊
九龍巴士還有一個香港足球俱樂部，九龍汽車巴士公司。它成立於1947年，並於1947/48賽季加入香港甲級聯賽。綽號「原子巴士」的球隊在1953/54賽季和1966/67賽季獲得了僅有的兩個聯賽冠軍。球隊在1950年代和1960年代達到頂峰，當時"華南- 九龍汽車巴士公司"（南巴大戰）是香港最突出的對手比賽之一。在1970/71賽季，球隊面臨他們的第一次降級，但在接下來的賽季中，由於Jardines退出了聯賽，他們得以留在甲級聯賽。然而，球隊在1972/73賽季降級。它最後一次出現在甲級聯賽是在1976/77賽季，但只在一個賽季后就降級了。足球隊於1981年退出聯賽，並於2017年進行了改革。

## 文化
香港亞洲電視制作的電視劇《8號巴士站站情》中，以九龍巴士8號線為電視劇的情節內容之一。

## 員工制服及巴士塗裝
九龍巴士原來的塗裝是紅色和奶油色的組合，是非空調巴士的標準塗裝。在1990年代早期引入空調巴士後，在空調巴士上採用白色和灰色塗裝以及一條紅線腰帶。1997年伴隨低地台巴士推出香檳金色塗裝。2017年6月，推出了名為城市脈搏的紅色和銀色的塗裝，同時在該批巴士上加入USB充電等設施。2022年5月引入新型號電動巴士後，在電動巴士上採用電光綠色塗裝。
於2010年12月開始，九龍巴士全面更新新的車長、站長及車務督察的制服。車長的新制服採用螢火綠色，站長及車務督察的新制服則採用蘋果綠色。九龍巴士車務總監霍彩福表示，新制服以綠色為主調，體現注重環保的精神。前線員工的上衣為綠灰二色恤衫，配以同色背心、風衣或外褸，下身則配以深灰色西褲。
新增設的車長風衣輕便舒適，方便外勤員工戶外工作。在職業安全健康前題下，新制服的背部增加兩條垂直的銀灰色反光帶，有助保障外勤員工於陰暗環境下工作時的安全。
九龍巴士車長的青色恤衫制服已成歷史。九龍巴士2021年11月26日宣布，2022年1月10日起，車長將陸續更換至紅、黑色為主調的新Polo恤制服；站長及站務管理員亦會於同日起，陸續更換以天藍色及黑色為主調的新制服。九巴表示，新制服與本地服裝品牌Baleno合作設計，上衣採用速乾透氣、高伸展性的物料，可保持乾爽舒適，並方便車長工作。
至於冬季制服，則上身配上黑色抓毛外套及風衣，下半身則為深灰色長褲。為顧及安全，新制服亦增加垂直的銀灰色反光條子。

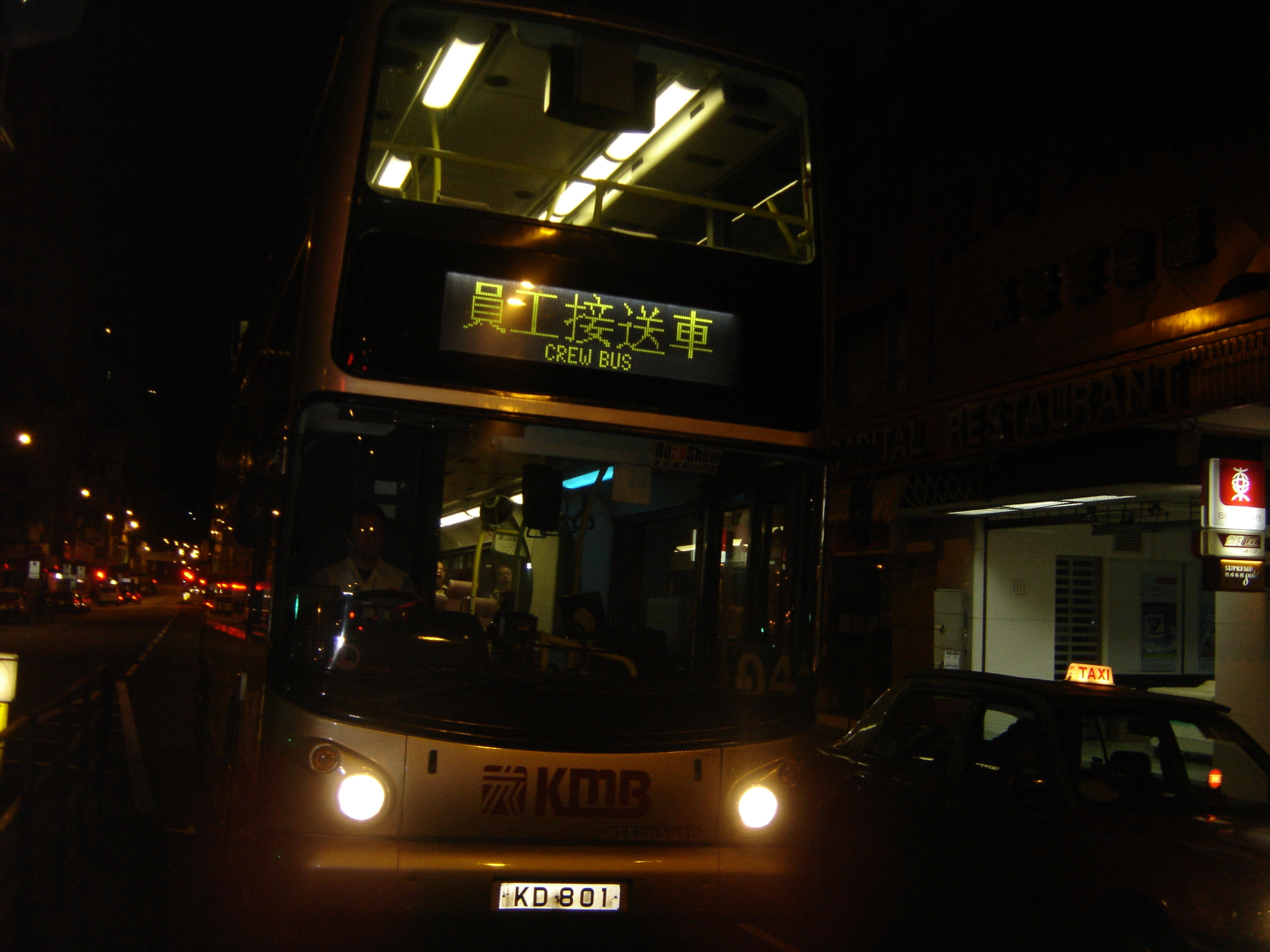
九巴凌晨員工接送車
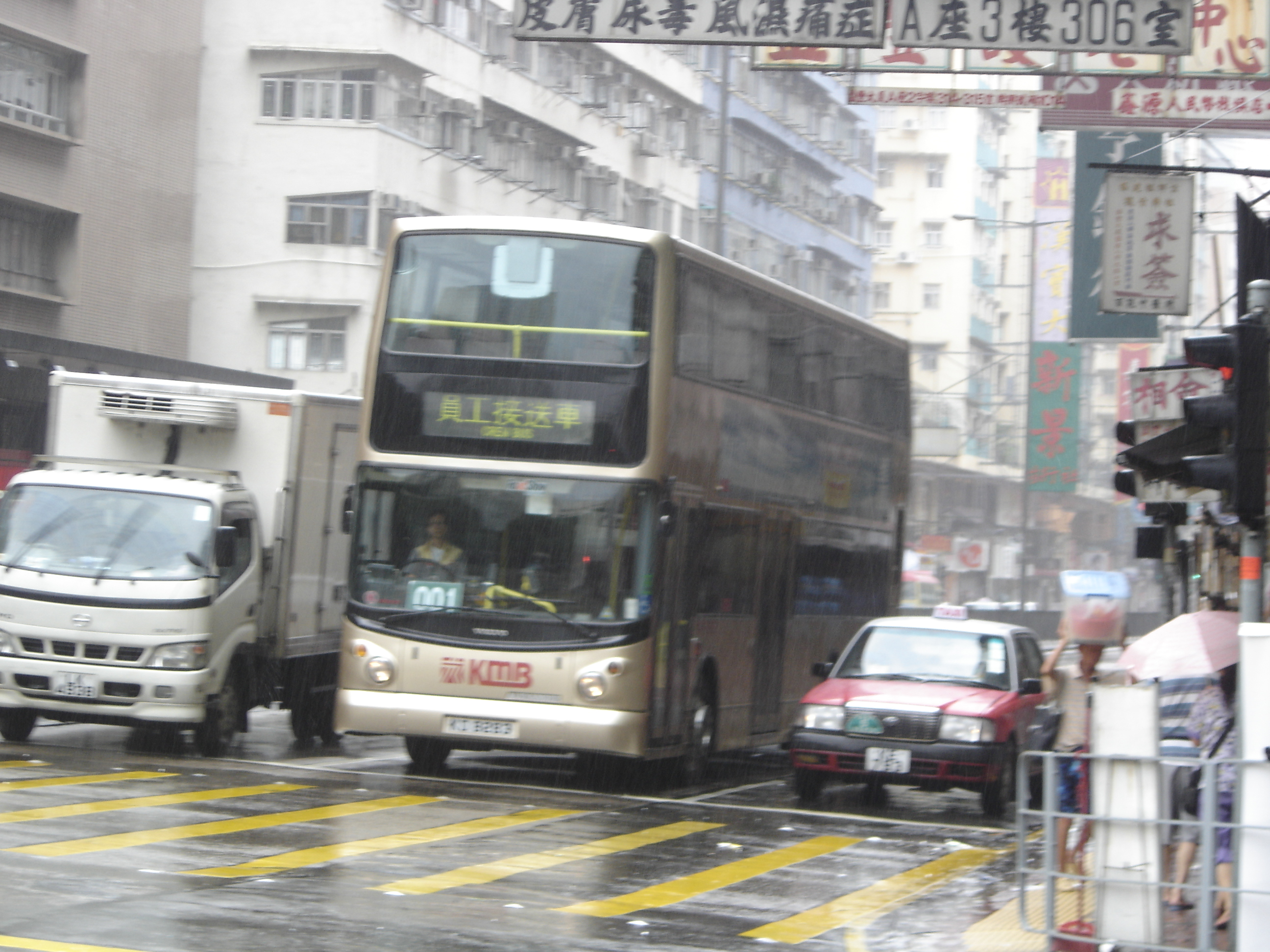
九巴颱風之下在日間出現的員工接送車

## 外部連結
- The Kowloon Motor Bus Co. (1933) Ltd 九龍巴士（一九三三）（页面存档备份，存于）
- 香港巴士大典上的相关条目：九龍巴士